# Jean-Jacques Rousseau
Vous lisez un « article de qualité » labellisé en 2016.
Pour les articles homonymes, voir Jean-Jacques Rousseau (homonymie) et Rousseau.
Jean-Jacques Rousseau, né le 28 juin 1712 à Genève et mort le 2 juillet 1778 à Ermenonville, est un écrivain, philosophe et musicien genevois. Orphelin de mère très jeune, sa vie est marquée par l'errance. Si ses livres et lettres connaissent à partir de 1749 un fort succès, ils lui valent aussi des conflits avec l'Église catholique et la République de Genève qui l'obligent à changer souvent de résidence et alimentent son sentiment de persécution.
Dans le domaine littéraire, Jean-Jacques Rousseau connaît un grand succès avec le roman épistolaire Julie ou la Nouvelle Héloïse (1761), un des plus gros tirages du XVIIIe siècle. Cet ouvrage séduit ses lecteurs d'alors par sa peinture préromantique du sentiment amoureux et de la nature. Dans Les Confessions (rédigées entre 1765 et 1770, avec publication posthume en 1782 et 1789) et dans Les Rêveries du promeneur solitaire (écrites en 1776-1778, publiées en 1782), Rousseau se livre à une observation approfondie de ses sentiments intimes. L'élégance de l'écriture de Rousseau provoque une transformation significative de la poésie et de la prose françaises en les libérant des normes rigides venues du Grand Siècle.
Dans le domaine philosophique, la lecture en 1749 de la question mise au concours par l'Académie de Dijon : « le rétablissement des sciences et des arts a-t-il contribué à épurer ou à corrompre les mœurs ? » provoque ce qu'on appelle « l'illumination de Vincennes ». De là naissent les ouvrages qui inscrivent durablement Rousseau dans le monde de la pensée : le Discours sur les sciences et les arts (1750), le Discours sur l'origine et les fondements de l'inégalité parmi les hommes (1755) et Du contrat social (1762).
La philosophie politique de Rousseau est bâtie autour de l'idée que l'Homme est naturellement bon et que la société le corrompt. Par « naturellement bon », Rousseau entend que l'être humain à l'état de nature a peu de désirs, de sorte qu'il est plus farouche que méchant. Ce sont les interactions avec les autres individus qui rendent les êtres humains « méchants » et conduisent à l'accroissement des inégalités. Pour retrouver une bonté naturelle, l'homme doit avoir recours à l'artifice du contrat social et être gouverné par des lois découlant de la volonté générale exprimée par le peuple. Pour Rousseau, contrairement à ce que pense par exemple Diderot, la volonté générale n'est pas universelle, elle est propre à un État, à un corps politique particulier. Rousseau est le premier à conférer la souveraineté au peuple. En cela, on peut dire que c'est un des penseurs de la démocratie (et notamment de la démocratie directe), même s'il est favorable à ce qu'il nomme l'aristocratie élective ou le gouvernement tempéré dans le domaine du pouvoir exécutif.
Rousseau est critique par rapport à la pensée politique et philosophique développée par Hobbes et Locke. Pour lui, les systèmes politiques fondés sur l'interdépendance économique et sur l'intérêt conduisent à l'inégalité, à l'égoïsme et finalement à la société bourgeoise (un terme qu'il est un des premiers à employer). Toutefois, s'il est critique de la philosophie des Lumières, il s'agit d'une critique interne. En effet, il ne veut revenir ni à Aristote, ni à l'ancien républicanisme ou à la moralité chrétienne.
La philosophie politique de Rousseau exerce une influence considérable lors de la période révolutionnaire durant laquelle son livre le Contrat social est « redécouvert ». À plus long terme, Rousseau marque le mouvement républicain français ainsi que la philosophie allemande. Par exemple, l'impératif catégorique de Kant est imprégné par l'idée rousseauiste de volonté générale. Durant une partie du XXe siècle, une controverse opposera ceux qui estiment que Rousseau est en quelque sorte le père des totalitarismes et ceux qui l'en exonèrent.
Selon Claude Lévi-Strauss, Rousseau est le premier véritable fondateur de l'anthropologie, notamment car ce dernier aurait par son universalisme posé « en termes presque modernes » le problème du passage de la nature à la culture. L'historien Léon Poliakov ajoute que Rousseau invitait ses contemporains à faire des voyages dans les pays lointains, afin d'y « étudier, non toujours des pierres et des plantes, mais une fois les hommes et les mœurs ».
Dans les derniers ouvrages de sa vie (Rousseau juge de Jean-Jacques, Les Rêveries du promeneur solitaire), Rousseau décrit les persécutions secrètes qu'il prétend avoir subies pendant plusieurs décennies. Certains commentateurs ont parlé de paranoïa. D’autres, à l'instar de Musset-Pathay ou de G. H. Morin, ont défendu l'hypothèse d’un complot généralisé, fomenté par le pouvoir en place,.
Son corps est transféré au Panthéon de Paris le 11 octobre 1794 (20 vendémiaire an III).

## Biographie

### Famille et enfance

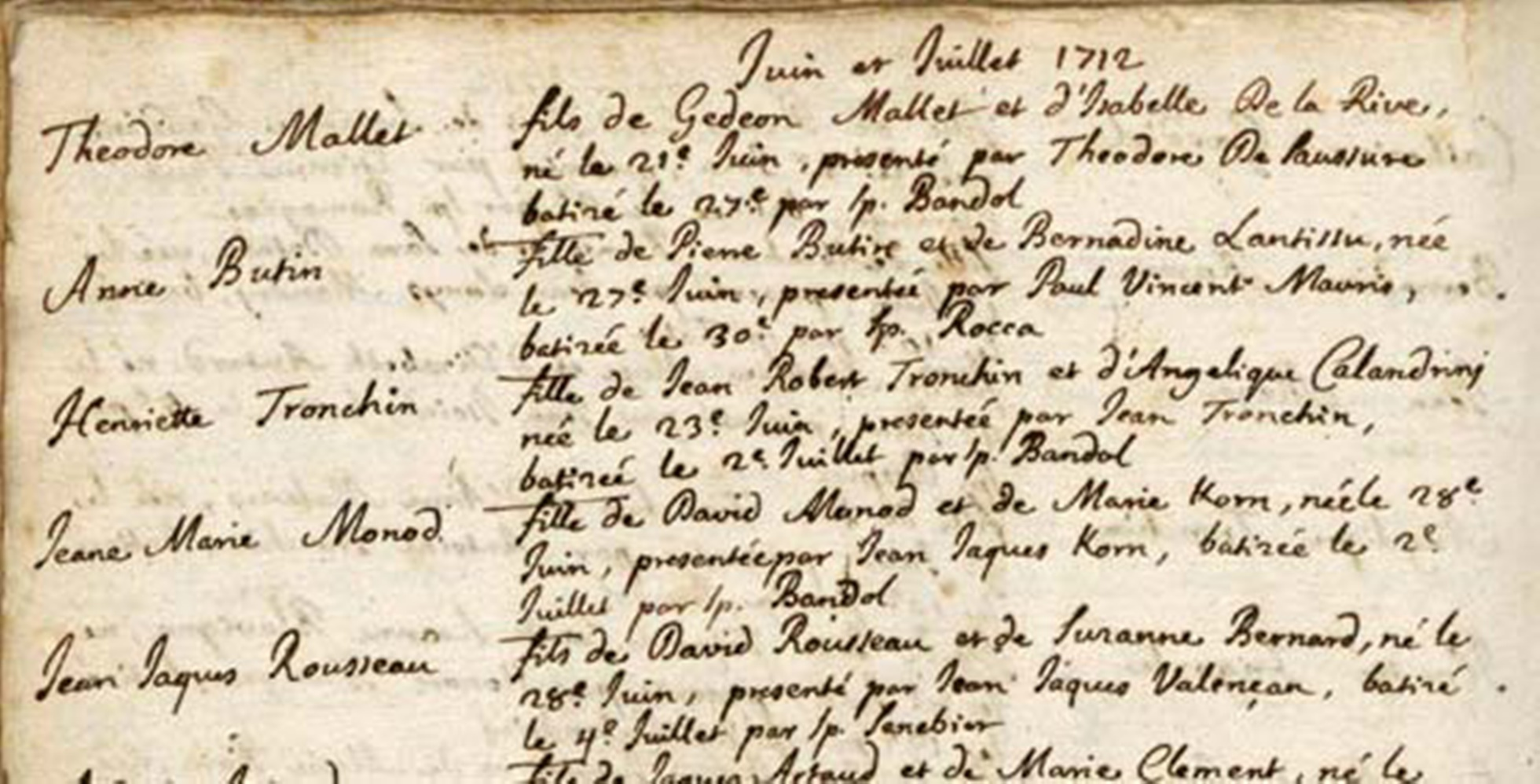
Baptême de Jean-Jacques Rousseau le 4 juillet 1712 à la cathédrale Saint-Pierre de Genève. Le prénom de son grand-père, David, est inscrit par erreur au lieu de celui de son père, Isaac.

Raymond Trousson, dans la biographie qu'il consacre à Jean-Jacques Rousseau, indique que la famille est originaire de Montlhéry, près d'Étampes, au sud de Paris. Le quadrisaïeul (arrière-arrière-arrière-grand-père) de Jean-Jacques, Didier Rousseau, quitte cette ville pour fuir la persécution religieuse contre les protestants. Il s'installe à Genève en 1549 où il ouvre une auberge. Le petit-fils de ce dernier, Jean Rousseau, tout comme son fils David Rousseau (1641-1738), le grand-père de Rousseau, exercent le métier d'horloger, profession alors respectée et lucrative.

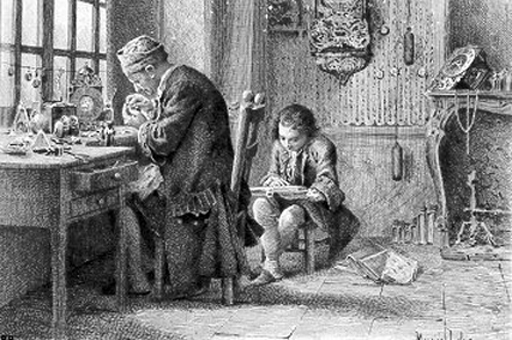
Jean-Jacques Rousseau faisant la lecture à son père, dessin de Maurice Leloir, 1889.

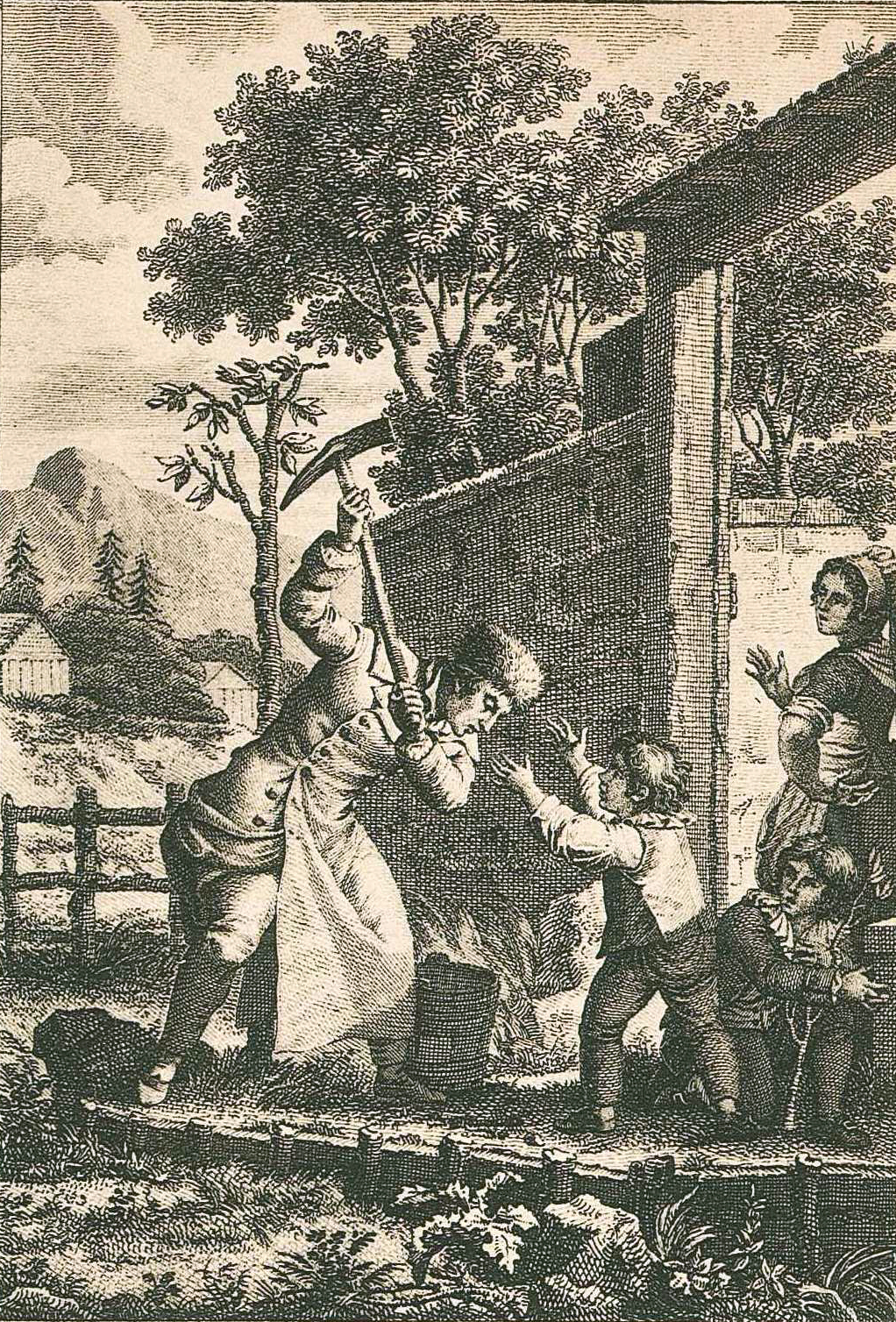
Jean-Jacques chez le pasteur Lambercier. Carte postale, 1912.

Jean-Jacques Rousseau est né le 28 juin 1712 au domicile de ses parents situé Grand-Rue dans la ville haute de Genève. Il est le fils d'Isaac Rousseau (Genève, 1672 - Nyon, 1747), horloger comme son père et son grand-père, et de Suzanne Bernard (Genève, 1673 - Genève, 1712), elle-même fille d'un horloger nommé Jacques Bernard. Ses deux parents ont le statut de citoyens[réf. nécessaire]. Ils se marient en 1704, après qu'une première union a réuni les deux familles, le frère de Suzanne, Gabriel Bernard, ayant épousé la sœur d'Isaac, Théodora Rousseau, en 1699. Un premier garçon, François, naît le 15 mars 1705, puis Isaac laisse femme et nouveau-né à Genève pour aller exercer son métier d'horloger à Constantinople. Il y reste six ans et revient au foyer en 1711, le temps d'avoir un deuxième enfant avec sa femme, qui meurt de fièvre puerpérale le 7 juillet 1712, neuf jours après la naissance de Jean-Jacques Rousseau.
Celui-ci passe son enfance élevé par son père et une sœur de celui-ci dans la maison de la Grand-Rue où il est né. Cette enfance est marquée par des lectures précoces de romans en compagnie de son père et le deuil continuel de sa mère. À la suite d'une altercation avec un compatriote, Isaac Rousseau se réfugie à Nyon dans le pays de Vaud, le 11 octobre 1722, pour échapper à la justice. Il ne revient jamais à Genève, mais conserve quelques contacts avec ses fils, notamment Jean-Jacques qui fait régulièrement le voyage à Nyon et à qui il communique sa passion pour les livres. Il confie sa progéniture à son double beau-frère Gabriel Bernard, employé aux fortifications qui vit dans le quartier genevois de Saint-Gervais. Celui-ci le confie en pension au pasteur Lambercier à Bossey au pied du Salève, au sud de Genève, où il passe deux ans (1722-1724) en compagnie de son cousin Abraham Bernard. Son frère, François, quitte le domicile très tôt et l'on perd sa trace en Allemagne, dans la région de Fribourg-en-Brisgau.
Son oncle le place en apprentissage chez un greffier, puis, devant le manque de motivation de l'enfant, chez un maître graveur, Abel Ducommun. Le contrat d'apprentissage est signé le 26 avril 1725 pour une durée de cinq ans. Jean-Jacques, qui avait connu jusque-là une enfance heureuse, ou tout au moins paisible, est alors confronté à une rude discipline. Trois ans plus tard, le 14 mars 1728, rentrant tardivement d'une promenade à l'extérieur de la ville et trouvant les portes de Genève fermées, il décide de fuir, par crainte d'être à nouveau battu par son maître, non sans avoir fait ses adieux à son cousin Abraham.

### Madame de Warens et la conversion au catholicisme

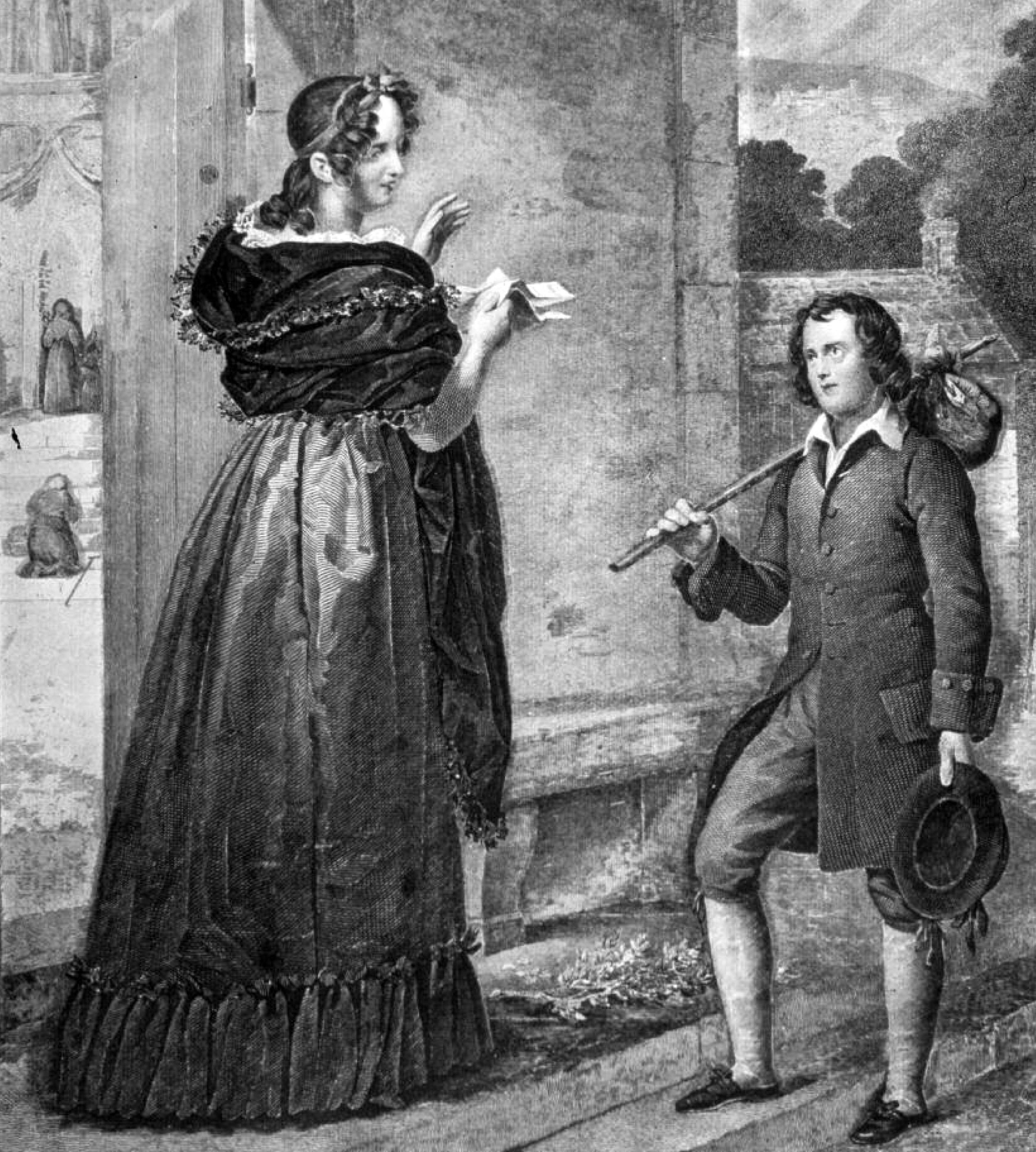
Première rencontre avec Madame de Warens par Steuben (1830) à Annecy.

Après quelques journées d'errance, il se réfugie par nécessité alimentaire auprès du curé de Confignon, Benoît de Pontverre. Celui-ci l'envoie chez une Vaudoise de Vevey, la baronne Françoise-Louise de Warens, récemment convertie au catholicisme, et qui s'occupe des candidats à la conversion. Rousseau s'éprend de celle qui sera plus tard sa tutrice et sa maîtresse. La baronne l'envoie à Turin à l'hospice des catéchumènes de Spirito Santo où il arrive le 12 avril 1728. Même s'il prétend dans ses Confessions avoir longuement résisté à sa conversion au catholicisme (il est baptisé le 23 avril), il semble s'en accommoder assez vite. Il réside quelques mois à Turin en semi-oisif, vivotant grâce à quelques emplois de laquais-secrétaire et recevant conseils et subsides de la part d'aristocrates et d'abbés auxquels il inspire quelque compassion. C’est lors de son emploi auprès de la comtesse de Vercellis que survient l'épisode du larcin (vol du ruban rose appartenant à la nièce de Mme de Vercellis) dont il fait lâchement retomber la faute sur une jeune cuisinière, Marion, qui est, de ce fait, renvoyée.
Désespérant de pouvoir s'élever de sa condition, Rousseau décourage ses protecteurs et reprend, le cœur léger, le chemin d'Annecy pour retrouver la baronne de Warens en juin 1729. Adolescent timide et sensible, il est à la recherche d'une affection féminine qu'il trouve auprès de la baronne. Il est son « petit », il la nomme « Maman », et devient son factotum. Comme il s'intéresse à la musique, elle l'encourage à se placer auprès d'un maître de chapelle, M. Le Maître, en octobre 1729. Mais lors d'un voyage à Lyon, Rousseau, affolé, abandonne en pleine rue Le Maître frappé d'une crise d'épilepsie. Il erre ensuite une année en Suisse, puis il donne ses premières leçons de musique à Neuchâtel en novembre 1730. En avril 1731, il rencontre à Boudry un faux archimandrite dont il devient l'interprète jusqu'à ce que l'escroc soit assez rapidement démasqué.

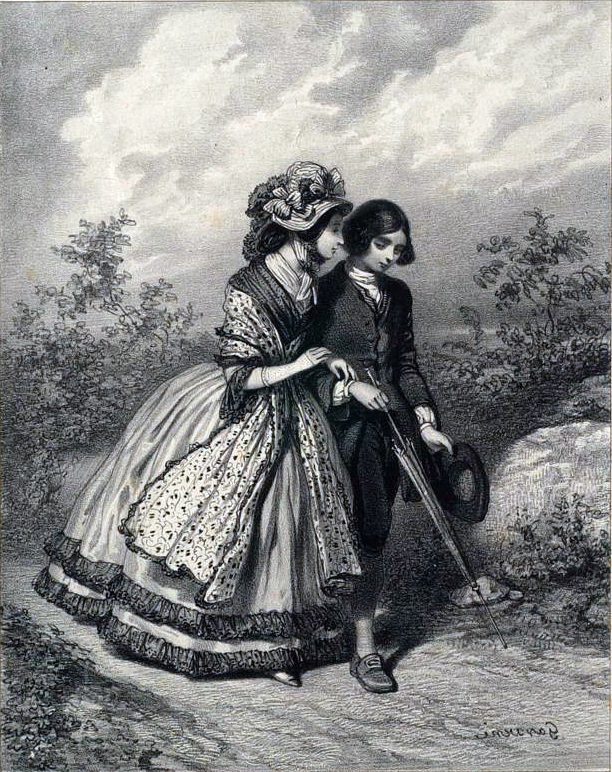
Rousseau et Madame de Larnage, lithographie de Paul Gavarni.

En septembre 1731, il retourne auprès de Mme de Warens, qui vit désormais à Chambéry. Il rencontre chez elle Claude Anet, sorte de valet-secrétaire, mais qui est aussi amant de la maîtresse de maison. Mme de Warens est à l'origine d'une grande partie de son éducation sentimentale et amoureuse. Le ménage à trois fonctionne tant bien que mal jusqu'au décès de Claude Anet d'une pneumonie le 13 mars 1734. « Maman » et Jean-Jacques s'installent pendant l'été et l'automne aux Charmettes. Pendant ces quelques années, idylliques et insouciantes selon ses Confessions, Rousseau s'adonne à la lecture en puisant dans l'importante bibliothèque de M. Joseph-François de Conzié avec laquelle il va se fabriquer « un magasin d'idées ». Grand marcheur, il décrit le bonheur d'être dans la nature, le plaisir lié à la flânerie et la rêverie, au point d'être qualifié de dromomane. Il travaille aux services administratifs du cadastre du duché de Savoie, puis comme maître de musique auprès des jeunes filles de la bourgeoisie et de la noblesse chambériennes. Mais sa santé est fragile. « Maman » l'envoie en septembre 1737 consulter un professeur de Montpellier, le docteur Fizes, sur son polype au cœur. C'est au cours de ce voyage qu'il fait la connaissance de Madame de Larnage, âgée de vingt ans de plus que lui, mère de dix enfants, sa vraie initiatrice à l'amour physique.
De retour à Chambéry, il a la surprise de trouver auprès de Madame de Warens un nouveau converti et amant, Jean Samuel Rodolphe Wintzenried, et le ménage à trois reprend. En 1739, il écrit son premier recueil de poèmes, Le Verger de Madame la baronne de Warens, poésie grandiloquente éditée en 1739 à Lyon ou Grenoble.

### Premiers contacts avec le monde des Lumières françaises

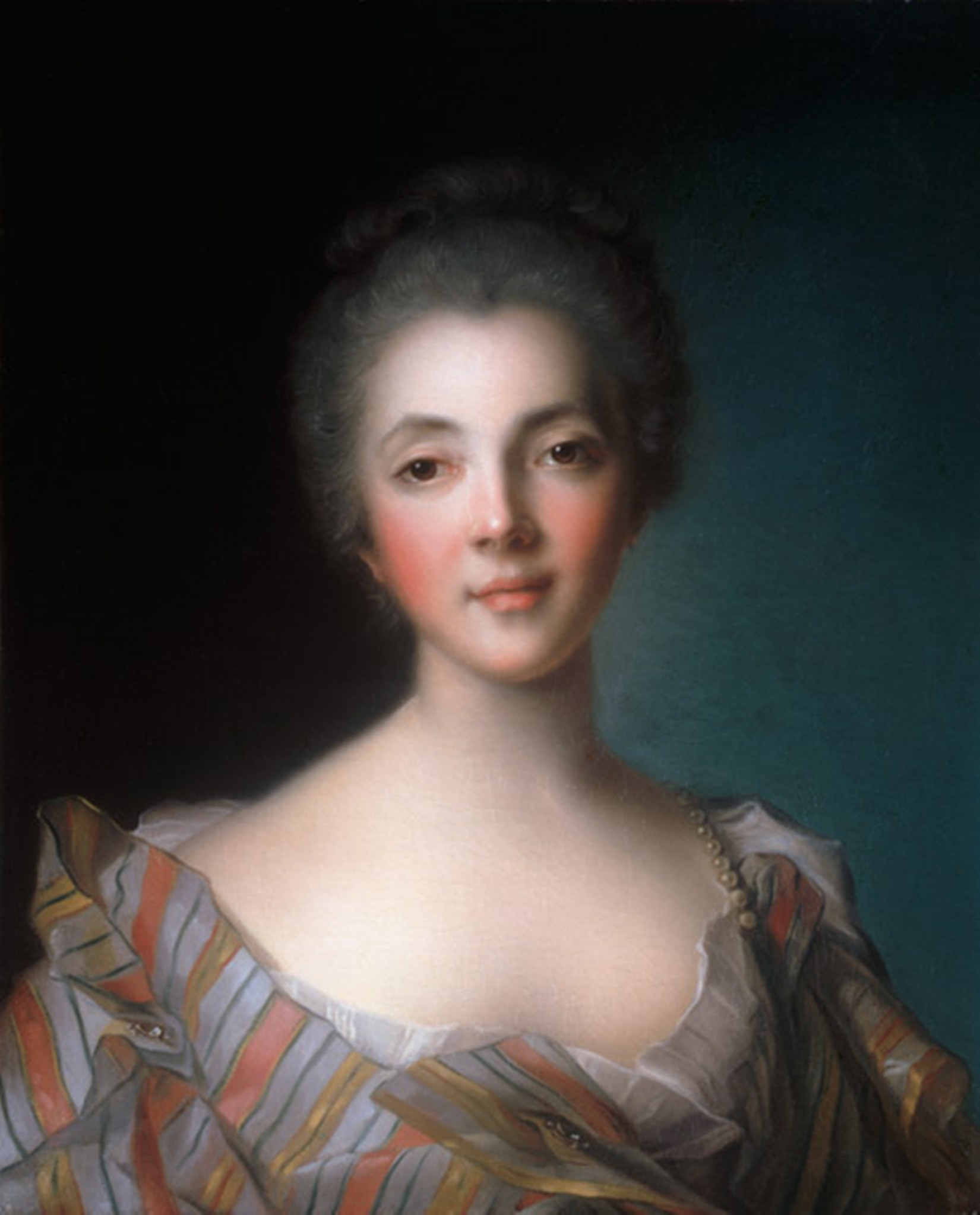
Je me trouble. Je m'égare. Et bref, me voilà épris de Madame Dupin. Tableau de Jean-Marc Nattier.

Rousseau entre dans l'orbite de deux figures importantes des Lumières, Condillac et D'Alembert, lorsqu'en 1740, il trouve un emploi de précepteur auprès des deux fils du prévôt général de Lyon, M. de Mably. Ce dernier est le frère aîné de Gabriel Bonnot de Mably et d'Étienne Bonnot de Condillac qui feront tous deux une carrière littéraire. Rousseau compose pour le plus jeune des deux fils un Mémoire présenté à M. de Mably sur l'éducation de Monsieur son fils. Ayant ainsi l'occasion de fréquenter la bonne société lyonnaise, il s'y gagne quelques amitiés, notamment celle de Charles Borde qui l'introduira dans la capitale. Chambéry est proche et il peut rendre quelques visites à « Maman », mais les liens sont distendus. Après une année difficile auprès de ses jeunes élèves, Rousseau s'accorde avec M. de Mably pour mettre fin au contrat. Après quelque temps de réflexion, il décide alors de tenter sa chance à Paris.
À Paris, grâce à une lettre d'introduction auprès de M. de Boze, il est présenté à Réaumur, qui lui permet de soumettre à l'Académie des sciences un mémoire présentant son système de notation musicale. Celui-ci prévoit la suppression de la portée et de la remplacer par un système chiffré. Les académiciens ne sont pas convaincus par le projet qui, selon eux, ne serait pas nouveau, l'inventeur étant le père Souhaitty. Rousseau s'obstine, améliore son projet et le fait publier à ses frais, sans rencontrer le succès espéré, sous le titre de Dissertation sur la musique moderne. À cette époque, il se lie d'amitié avec Denis Diderot, tout aussi méconnu que lui, et reçoit les conseils du père Castel. Il fréquente le salon de Madame de Beserval, et de Madame Dupin qu'il tente vainement de séduire. Elle lui confie durant quelque temps l'éducation de son fils Jacques-Armand Dupin de Chenonceaux, en 1743.
En juillet 1743, Rousseau est engagé comme secrétaire de Pierre-François, comte de Montaigu, qui vient d'être nommé ambassadeur à Venise. Sa connaissance de l'italien et son zèle le rendent indispensable auprès d'un ambassadeur incompétent. Il apprécie la vie animée de Venise : spectacles, prostituées et par-dessus tout la musique italienne. Mais l'importance qu'il se donne le rend arrogant et Montaigu le congédie au bout d'un an. Il est de retour à Paris le 10 octobre 1744. Cette courte expérience lui a néanmoins permis d'observer le fonctionnement du régime vénitien et c'est à ce moment, alors qu'il a trente-et-un ans, que s'éveille son intérêt pour la politique. Il conçoit alors le projet d'un grand ouvrage qui s'intitulerait Les Institutions politiques mais qui deviendra le fameux Du contrat social. Il y travaille de temps à autre pendant plusieurs années.
Il s'installe alors à l'hôtel Saint-Quentin, rue des Cordiers, où il se met en ménage avec une jeune lingère, Marie-Thérèse Levasseur, en 1745. Cette dernière lui apporte l'affection qui lui manque. Il l'épouse civilement à Bourgoin-Jallieu le 30 août 1768. Jean-Jacques doit alors soutenir non seulement une femme mais aussi sa famille. Entre 1747 et 1751 naîtront cinq enfants que Jean-Jacques Rousseau, peut-être sur l'insistance de la mère de Marie-Thérèse, fait placer aux Enfants-Trouvés, l'assistance publique de l'époque. Il explique d'abord qu'il n'a pas les moyens d'entretenir une famille, puis au livre 8 des Confessions, il écrit qu'il a livré ses enfants à l'éducation publique en considérant cela comme un acte de citoyen, de père, et d'admirateur de la République idéale de Platon[réf. nécessaire]. Au livre suivant des Confessions, il écrit également qu'il fit ce choix principalement pour soustraire ses enfants à l'emprise de sa belle-famille, qu'il jugeait néfaste. Cette décision lui sera reprochée plus tard par Voltaire, alors qu'il se pose en pédagogue dans son livre Émile, et aussi par ceux qu'il appelle la « coterie holbachique » (l'entourage de D'Holbach, Grimm, Diderot…). Cependant, certains de ses amis, dont Madame d'Épinay avant qu'elle se brouille avec lui, avaient proposé d'adopter ces enfants.
En mai 1743, il commence la composition d'un ballet héroïque, Les Muses galantes, dont des extraits sont présentés à Venise en 1744. En 1745, Rameau, qui écoute des morceaux des Muses galantes chez un fermier général, juge que « certains sont d'un apprenti, d'autres d'un plagiaire ». Pour la victoire de Fontenoy, il contribue à la création de la comédie-ballet du duo Voltaire-Rameau, les Fêtes de Ramire, basée sur La Princesse de Navarre de Voltaire accompagnée de la musique de Rameau. Il gagne sa vie en exerçant les fonctions de secrétaire, puis de précepteur chez les Dupin de 1745 à 1751. Le cercle de ses fréquentations compte dès lors Dupin de Francueil, sa maîtresse Louise d'Épinay, Condillac, D'Alembert, Grimm et surtout Denis Diderot. En 1749, Diderot l'invite à participer au grand projet de l'Encyclopédie en lui confiant les articles sur la musique.

### Célébrité et tourments

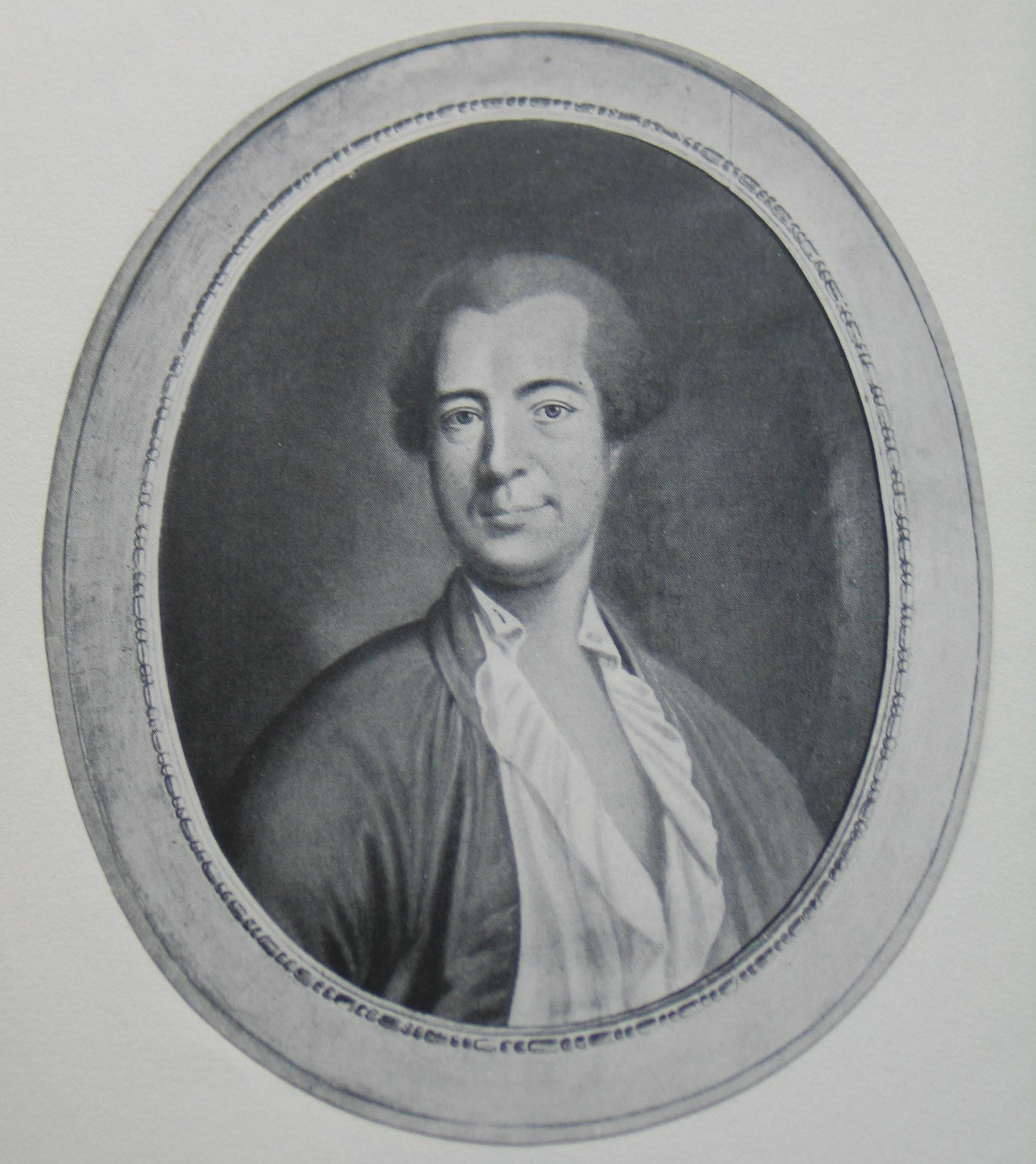
Pierre-Alexandre DuPeyrou, riche habitant de Neuchâtel et ami de Rousseau, dont il a publié une partie de l'œuvre.

#### Premières grandes œuvres
En 1749, l'Académie de Dijon met au concours la question « Le progrès des sciences et des arts a-t-il contribué à corrompre ou à épurer les mœurs ? » Encouragé par Diderot, Rousseau participe au concours. Son Discours sur les sciences et les arts (dit Premier Discours), qui soutient que le progrès est synonyme de corruption, obtient le premier prix, en juillet 1750. L'ouvrage est publié l'année suivante et son auteur acquiert immédiatement une célébrité internationale. Ce discours suscite de nombreuses réactions ; pas moins de quarante-neuf observations ou réfutations paraissent en deux ans, parmi lesquelles celles de Charles Borde, l'abbé Raynal, jusqu'à Stanislas Leszczynski ou Frédéric II, ce qui permet à Rousseau d'affiner son argumentation dans ses réponses et lui apporte une notoriété grandissante.
Il abandonne alors ses emplois de secrétaire et précepteur pour se rendre indépendant, et vit grâce à ses travaux de transcription de partitions musicales ; il adopte une attitude physique et vestimentaire plus en harmonie avec les idées développées dans le Discours. Mais ce sont ces idées qui vont l'éloigner progressivement de Diderot et des philosophes de l'Encyclopédie.
Le 18 octobre 1752, son intermède en un acte, Le Devin du village, est représenté devant le roi Louis XV et la Pompadour, à Fontainebleau. L'opéra est un succès, mais Rousseau se dérobe le lendemain à la présentation au roi, refusant de ce fait la pension qui aurait pu lui être accordée. Il fait jouer immédiatement après sa pièce Narcisse, à laquelle Marivaux avait apporté quelques retouches.
Cette année 1752 voit le début de la querelle des Bouffons. Rousseau y prend part auprès des encyclopédistes en rédigeant sa Lettre sur la musique française, dans laquelle il affirme la primauté de la musique italienne sur la musique française, celle de la mélodie sur l'harmonie, écorchant au passage Jean-Philippe Rameau.

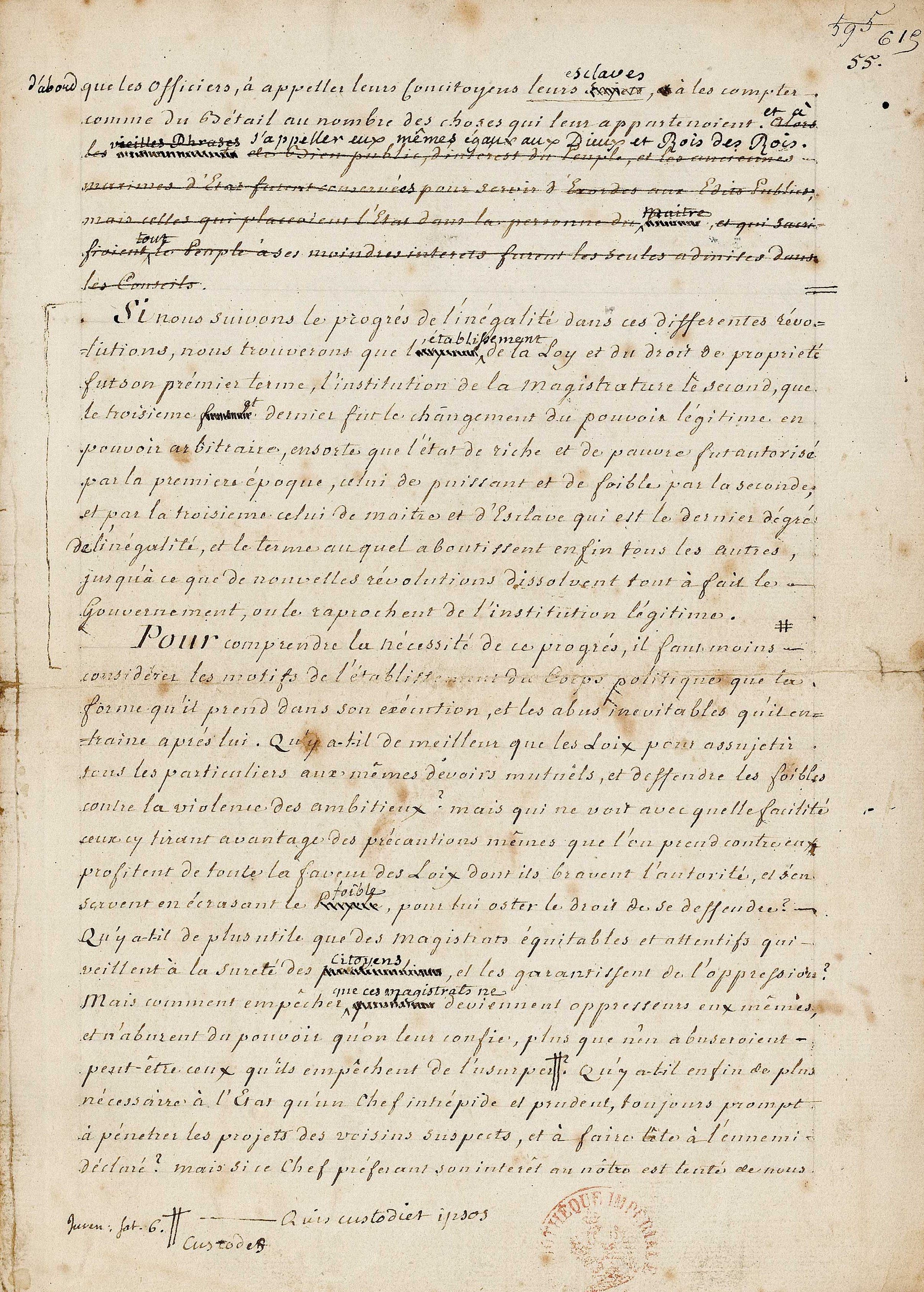
Fragment du manuscrit du Discours sur l'origine et les fondements de l'inégalité parmi les hommes (1754).

En 1754, l'Académie de Dijon lance un autre concours auquel il répond par son Discours sur l'origine et les fondements de l'inégalité parmi les hommes (également appelé Second Discours), qui achève de le rendre célèbre. Rousseau y défend la thèse selon laquelle l'homme est naturellement bon et dénonce l'injustice de la société. L'œuvre suscite, comme le Premier Discours, une vive polémique de la part notamment de Voltaire, Charles Bonnet, Castel et Fréron. Sans attendre le résultat du concours, il décide de se ressourcer à Genève, non sans rendre au passage une visite à sa vieille amie, Mme de Warens. Célèbre et admiré, il est bien accueilli. Dans le domaine des idées, Rousseau s'éloigne des encyclopédistes athées qui croient au progrès, alors que lui prône la vertu et l'amour de la nature. Il reste fondamentalement croyant, mais abjure le catholicisme et réintègre le protestantisme, redevenant par là citoyen de Genève. Toutefois, il ne reste que quelques mois dans la cité. Le 15 octobre, il est de nouveau à Paris.

#### Grandes œuvres et intégration sociale

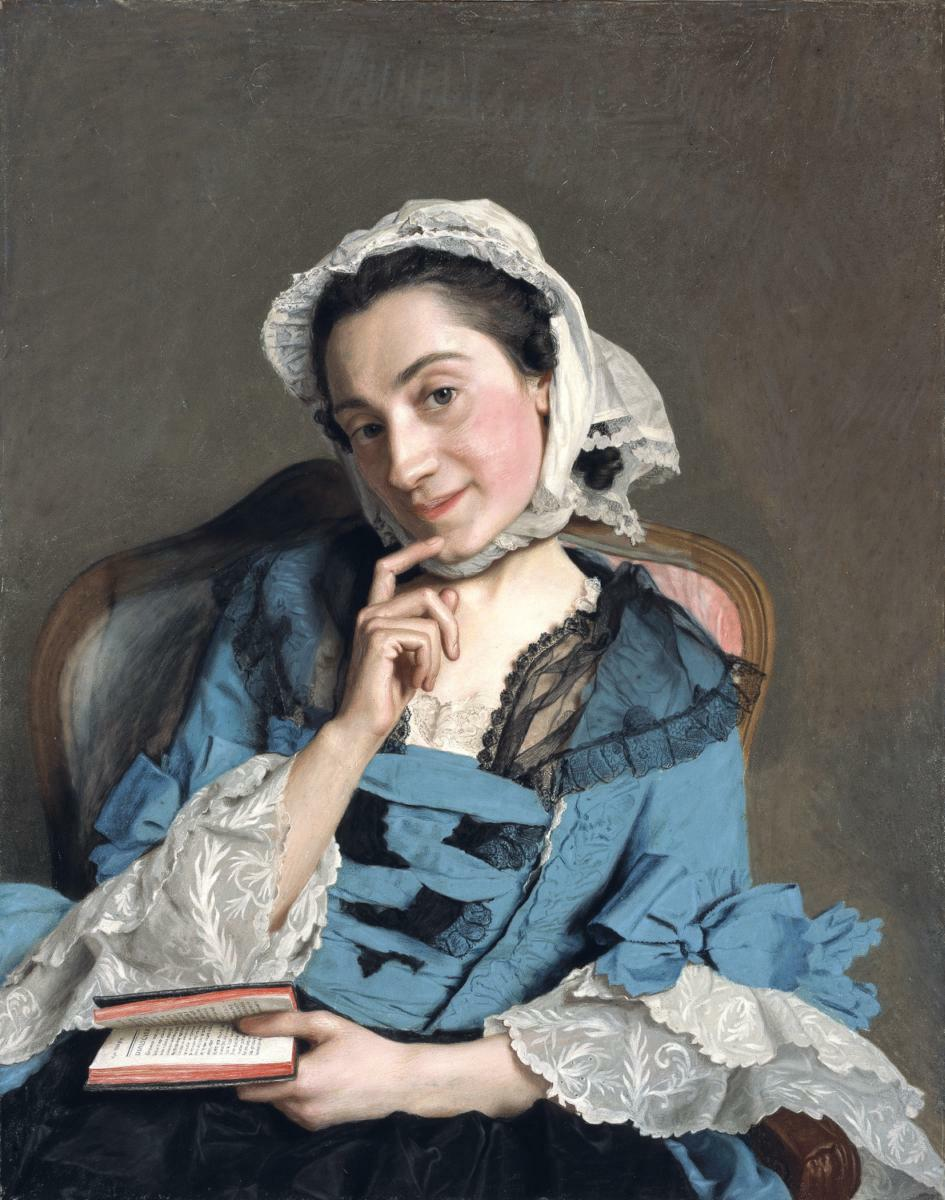
Louise d'Épinay qui a prêté à Rousseau l'Ermitage en forêt de Montmorency. Pastel de Jean-Étienne Liotard.

Rousseau ne s’adresse plus seulement à la société bourgeoise comme les artistes de cour ou les érudits des siècles précédents. Il n'a de cesse de s’adresser à un autre public, différent de celui de la haute société qui hante les salons littéraires. Progressivement, sa célébrité devient « funeste » selon ses propres termes, cette célébrité qu’il a cherchée comme une arme sociale se retourne contre lui, et il entre dans une paranoïa, confronté à la personnalité publique qu’est devenu « Jean-Jacques », celui que les gens veulent voir, rencontrer et dont des portraits circulent,. En avril 1756, Madame d'Épinay met à sa disposition l'Ermitage, une maisonnette située à l'orée de la forêt de Montmorency. Il s'y installe avec Thérèse Levasseur et la mère de celle-ci puis commence à rédiger son roman Julie ou la Nouvelle Héloïse et son Dictionnaire de la musique. Il entreprend aussi, à la demande de Mme d'Épinay, la mise en forme des œuvres de l'abbé de Saint-Pierre. Au début de 1757, Diderot envoie à Rousseau son drame Le Fils naturel, dans lequel se trouve la phrase « L'homme de bien est dans la société, il n'y a que le méchant qui soit seul ». Rousseau prend cette réplique pour un désaveu de ses choix et il s'ensuit une première dispute entre les amis.
Au cours de l'été, Diderot éprouve des difficultés pour faire paraître l'Encyclopédie à Paris. Ses amis Grimm et Saint-Lambert sont enrôlés dans la guerre de Sept Ans. Ils confient au vertueux Rousseau leurs maîtresses respectives, Mme d'Épinay et Mme d'Houdetot. Jean-Jacques tombe amoureux de cette dernière, entraînant une idylle vraisemblablement platonique, mais, du fait de maladresses et d'indiscrétions, les rumeurs vont bon train jusqu'aux oreilles de l'amant. Rousseau en accuse successivement ses amis Diderot, Grimm et Mme d'Épinay qui vont définitivement lui tourner le dos. Mme d'Épinay lui signifie son congé, et il doit quitter l'Ermitage en décembre. Il part s'installer à Montmorency où il loue la maison qui deviendra son musée en 1898.
Dans sa Lettre à M. d'Alembert (1758), il s'oppose à l'idée que défendait ce dernier selon laquelle Genève aurait intérêt à construire un théâtre, en arguant du fait que cela affaiblirait l'attachement des citoyens à la vie de la cité.
Isolé à Montmorency et atteint de la maladie de la pierre, il devient bourru et misanthrope. Il gagne toutefois l'amitié et la protection du maréchal de Luxembourg et de sa deuxième épouse. Il reste cependant très jaloux de son indépendance, ce qui lui laisse le temps d'exercer une intense activité littéraire. Il achève son roman Julie ou la Nouvelle Héloïse, qui obtient un immense succès, et travaille à ses essais Émile ou De l'éducation et Du contrat social. Les trois ouvrages paraissent en 1761 et 1762, grâce à la complaisance de Malesherbes, alors directeur de la Librairie. Dans La Profession de foi du vicaire savoyard, placée au cœur de l'Émile, Rousseau réfute autant l'athéisme et le matérialisme des Encyclopédistes que l'intolérance dogmatique du parti dévot. Dans Le Contrat Social, le fondement de la société politique repose sur la souveraineté du peuple et l'égalité civique devant la loi, expression de la volonté générale. Ce dernier ouvrage inspirera l'idéologie pré-révolutionnaire. Si l'Émile et le Contrat social marquent le sommet de la pensée de Rousseau, ils isolent cependant leur auteur. En effet, le Parlement de Paris et les autorités de Genève estiment qu'ils sont religieusement hétérodoxes et les condamnent. Menacé de prise de corps par la grand-chambre du Parlement de Paris en juin 1762, il doit fuir seul la France, avec l'aide du maréchal de Luxembourg ; Thérèse le rejoindra plus tard. Il évite Genève et se réfugie à Yverdon chez son ami Daniël Roguin. Si sa condamnation à Paris est surtout due à des motifs religieux, c'est le contenu politique du Contrat Social qui lui vaut la haine de Genève. Berne suit Genève et prend un décret d'expulsion. Rousseau doit quitter Yverdon et se rend à Môtiers auprès de Madame Boy de la Tour. Môtiers est situé dans la principauté de Neuchâtel qui relève de l'autorité du roi de Prusse Frédéric II. Ce dernier accepte d'accorder l'hospitalité au proscrit.

### Face aux religions et à Voltaire

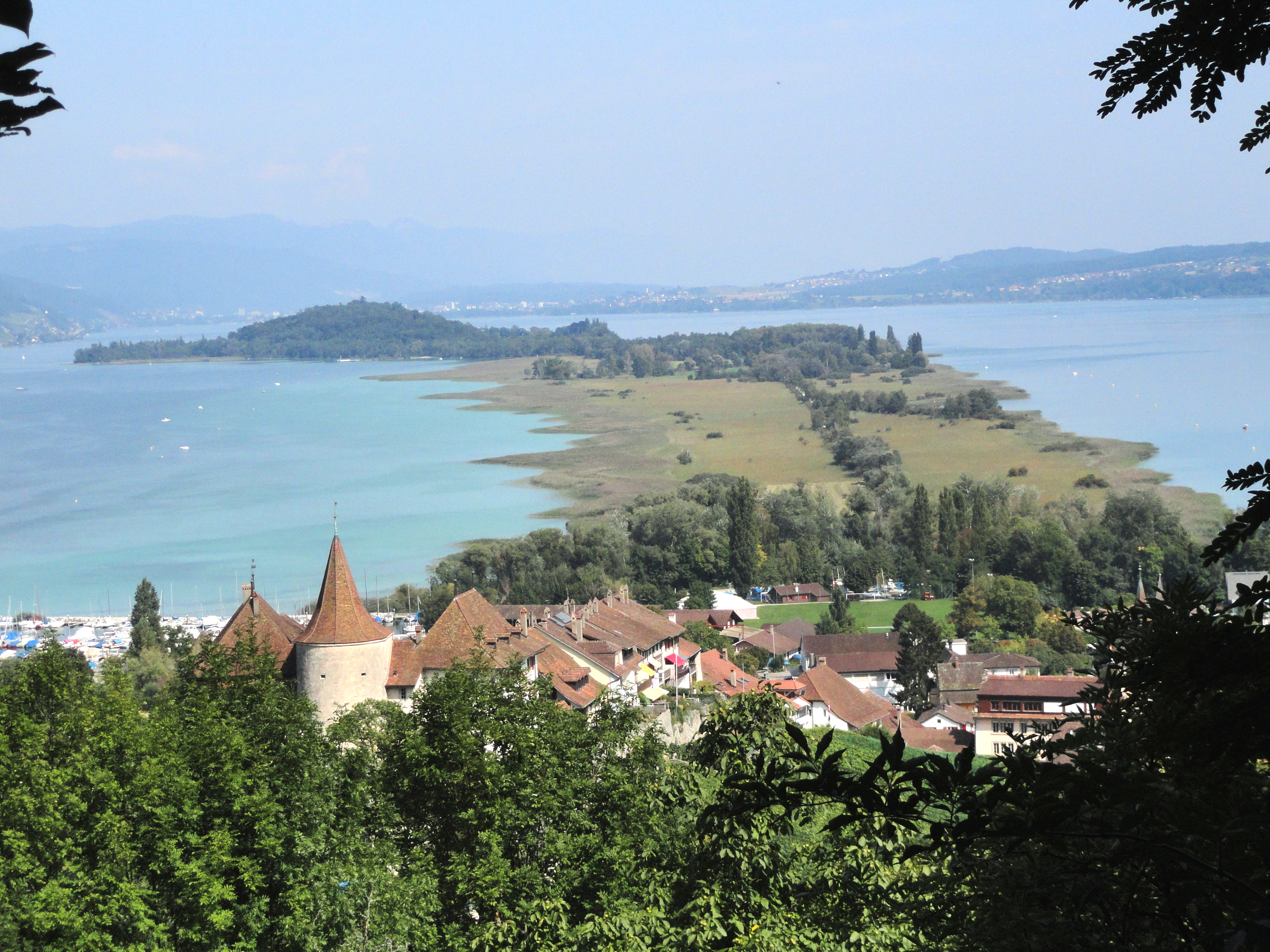
La lande et l'île Saint-Pierre où vécut Rousseau, vues du nord.

Les malheurs de Rousseau n'ont pas attendri les philosophes et ceux-ci continuent à l'accabler, notamment Voltaire et D'Alembert. Physiquement, la maladie de la pierre le fait souffrir et il doit être régulièrement sondé. C'est alors qu'il adopte un long vêtement arménien, plus commode pour cacher son affection. Il se remet à écrire un mélodrame, Pygmalion, puis une suite à L'Émile, Émile et Sophie, ou les solitaires qui restera inachevée.
L'Émile est mis à l'Index en septembre 1762 et Christophe de Beaumont, archevêque de Paris, lance l'anathème contre les idées professées par Le Vicaire savoyard. Rousseau y répond par une Lettre à Christophe de Beaumont qui paraîtra en mars 1763, libelle dirigé contre l'Église romaine. Toutefois, son ton volontairement « antipapiste » ne calme pas les ardeurs des pasteurs protestants de Genève qui mènent une lutte sourde contre les amis de Jean-Jacques, qui cherchent vainement à le réhabiliter. Fatigué, Rousseau va finir par renoncer le 12 mai 1763 à la citoyenneté genevoise. Entretemps, il se passionne pour la botanique et fait publier son Dictionnaire de la musique, fruit de seize années de travail.
Le conflit devient politique avec la publication des Lettres de la campagne de Jean Robert Tronchin, procureur général auprès du Petit Conseil de Genève, auquel Rousseau réplique par ses Lettres de la montagne, dans lesquelles il prend position en faveur du Conseil général, représentant le peuple souverain, contre le droit de veto du Petit Conseil. Les lettres sont publiées en décembre 1764, mais sont brûlées à La Haye et Paris, interdites à Berne. C'est le moment que choisit Voltaire pour publier anonymement Le Sentiment des citoyens où il révèle publiquement l'abandon des enfants de Rousseau. Le pasteur de Môtiers, Montmollin, qui avait accueilli Jean-Jacques lors de son arrivée, cherche alors à l'excommunier avec le soutien de la « Vénérable Classe de ses confrères de Neuchâtel ». Mais Rousseau est protégé par un rescrit de Frédéric II. Il passe toutefois pour un séditieux et la population rameutée par Montmollin devient si menaçante que, le 10 septembre 1765, Jean-Jacques se réfugie provisoirement dans l'île Saint-Pierre sur le lac de Bienne, d'où le gouvernement bernois l'expulse le 24 octobre. Avant de partir, Jean-Jacques Rousseau confie à son ami Du Peyrou une malle contenant tous les papiers qu'il possédait (manuscrits, brouillons, lettres et copies de lettres).

### Années d'errance

Portrait par Allan Ramsay de Rousseau à Londres en 1766, conçu pour former un diptyque avec celui de Hume. Rousseau y voyait une machination : On lui fait mettre un bonnet bien noir, un vêtement bien brun, on le place dans un lieu bien sombre, et là, pour le peindre assis on le fait tenir debout, courbe, appuyé dʼune de ses mains sur une table bien basse, dans une attitude où ses muscles fortement tendus altèrent les traits de son visage. De toutes ces précautions devait résulter un portrait peu flatteur quand il eût été fidèle.

Rousseau, dès lors, vit dans la hantise d'un complot dirigé contre lui et décide de commencer son œuvre autobiographique en forme de justification. Il gagne Paris où il séjourne en novembre et décembre 1765 au Temple qui bénéficie de l'exterritorialité. Rousseau est également sous la protection du prince de Conti qui lui permet de recevoir des visiteurs de marque. À l'invitation de David Hume, attaché à l'ambassade de Grande-Bretagne à Paris, il gagne l'Angleterre le 4 janvier 1766. Thérèse le rejoint plus tard. Durant son séjour en Angleterre, son instabilité mentale croît et il se persuade que David Hume est au centre d'un complot contre lui.
C'est à cette époque que circule dans les salons parisiens une fausse lettre du roi de Prusse adressée à Rousseau. Elle est bien tournée mais peu charitable à son égard. Rousseau semble y avoir cru dans un premier temps, puisqu'une lettre de réponse au roi a été retrouvée dans ses affaires. L'auteur est Horace Walpole, qui déteste le philosophe, mais Rousseau l'attribue dans un premier temps à D'Alembert, puis soupçonne Hume de tremper dans le complot. Par la suite, cette lettre rendra Walpole à la mode. Il expliqua son geste parce qu'un soir qu'il se trouvait chez madame Geoffrin, il plaisanta sur les affections et contradictions de Rousseau et dit quelque chose qui amusa la compagnie. De retour chez lui, il en fit la fameuse lettre qu'il publia. Il déclara aussi être « fort disposé à [s]e moquer de charlatans politiques et littéraires quelque talent qu'ils puissent avoir ». Par la suite, ce qu'il qualifia de simple plaisanterie se répandit comme le feu. L'histoire rendit furieuse les partisanes de Rousseau. Madame de Boufflers fit part de son indignation devant Walpole, qui feignit la contrition,.
Hume a fréquenté à Paris les Encyclopédistes qui ont pu le mettre en garde contre Rousseau. Ce dernier, hypersensible et soupçonneux, se sent persécuté. Après six mois de séjour en Angleterre, la rupture est complète entre les deux philosophes, chacun se justifiant par des écrits publics, ce qui génère un véritable scandale dans les Cours européennes. Les ennemis de Rousseau, au premier rang desquels Voltaire, jubilent, alors que ses amis, qui l'ont poussé à confier son destin à Hume, sont consternés par la tournure des évènements.

Première page du manuscrit dit de Paris des Confessions, offert à la Convention nationale en 1794 par la veuve de Rousseau, Thérèse Levasseur.

Durant son séjour anglais, il réside du 22 mars 1766 au 1er mai 1767 chez Richard Davenport qui a mis à la disposition du citoyen de Genève sa propriété de Wootton Hall dans le Staffordshire. C'est là qu'il écrit les premiers chapitres des Confessions. La façon dont il traite dans ses écrits Diderot et Friedrich Melchior Grimm atteste sa paranoïa.

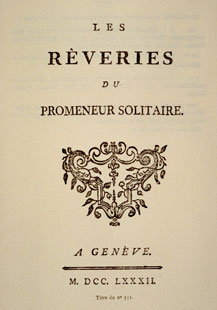
Les Rêveries du promeneur solitaire, édition de 1782.

En mai 1767, toujours sous la menace d'une condamnation par le Parlement, Rousseau regagne la France sous le nom d'emprunt de Jean-Joseph Renou, nom de jeune fille de la mère de Thérèse. Pendant un an, il est hébergé par le prince de Conti au château de Trye, près de Gisors dans l'Oise. Le séjour est particulièrement angoissant pour Rousseau qui en vient à soupçonner ses amis, y compris le fidèle DuPeyrou venu lui rendre visite.
Le 14 juin 1768, il quitte Trye et va errer quelque temps en Dauphiné autour de Grenoble. Thérèse le rejoint à Bourgoin où le 29 août et, pour la première fois, il la présente au maire de la ville comme sa femme. Il reprend son nom et s'installe à la ferme Monquin à Maubec. Il décide de quitter le Dauphiné le 10 avril 1770, séjourne quelques semaines à Lyon, et arrive à Paris le 24 juin 1770 où il loge à l'hôtel Saint-Esprit, rue Plâtrière.
À Paris, il survit grâce à ses travaux de copiste de partitions de musique. Il organise des lectures de la première partie des Confessions dans des salons privés devant des auditoires silencieux et gênés face à cette âme mise à nu. Ses anciens amis craignant des révélations, Mme d'Épinay fait interdire ces lectures par Antoine de Sartine, alors lieutenant général de police.
Dans les Considérations sur le gouvernement de Pologne qu'il rédige alors, il condamne la politique russe de démantèlement de la Pologne. Cette prise de position accroît sa marginalité, la plupart des philosophes des Lumières françaises admirant alors Catherine II. Il poursuit l'écriture des Confessions et entame la rédaction des Dialogues, Rousseau juge de Jean-Jacques. Ne pouvant les publier sans susciter de nouvelles persécutions, il tente de déposer le manuscrit sur l'autel de Notre-Dame, mais la grille fermée l'empêche d'y accéder. En désespoir de cause, il va jusqu'à distribuer aux passants des billets justifiant sa position.
C'est aussi l'époque où il herborise, activité qu'il partage avec Malesherbes, ce qui rapproche les deux hommes. Il écrit à l'adresse de Mme Delessert, sous forme de lettres, un cours de botanique destiné à sa fille Madelon, les Lettres sur la botanique. Les Rêveries du promeneur solitaire, ouvrage inachevé, sont rédigées au cours de ses deux dernières années, entre 1776 et 1778. Ces dernières œuvres ne seront publiées qu'après sa mort. À cette date, il entretient aussi une correspondance avec le compositeur d'opéra Gluck.

### Décès

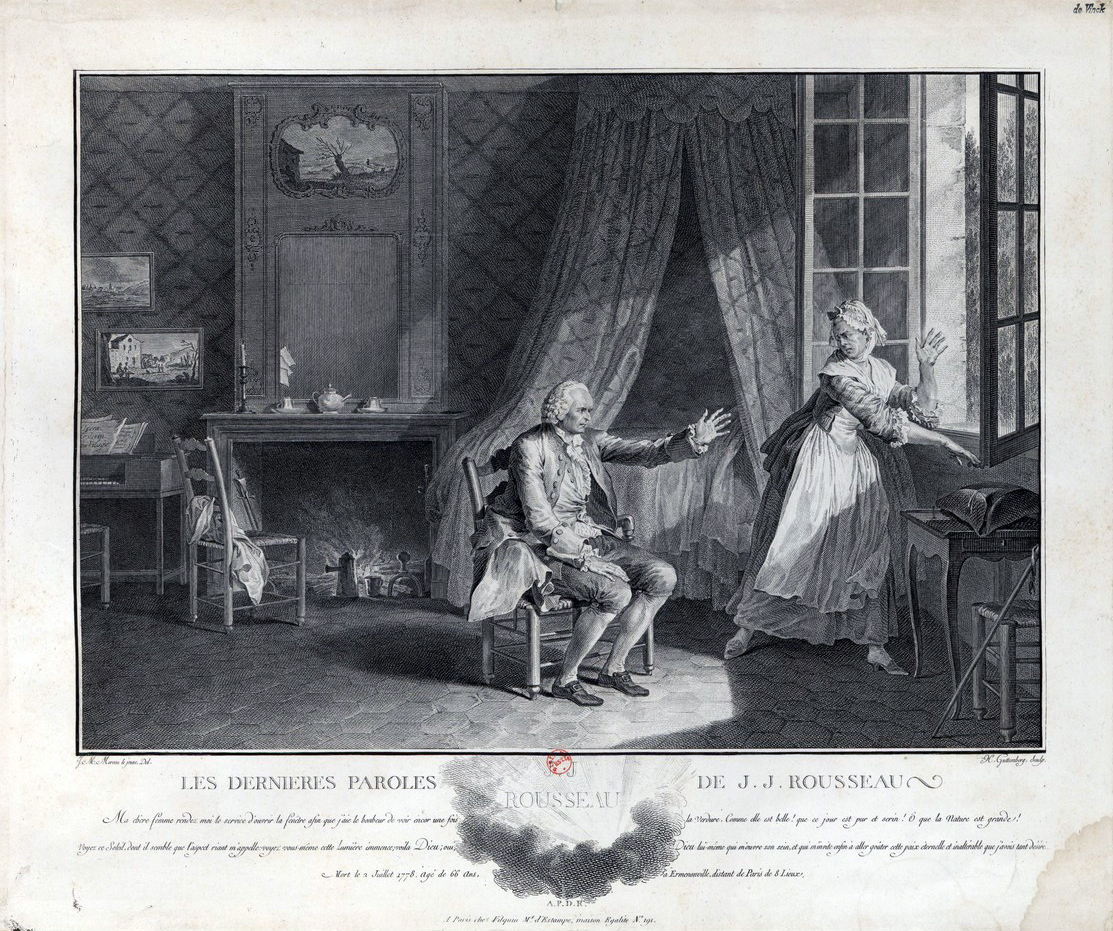
Les dernières paroles de J.-J. Rousseau, gravure de Jean-Michel Moreau (1783).

En 1778, le marquis René-Louis de Girardin lui offre l'hospitalité, dans un pavillon de son domaine du château d'Ermenonville, près de Paris ; c'est là que l'écrivain philosophe meurt subitement le 2 juillet 1778 après une longue balade, de ce qui semble avoir été un accident vasculaire cérébral. Certains ont avancé l'hypothèse d'un suicide, créant une controverse sur les circonstances de la mort du philosophe.

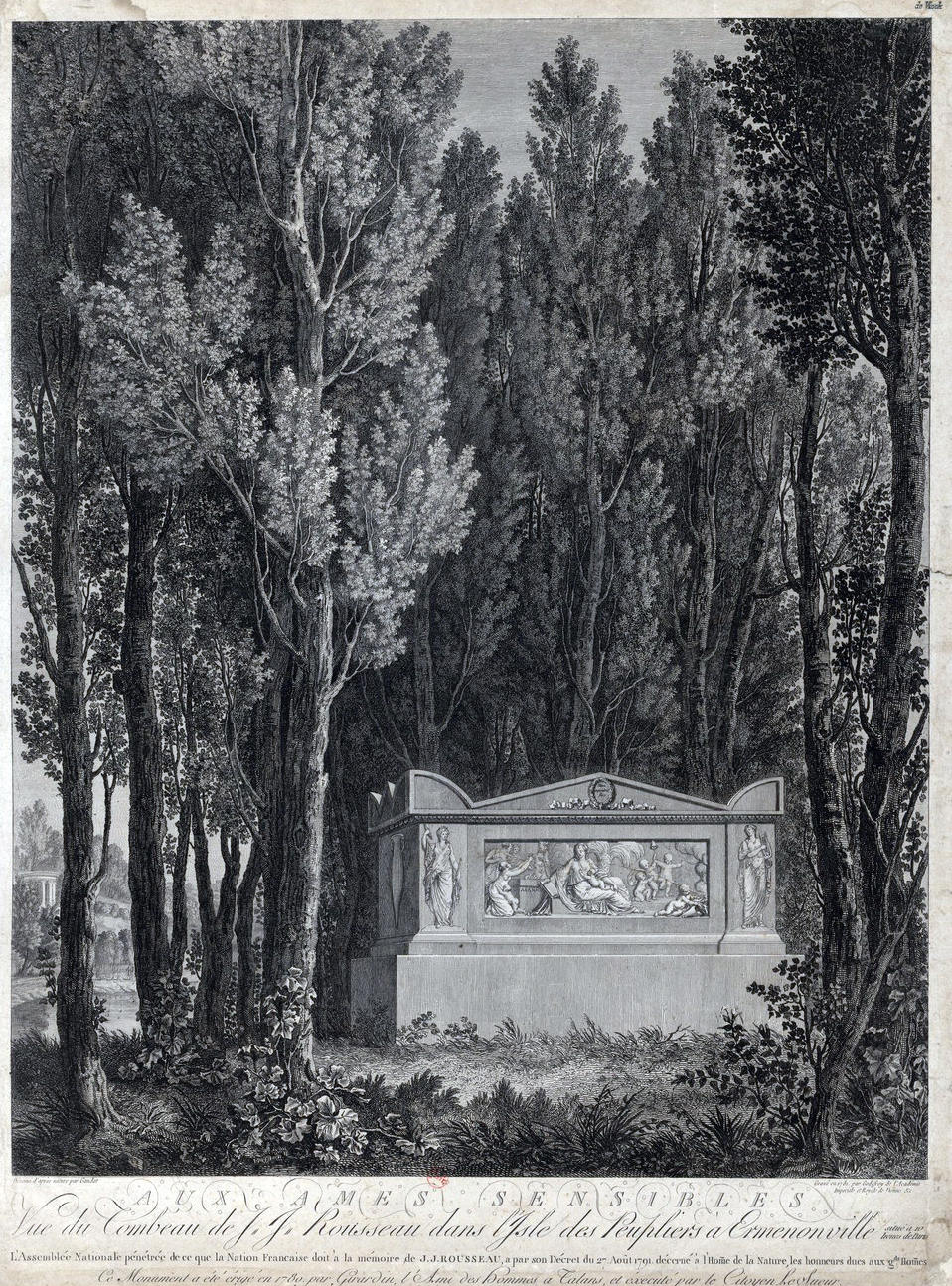
Vue du tombeau de Rousseau dans l'île des Peupliers. Gravure par Godefroy, dessin de Gaudat, 1781.

Le lendemain de sa mort, le sculpteur Jean-Antoine Houdon moule son masque mortuaire. Le 4 juillet, le marquis de Girardin fait inhumer le corps dans un cercueil de plomb dans l'île des Peupliers de la propriété. La tombe érigée à la hâte par le marquis de Girardin est remplacée en 1780 par le monument funéraire actuel dessiné par Hubert Robert, exécuté par J.-P. Le Sueur : un sarcophage sculpté, sur ses quatre côtés, de bas-reliefs représentant une femme donnant le sein et lisant l'Émile, ainsi que plusieurs allégories de la liberté, de la musique, de l'éloquence, de la nature et de la vérité. Sur le fronton, un cartouche d'où pend une guirlande de palmes porte la devise de Rousseau « vitam impendere vero » (« consacrer sa vie à la vérité »). La face nord porte l'épitaphe « ici repose l'homme de la Nature et de la Vérité ». Le philosophe est rapidement l'objet d'un culte, et sa tombe est assidûment visitée.

## Son itinéraire intellectuel

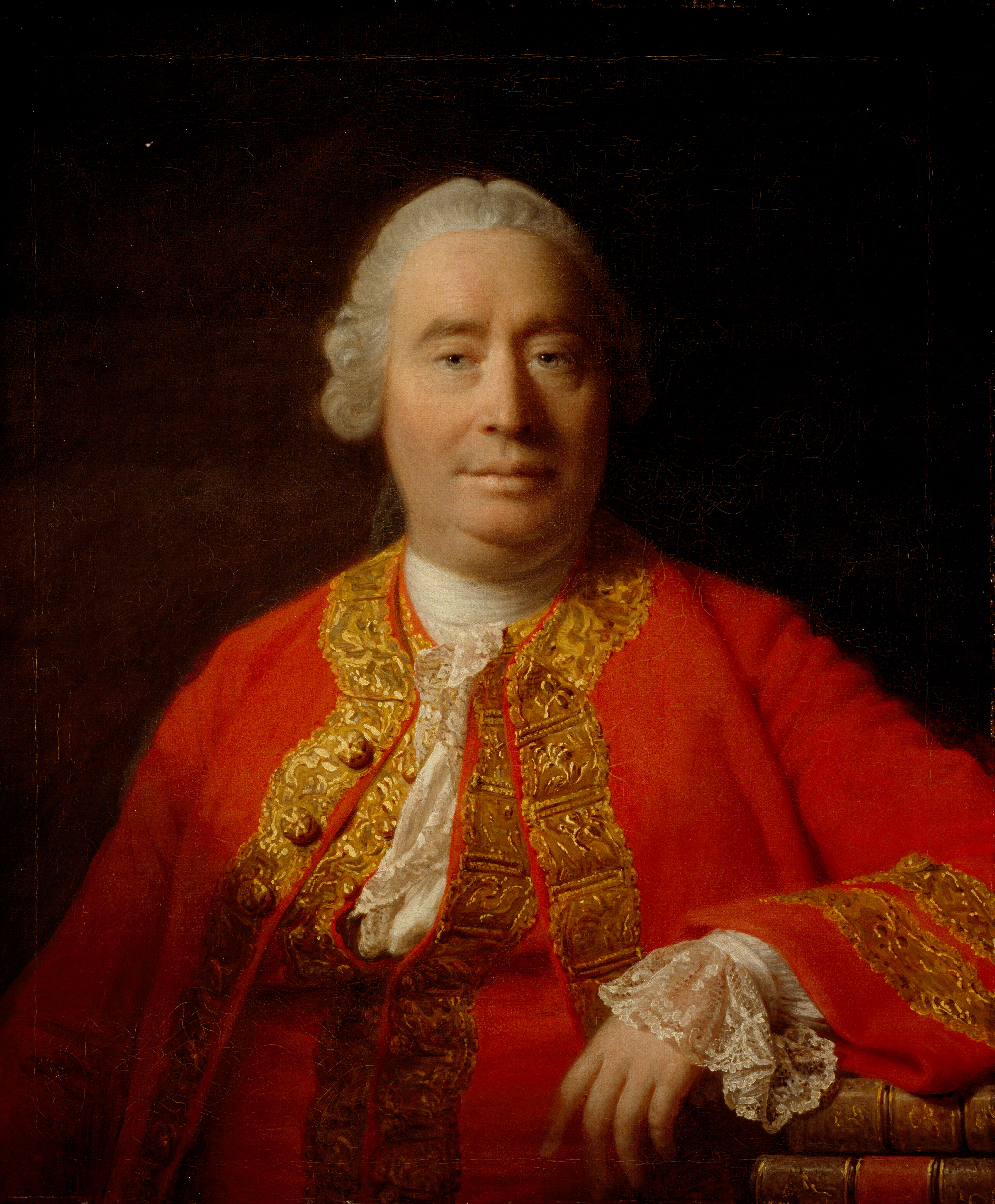
Portait de David Hume conçu par Allan Ramsay pour former un diptyque avec celui de Rousseau (1766). Rousseau se plaignait de la dissymétrie de traitement entre les deux portraits.

La grande sensibilité de Rousseau marque profondément son œuvre et explique, en partie, les brouilles qui ont jalonné sa vie. David Hume disait de lui : « Toute sa vie il n'a fait que ressentir, et à cet égard, sa sensibilité atteint des sommets allant au-delà de ce que j'ai vu par ailleurs ; cela lui donne un sentiment plus aigu de la souffrance que du plaisir. Il est comme un homme qui aurait été dépouillé non seulement de ses vêtements, mais de sa peau, et s'est retrouvé dans cet état pour combattre avec les éléments grossiers et tumultueux ». Bertrand Russell ajoutait : « C'est le résumé le plus sympathique de son caractère qui soit à peu près compatible avec la vérité ».

### La philosophie de Rousseau dans son contexte
Rousseau n'a pas suivi de cours de philosophie. Autodidacte, ce sont ses lectures, notamment celle de ses immédiats prédécesseurs : Descartes, Locke, Malebranche, Leibniz, la Logique de Port-Royal et les jusnaturalistes,, qui lui ont permis de devenir philosophe. Dès la première œuvre qui le rend célèbre, le Discours sur les sciences et les arts, Rousseau se revendique comme n'étant pas un philosophe de profession et exprime sa méfiance envers certains de ceux qui se disent philosophes. Il écrit à ce propos :

« Il y aura dans tous les temps des hommes faits pour être subjugués par les opinions de leur siècle, de leur pays, de leur société : tel fait aujourd'hui l'esprit fort et le philosophe, qui, par la même raison, n'eût été qu'un fanatique du temps de la Ligue. Il ne faut point écrire pour de tels lecteurs, quand on veut vivre au-delà de son siècle. »

Trois aspects de la pensée de Rousseau sont particulièrement à relever :
- tout d'abord, Rousseau est le premier grand critique de la pensée politique et philosophique telle qu'elle se déploie à partir de la fin du XVIIe siècle. À l'encontre de Bacon, Descartes, Locke, Newton, il soutient que ce qu'ils nomment « progrès » est d'abord un déclin de la vertu et du bonheur, que les systèmes politiques et sociaux de Hobbes et Locke fondés sur l'interdépendance économique et sur l'intérêt conduisent à l'inégalité, à l'égoïsme et à la société bourgeoise (un terme qu'il est un des premiers à employer)[94] ;
- ensuite, si Rousseau est un critique de la théorie politique et philosophique de son temps, sa critique vient de l'intérieur. Il ne veut revenir ni à Aristote, ni à l'ancien républicanisme ni à la moralité chrétienne car, s'il accepte bien des préceptes des traditions individualistes et empiristes de son temps, il en tire des conclusions différentes en se posant des questions différentes. Par exemple : est-ce que l'état de guerre de tous contre tous est premier ou est-ce qu'il ne s'agit que d'un accident de l'histoire ? Est-ce que la nature humaine ne peut pas être modelée pour arriver à un État démocratique[95] ?
- enfin, Rousseau est le premier à penser que la démocratie est la seule forme légitime d'État[94].

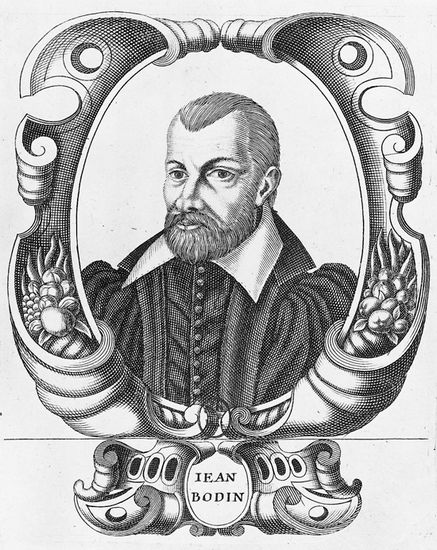
Jean Bodin, une des sources d'inspiration de Rousseau.

Dans ses écrits politiques, Rousseau se place dans la continuité de Bodin qu'il interprète à l'aide de « la théorie philosophique et juridique du droit naturel moderne ». Pour lui, Grotius et Pufendorf ainsi que Locke ont commis l'erreur de penser que les passions étaient naturelles alors qu'elles ne sont que les produits de l'histoire. Pour Rousseau, la nécessaire satisfaction des besoins primaires (nourriture, abri, etc.) qui imprègne si fortement l'histoire des hommes, tend à les isoler. Elle ne les rapproche pas, comme chez Pufendorf, pas plus qu'elle n'attise leur discorde comme chez Hobbes.
Prenant position contre Grotius et Hobbes selon qui la liberté peut s'aliéner parce que la vie est première, Rousseau soutient dans Du contrat social, que la liberté est inaliénable car vie et liberté sont synonymes. De même, alors que chez Hobbes, le peuple est constitué grâce à la terreur qu'exerce sur lui le pouvoir, chez Rousseau, le peuple se constitue grâce à un pacte social qui fonde son unité politique. À la différence de ce que pensent Locke, Spinoza ou Hobbes, pour Rousseau, une fois le pacte passé, l'être humain perd tout droit naturel. Il s'oppose sur ce point, à l'école du droit naturel de Pufendorf, Grotius, Burlamaqui, Jean Barbeyrac, qui conçoivent « le droit politique, en tant que droit des sociétés civiles ». Ce que cherche Rousseau, ce n'est pas le droit des sociétés civiles, mais le droit de l'État.

### L'«illumination de Vincennes», les deux premiers discours et les Lumières

#### L'illumination de Vincenneset leDiscours sur les sciences et les arts
En 1749, lors d'une visite à Diderot, alors emprisonné à Vincennes, Rousseau lit dans le Mercure de France que l'Académie de Dijon a lancé un concours sur la question suivante : « Le rétablissement des sciences et des arts a-t-il contribué à épurer ou à corrompre les mœurs ? » Cette lecture provoque chez lui ce qu'on nomme usuellement l'« illumination de Vincennes », événement qui va profondément changer le cours de sa vie : « Tout d'un coup, écrit-il, je me sens l'esprit ébloui de mille lumières ; des foules d'idées s'y présentèrent à la fois avec une force et une confusion qui me jeta dans un trouble inexprimable ».

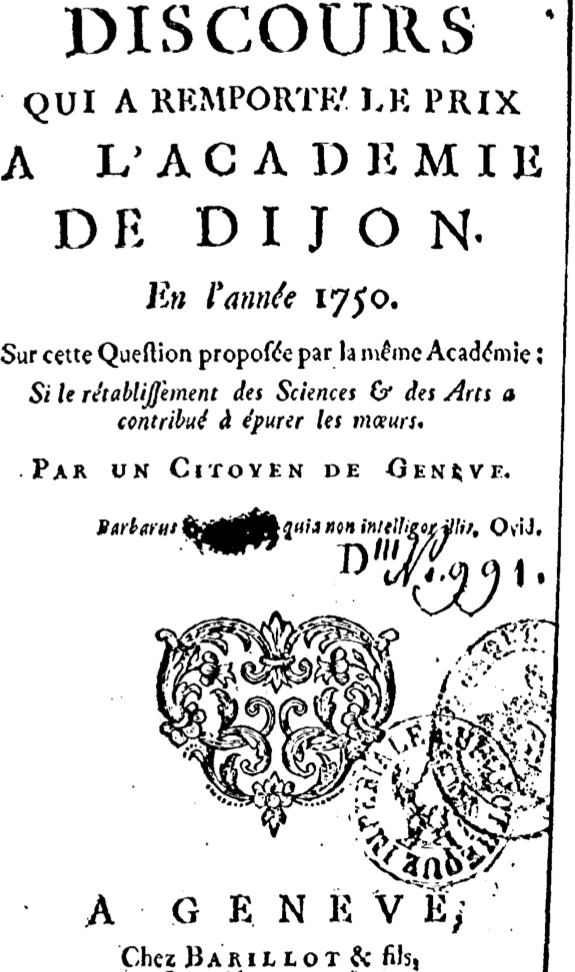
Discours sur les sciences et les arts.

Dans le texte qu'il écrit pour ce concours, Rousseau s'oppose à Montesquieu, Voltaire et Hume qui voient la modernité et le perfectionnement des arts et des sciences comme extrêmement positifs. Le citoyen de Genève fait débuter le rétablissement des arts « à la chute du trône de Constantin », c'est-à-dire à la chute de l'Empire byzantin, « qui porta dans l'Italie les débris de l'ancienne Grèce ». Rousseau, influencé par la pensée des classiques anciens, tels Tite-Live, Tacite ou Plutarque, « dresse un réquisitoire contre la société moderne et l'artifice ». Ses modèles parmi les Anciens sont Sparte et la République romaine, du temps où elle était « le temple de la vertu » avant de devenir, sous l'Empire, « le théâtre du crime, l'opprobre des nations et le jouet des barbares ». L'anti-modèle est constitué par la Cité d'Athènes au siècle de Périclès qu'il trouve trop mercantile, trop portée sur la littérature et les arts, toutes choses qui, selon lui, poussent à la corruption des mœurs.
La pensée de Rousseau s'articule autour de trois axes : la distinction entre les sciences et arts utiles et ceux qu'il estime inutiles, l'importance accordée au génie, l'opposition au luxe qui corrompt la vertu. Concernant le premier point, Rousseau donne aux arts et aux sciences une origine peu flatteuse : « L'astronomie est née de la superstition ; l'éloquence, de l'ambition, de la haine, de la flatterie, du mensonge ; toutes, et la morale même, de l'orgueil humain. Les Sciences et les arts doivent donc leur naissance à nos vices ». Toutefois, il distingue les sciences et arts utiles, ceux qui portent sur les choses et qui ont trait aux métiers, au travail manuel des hommes (au XVIIIe siècle, en France, le travail manuel est méprisé) d'avec les sciences et arts abstraits seulement motivés par la recherche du succès mondain. L'important, chez Rousseau, c'est la vertu, « science sublime des âmes simples » dont les principes sont « gravés dans tous les cœurs » et dont on apprend les lois en écoutant « la voix de sa conscience dans le silence des passions ».
En concordance avec sa conception du lien entre art ou science et vertu, Rousseau distingue entre le génie, qui ne se laisse pas corrompre par le monde, et le mondain. S'adressant à Voltaire, il écrit : « dites-nous, célèbre Arouet, combien vous avez sacrifié de beautés mâles et fortes à votre fausse délicatesse, et combien l'esprit de la galanterie si fertile en petites choses vous en a coûté de grandes ». De façon générale, il estime que les génies (Bacon, Descartes, Newton) ont su se focaliser sur l'essentiel et ont contribué à l'amélioration de l'entendement humain : « c'est à ce petit nombre qu'il appartient d'élever des monuments à la gloire de l'esprit humain ».
Rousseau voit une antinomie entre le luxe, qu'il associe au commerce et à l'argent, et la vertu : « Les anciens politiques parlaient sans cesse de mœurs et de vertu ; les nôtres ne parlent que de commerce et d'argent ». Pour Rousseau, le luxe conduit au développement des inégalités et à la dépravation des mœurs. Sur ce point, il est en opposition avec le courant majeur de son siècle représenté par des gens comme Mandeville ou Voltaire qui, dans le Mondain, plaide en faveur du superflu, ou encore par les physiocrates ou par David Hume qui voit dans le luxe un aiguillon à l'activité économique. Le citoyen de Genève, conscient de cette opposition, note :

« Que le luxe soit un signe certain des richesses ; qu'il serve même à les multiplier : que faudra-t-il conclure de ce paradoxe si digne d'être né de nos jours ; et que deviendra la vertu, quand il faudra s'enrichir à quelque prix que ce soit ? »

#### Discours sur l'origine de l'inégalité parmi les hommes

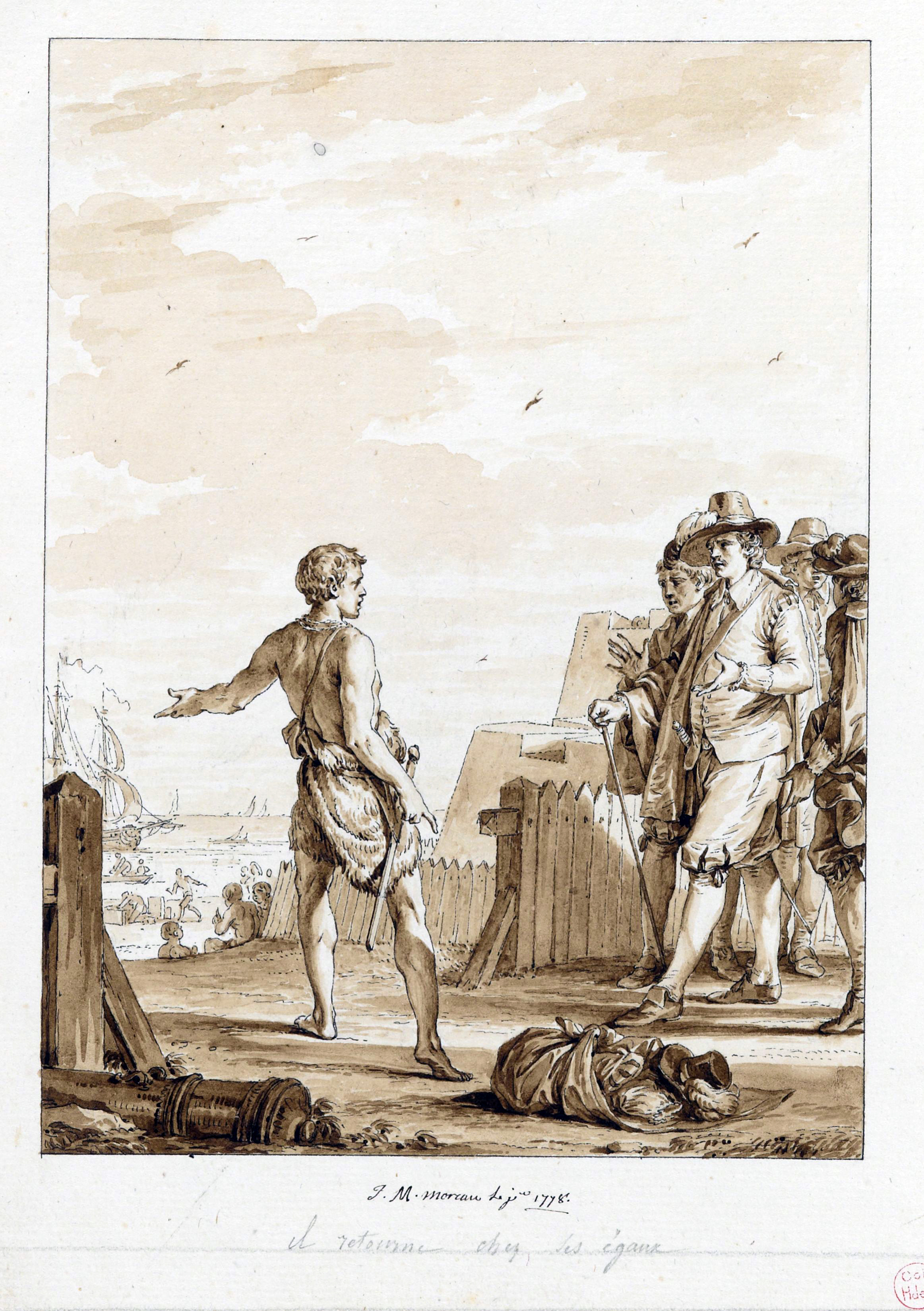
Il retourne chez les égaux, illustration du Discours par Jean-Michel Moreau (1778).

En 1755, Rousseau publie le Discours sur l'origine et les fondements de l'inégalité parmi les hommes. Pour Jean Starobinski, Rousseau dans cet ouvrage « recompose une « genèse » philosophique où ne manquent ni le jardin d'Éden, ni la faute, ni la confusion des langues version laïcisée, « démythifiée » de l'histoire des origines, mais qui, en supplantant l'Écriture, la répète dans un autre langage ».
Rousseau imagine ce qu'aurait pu être l'humanité quand l'Homme était bon : c'est l'état de nature qui n'a peut-être jamais existé. C'est ce qu'on nomme une histoire conjecturale fondée sur une conjecture c'est-à-dire sur une hypothèse. À partir de cette base, il explique comment l'Homme naturellement bon est devenu mauvais. Selon lui la Chute n'est pas due à Dieu (il le suppose bon), ni à la nature de l'Homme, mais au processus historique lui-même, et aux institutions politiques et économiques qui ont émergé au cours de ce processus. Chez Rousseau, le mal désigne à la fois les tourments de l'esprit qui préoccupaient tant les stoïciens mais également ce que les Modernes nomment l'aliénation, c'est-à-dire l'extrême attention que les Hommes portent au regard des autres. Attention qui les détourne de leur moi profond, de leur nature.
Rousseau termine son discours en définissant, d'une part, sa vision de l'égalité où l'inégalité des conditions doit être proportionnée à l'inégalité des talents, et en constatant, d'autre part, que l'Homme ne peut pas revenir en arrière, que l'état de nature est définitivement perdu.

### Changement de vie (1756-1759)

Moralia, 1531.

Durant cette période, Rousseau ressent la nécessité de changer de vie et de suivre le précepte qu'il fait figurer désormais dans de nombreux textes « vitam impedere vero (consacrer sa vie à la vérité) ». Tout d'abord, il change de tenue. « Je quittais la dorure et les bas blancs ; je pris une perruque ronde ; je posais l'épée ; je vendis ma montre en me disant avec une joie incroyable : Grâce au ciel, je n'aurai plus besoin de savoir l'heure qu'il est »,. Par ailleurs, il quitte la ville pour s'installer à la campagne, d'abord à l'Ermitage en forêt de Montmorency, puis dans la maison du Petit Mont-Louis. Enfin, il refuse les places et les rentes qu'on lui offre. Pour rester libre, il gagne sa vie en exerçant le métier de copiste de musique. Il rompt, également, le lien fort qui existait entre lui et Diderot depuis 1742.
Pour Jean Starobinski, la pauvreté ostentatoire de Rousseau a une double visée. C'est d'abord une « démonstration de vertu à la manière stoïcienne ou cynique » destinée à alerter les consciences, à accuser l'inégalité sociale alors très forte. Par ailleurs, elle est une manifestation de la fidélité de Rousseau à son origine sociale. Toujours selon cet auteur, Rousseau a eu le génie de se conformer à un principe très à la Plutarque, qu'il énonce ainsi dans une lettre adressée à son père alors qu'il n'a que dix-neuf ans : « J'estime mieux une obscure liberté qu'un esclavage brillant »,.

### Le Contrat socialetl'Émile
Les ouvrages Du contrat social et Émile ou De l'éducation sont tous deux parus en 1762. Ils sont presque immédiatement condamnés. En France, la condamnation émane à la fois du Parlement (Ancien Régime) et de la faculté de théologie. À Genève, elle est l'œuvre du Petit Conseil. Ces condamnations auront des conséquences lourdes pour Rousseau dans la mesure où elles le contraignent à une vie d'errance. Si la Révolution française contribue à faire du Contrat social son œuvre la plus estimée en France, la tradition allemande lui préfère le Second Discours et l'Émile.

#### Du contrat social

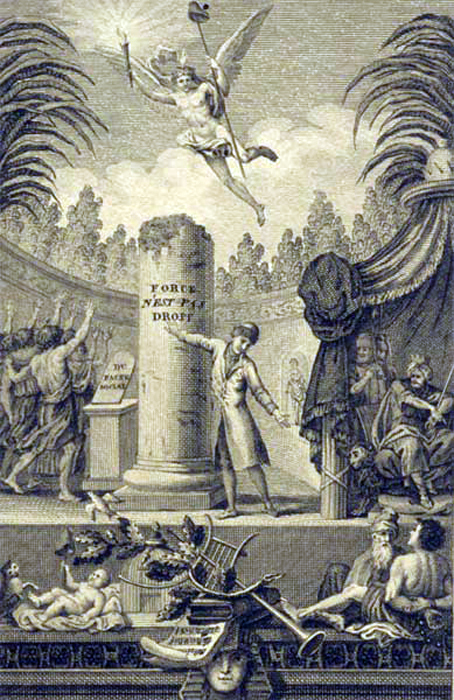
Force n'est pas droit, gravure sur cuivre pour l'édition Didot-Bozarian du Contrat (1801).

Au départ, Rousseau veut écrire un livre intitulé Institutions politiques. Puis, il abandonne ce projet parce qu'il l'estime déjà traité par Montesquieu. Il entreprend alors d'écrire un livre tourné vers la nature des choses et qui soit par là à même de fonder le droit politique. Comparant le livre de Montesquieu et le sien, il écrit dans Émile, « l'illustre Montesquieu … se contenta de traiter du droit positif des gouvernements établis ; et rien au monde n'est plus différent que ces deux études ». Le Contrat social vise en effet à fonder à la fois le droit politique et l'État. Selon Mairet, ce qui donne à cet ouvrage son statut unique c'est qu'à la manière de Platon, il « établit d'emblée la liaison de la vérité et de la liberté ».
La notion de Contrat social ne doit pas s'entendre comme désignant un contrat formel entre individus mais comme l'expression de l'idée selon laquelle, « le pouvoir légitime pour gouverner n'est pas directement fondé sur un titre divin ou sur un droit naturel à gouverner, mais doit être ratifié (« autorisé ») par le consentement des gouvernés ».
Dans Du contrat social Rousseau cherche à répondre à ce qu'il pense être la question fondamentale de la politique à savoir : comment réconcilier la liberté des citoyens avec l'autorité de l'État fondée sur la notion de souveraineté qu'il reprend à Bodin. Pour Gérard Mairet, la nouveauté radicale du Contrat social vient de ce qu'il affirme à la fois que le peuple est souverain et que la république est une démocratie. Dans cet ouvrage, Rousseau veut absolument éviter que les êtres humains soient soumis à l'arbitraire des chefs, c'est pourquoi, comme il l'indique dans une lettre du 26 juillet 1767 adressée à Mirabeau, son but est de « trouver une forme de gouvernement qui mette la loi au-dessus des hommes ». Rousseau veut allier idéalisme politique et réalisme anthropologique. Il écrit à ce propos : « Je veux chercher si, dans l'ordre civil, il peut y avoir quelque règle d'administration légitime et sûre, en prenant les hommes tels qu'ils sont et les lois telles qu'elles peuvent être. Je tâcherai d'allier toujours, dans cette recherche, ce que le droit permet avec ce que l'intérêt prescrit, afin que la justice et l'utilité ne se trouvent point divisées ».
Le Contrat social comporte quatre livres. Les deux premiers sont consacrés à la théorie de la souveraineté et les deux derniers à la théorie du gouvernement.

#### Émile, ou De l’éducation

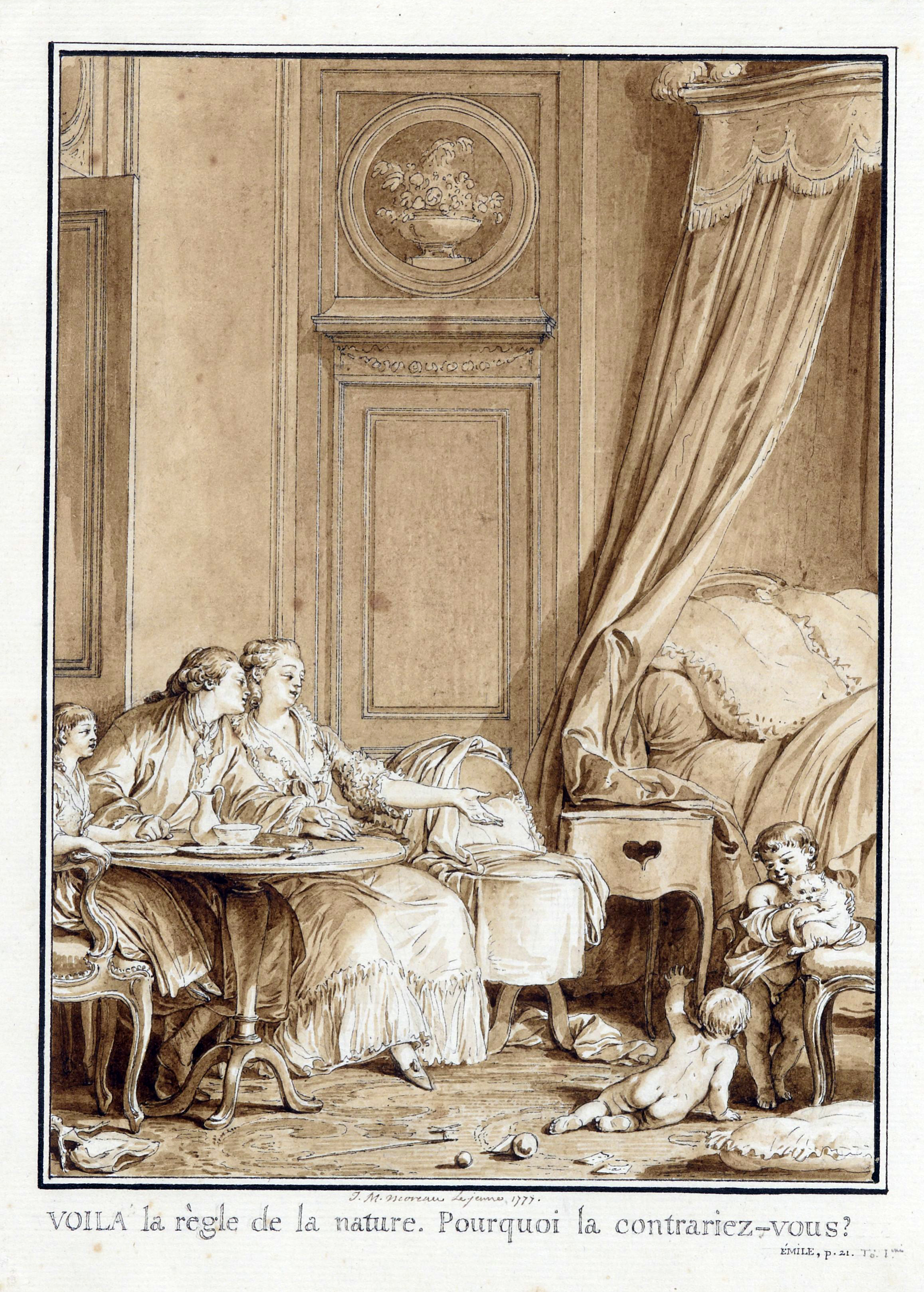
Voilà la règle de la nature. Pourquoi la contrariez-vous ?. Illustration pour l'Émile de Jean-Michel Moreau (1777).

Cet ouvrage commencé en 1758 et publié en 1762 en même temps que le Contrat social est à la fois un des plus importants traités d'éducation et un des plus influents. L'ouvrage s'inscrit dans la lignée de La République de Platon et des Aventures de Télémaque de Fénelon, qui mêlent politique et éducation (Rousseau cite particulièrement le dialogue de Platon, le présentant comme un ouvrage d'éducation qu'on aurait eu tort de juger selon le titre). Peu de choses disposent Rousseau à écrire un ouvrage sur l'éducation. S'il a été précepteur des enfants de Mably (le frère de Condillac et de l'Abbé de Mably), l'expérience semble n'avoir pas été très concluante. Par ailleurs, comme Voltaire ne manquera pas de le faire savoir, Rousseau a abandonné ses cinq enfants, nés entre 1746-1747 et 1751-1752, à l'hospice des enfants trouvés,, bien qu'il incite à être parent (les femmes à faire des enfants et les pères à s'occuper de l'éducation de leurs enfants).

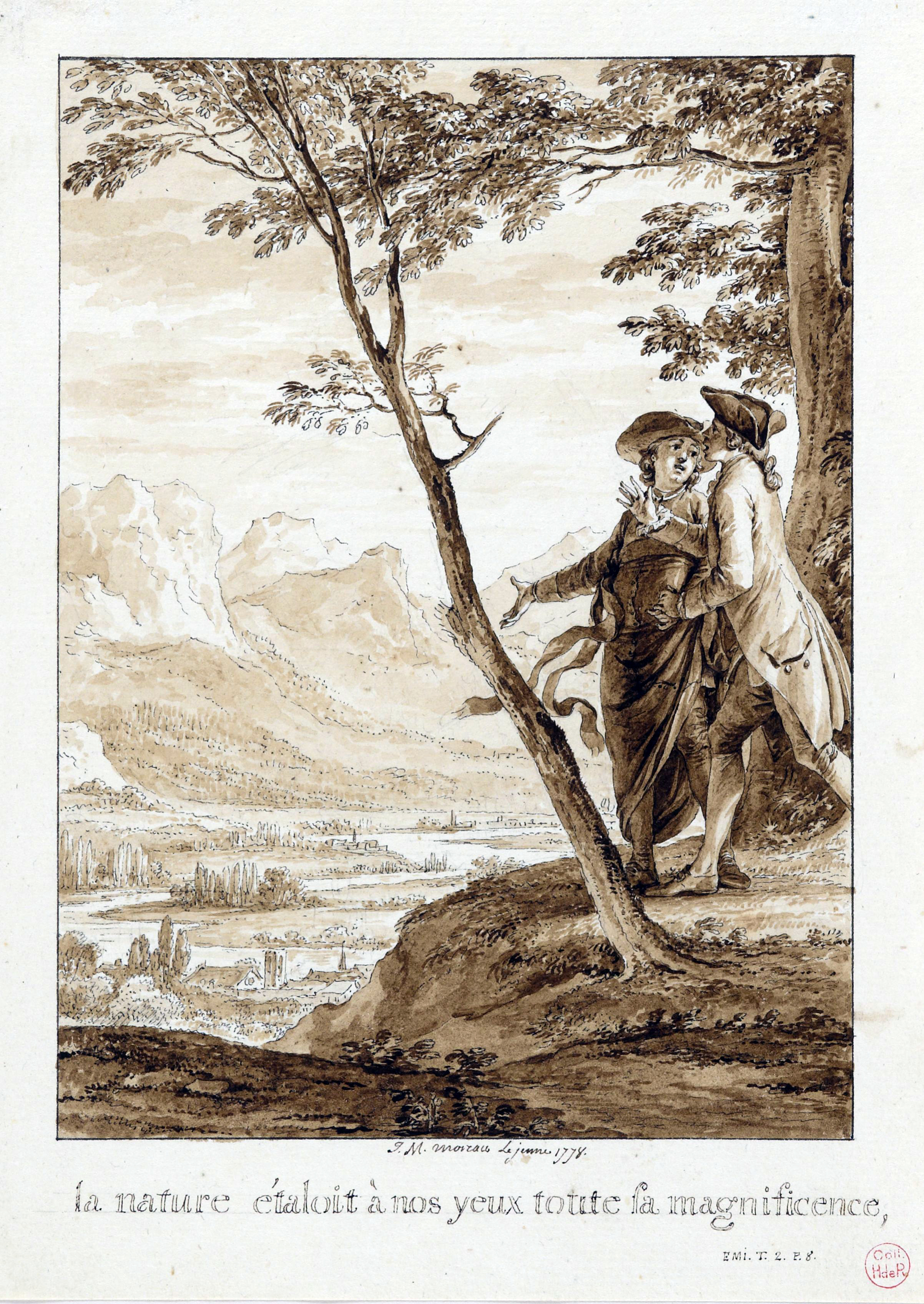
La nature étalait à nos yeux toute sa magnificence. Émile et le vicaire savoyard, Jean-Michel Moreau (1777).

L'ouvrage repose sur la conception fondamentale de Rousseau selon laquelle l'Homme est né bon mais la société l'a corrompu. Ainsi pose-t-il comme « maxime incontestable que les premiers mouvements de la nature sont toujours droits : il n'y a point de perversité originelle dans le cœur humain. Il ne s'y trouve pas un seul vice dont on ne puisse dire comment et par où il y est entré »,. Rousseau divise l'éducation des êtres humains en cinq phases correspondant aux cinq livres de l'Émile. Le livre I traite des nouveau-nés, le livre II des enfants de 2 à 10/12 ans, le livre III des 12 à 15/16 ans, le livre IV de la puberté dominée par des conflits entre raison et passions, tout en abordant aussi des questions de métaphysique ou de religion dans une section connue sous le titre de La Profession de foi du vicaire savoyard et qui a été publiée à part. Enfin le livre V traite du jeune adulte au moment où il s'initie à la politique et prend une compagne.
En lien avec sa conception de la personne humaine, l'éducation doit d'abord être négative c'est-à-dire qu'on ne doit pas commencer par instruire car par là on risque de pervertir la nature humaine : « La première éducation doit donc être purement négative. Elle consiste, non point à enseigner la vertu ni la vérité, mais à garantir le cœur du vice et l’esprit de l’erreur ». Il reproche justement à John Locke, dans ses Pensées sur l'éducation (1693), de vouloir trop tôt considérer l'enfant comme un être raisonnable et de vouloir utiliser l'éducation pour transformer l'enfant en homme, plutôt que de laisser l'enfant être un enfant, en attendant qu'il grandisse et devienne adulte de manière naturelle. Pour Rousseau, c'est seulement au moment de la puberté que l'éducation doit donner une formation morale et permettre à l'adolescent d'intégrer le monde social.

### Rousseau et la religion

Ô grand Être!, gravure de Daniel Chodowiecki pour Julie ou la nouvelle Héloïse (1782).

Trois groupes de textes sont à prendre en compte pour comprendre le rapport de Rousseau à la religion :
- les écrits « théoriques », ou « dogmatiques », comme la Lettre à Voltaire sur la Providence, le livre IV de l'Émile intitulé Profession de foi du vicaire savoyard, ajouté in extremis à l'ouvrage, peu avant l'impression ; le 8e et dernier chapitre du Contrat social, lui aussi ajouté au dernier moment à la fin du livre (ce chapitre 8 est le plus long de l'ensemble de l'ouvrage) ; enfin, Julie ou la nouvelle Héloïse. On remarquera que ces trois derniers ouvrages ont été publiés à la même période (1762-1763) ;
- les écrits de justification ou de polémique : la Lettre à Christophe de Beaumont[146], les Lettres écrites de la montagne[147] et les Dialogues (Rousseau juge de Jean-Jacques) ;
- la correspondance privée, notamment les lettres à Paul Moultou et la lettre à Franquières de 1769[n 6].

La foi chrétienne de Rousseau est une sorte de déisme rationaliste, héritée de Bernard Lamy et de Nicolas Malebranche : il y a un dieu parce que la nature et l'univers sont ordonnés. Rousseau n'est pas matérialiste (voir la Lettre à Franquières), mais il n'est ni un protestant orthodoxe, ni un catholique romain. Pourtant, il se dit « croyant », y compris dans sa lettre du 14 février 1769 à Paul Moultou, lequel semble désireux de renoncer à sa foi, et qu'il exhorte à ne pas « suivre la mode ».
En particulier, Rousseau ne croit pas au péché originel, une doctrine qui incrimine la nature humaine et qu'il a longuement combattue. Il parle avec ironie de ce péché « pour lequel nous sommes punis très justement des fautes que nous n’avons pas commises » (Mémoire à M. de Mably). S'il rejette cette doctrine, c'est pour des raisons théologiques, car il voit dans les implications de ce dogme une conception dure et inhumaine, qui « obscurcit beaucoup la justice et la bonté de l'Être suprême » ; mais c'est aussi parce que, se sentant bon, il ne peut concevoir d'être affecté par une tare secrète. Cette position l'amènera à forger la fiction d'un « état de nature », extra-moral et extra-historique, pour écarter tous les faits de l'histoire.

### Rousseau vu par lui-même

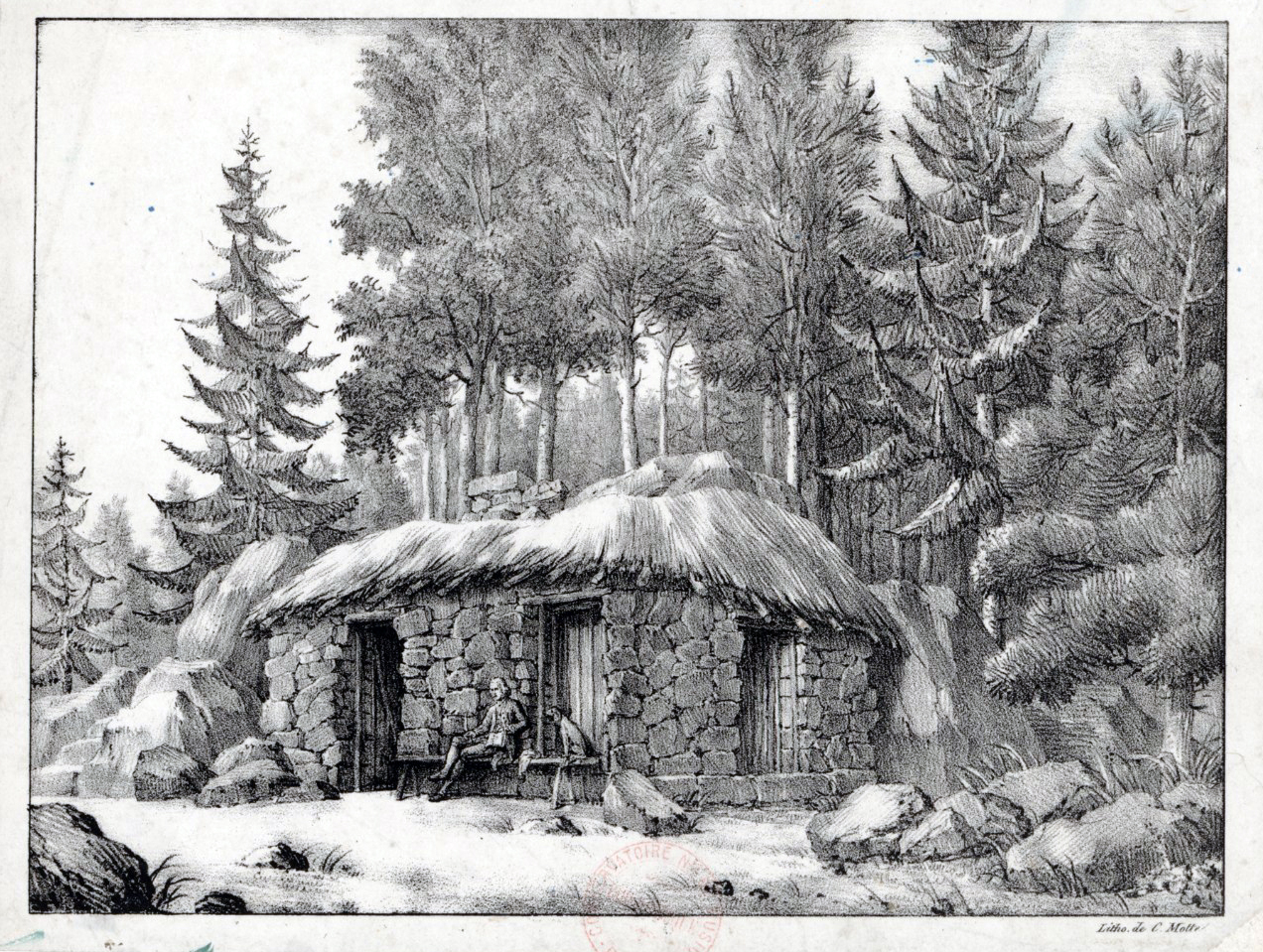
La cabane du philosophe, fabrique du Désert (partie nord-ouest du parc d'Ermenonville), où Jean-Jacques Rousseau passait de longues heures lors de son séjour en 1778. Gravure de Motte, vers 1810.

En guise d'autobiographie, Rousseau a écrit trois ouvrages : Les Confessions, Rousseau juge de Jean-Jacques, et les Rêveries du promeneur solitaire, ouvrage qu'il n'achèvera pas.
La rédaction des Confessions s'échelonne de 1763 ou 1764 à 1770. Si Rousseau présente dans cet ouvrage ses fautes passées, tel l'épisode du ruban volé, les Confessions sont moins des confessions au sens d'augustinien, qu'une sorte d'autoportrait à la Montaigne. L'objet du livre « est de faire connaître exactement mon intérieur dans toutes les situations de ma vie. C'est l'histoire de mon âme que j'ai promise »,.
Il écrit Rousseau juge de Jean-Jacques durant la période allant de 1772 à 1776. L'ouvrage paraît partiellement en 1780 et suscite un certain malaise car Rousseau y dénonce un complot qui serait mené contre lui par Grimm, Voltaire, D'Alembert et David Hume. Dans cet écrit, Rousseau dialogue avec Jean-Jacques qui représente le Rousseau tel que le voient ses ennemis et un troisième personnage appelé « le Français » qui représente l'opinion publique, c'est-à-dire quelqu'un qui n'a ni rencontré Rousseau, ni lu ses livres. C'est ce personnage qu'il veut convaincre.
Les Rêveries du promeneur solitaire sont écrites entre 1776 et 1778, jusqu'à la mort de Rousseau. Si dans ce livre, la vie est « constituée en objet philosophique », des contradictions sont visibles entre son projet politique qui vise à intégrer le citoyen dans la vie politique et l'inclination profonde de Rousseau. Il écrit « […] Je n'ai jamais été vraiment propre à la société civile où tout est gêne, obligation, devoir, et […] mon naturel indépendant me rendit toujours incapable des assujettissements nécessaires à qui veut vivre avec les hommes »,.
Le statut de ces textes pose un problème. Pour Alexis Philonenko, la philosophie de Rousseau « face à l'obstacle a reflué vers une théorie de l'existence individuelle ». Au contraire, pour Géraldine Lepan, ces œuvres « peuvent être lues comme le complément nécessaire du « triste et grand système » issu de l'Illumination de Vincennes ». L'objectif serait toujours le même : « dévoiler le moi sous les déformations sociales ».

## Nature humaine et histoire conjecturale chez Rousseau

### Histoire conjecturale

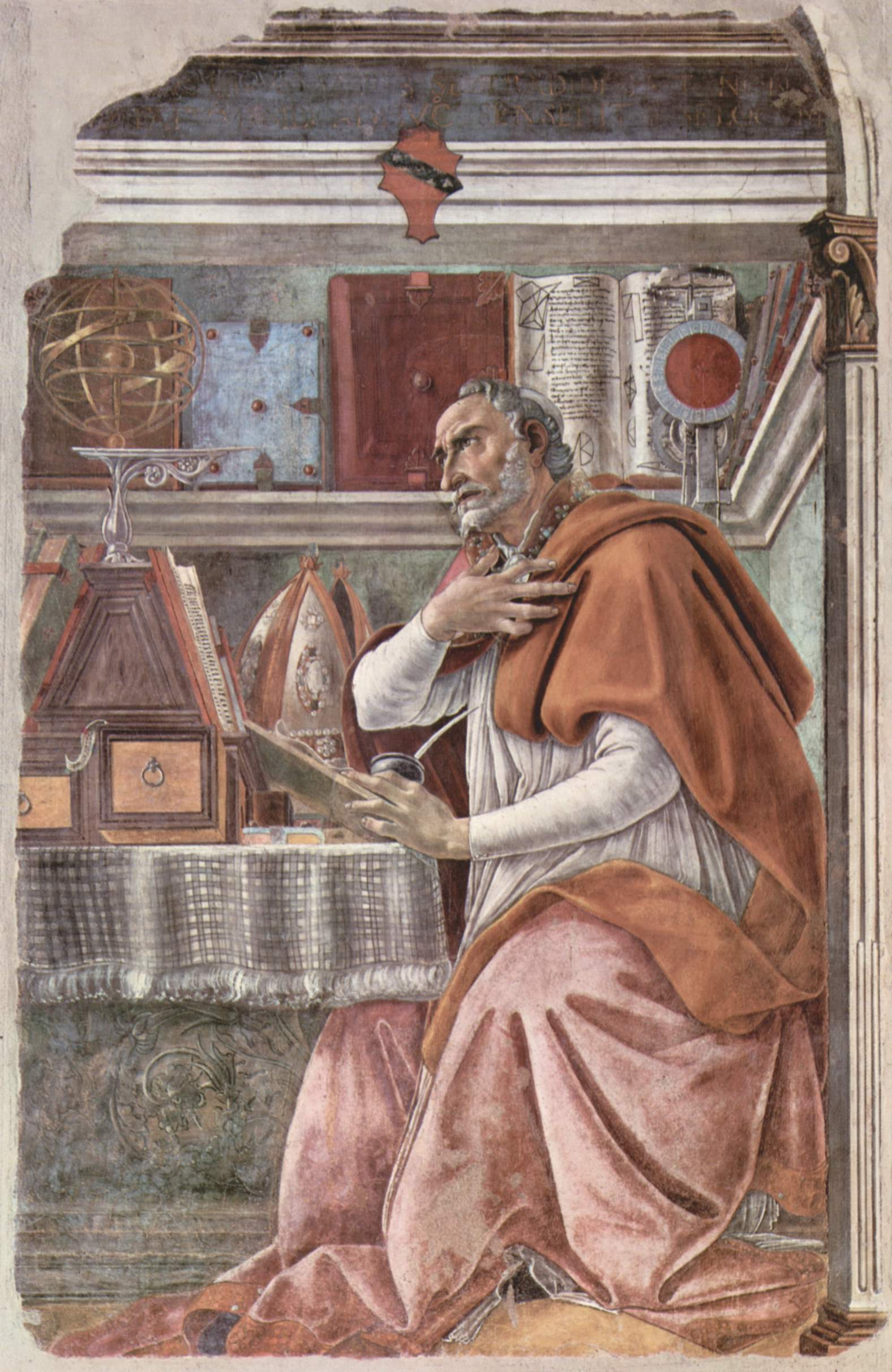
Saint Augustin dans son cabinet de travail par Sandro Botticelli. Saint Augustin est un des théoriciens du péché originel.

Selon George Armstrong Kelly, Rousseau aborde le puzzle de l'histoire de la façon la plus antithétique qui soit : l'aspect moral. Pour Rousseau, l'histoire est à la fois un recueil d'exemples et une succession d'états des facultés humaines qui évoluent en fonction des défis du temps. L'histoire, pour le citoyen de Genève, n'est jamais un point de départ, mais au contraire le moyen d'étendre une tension qui lui est propre à l'humanité vue comme un tout. Le philosophe n'utilise pas les données pour s'interroger sur leur sens, il les utilise pour appuyer ses propres convictions. Dans l'Émile, Rousseau défend l'idée que nos impressions sur le passé doivent être utilisées à des fins éducatives, et non pour cultiver un savoir théorique. Sur ce point, il se démarque de Jean le Rond d'Alembert qui avait une vue plus objective de l'histoire qu'il voyait comme devant donner à la postérité un spectacle dépassionné des vices et des vertus. Au contraire, Rousseau écrit dans son Histoire de Lacédémone :

« Je me soucie fort peu qu'on me reproche d'avoir manqué de cette froideur grave recommandée aux historiens […] comme si la principale utilité de l'histoire n'était pas de faire aimer avec ardeur tous ses gens de bien et détester les méchants. »

Pour Jean Starobinski, d'une certaine façon, l'histoire conjecturale chez Rousseau vise à proposer une histoire alternative à celle du christianisme. Cet auteur note que, dans le Second Discours, « Rousseau recompose une « genèse » philosophique où ne manque ni le jardin d'Éden ni la faute, ni la confusion des langues. Version laïcisée, « démythifiée » de l'histoire des origines, mais qui, en supplantant l'Écriture, la répète dans un autre langage ». De sorte que l'état de nature peut être vu comme une reconstruction imaginaire qui se substitue au mythe biblique du jardin d'Éden dans le Livre de la Genèse. Au début du Ve siècle, l'expulsion des hommes du paradis terrestre — pour avoir mangé du fruit défendu de l'arbre de la connaissance du bien et du mal — avait inspiré au théologien chrétien Augustin d'Hippone la doctrine du péché originel. Même s'il rejetait celle-ci, Rousseau y réfère explicitement dans la note 9 du Second Discours.
Pour Victor Goldschmidt, Rousseau radicalise la méthode conjecturale utilisée par ses contemporains en considérant comme un fait certain que l'état de nature ait existé. Son principal problème est d'expliquer le passage de cet état naturel à la société civile par des causes purement naturelles à partir de conjectures physiques (santé et égalité biologique), métaphysiques (la perfectibilité et une liberté purement virtuelle) et morales (l'amour de soi, la pitié et l'amour).

### De l'état de nature à la société civile ou politique

Thomas Hobbes un penseur auquel Rousseau s'oppose en s'en inspirant. Le célèbre Anglais Thomas Hobbes, professeur académique de Son Altesse le prince de Galles, gravure anonyme pour l'édition de 1647 du De Cive.

Comme Thomas Hobbes et John Locke et d'autres penseurs de l'époque, mais à l'inverse de Platon, Aristote, Augustin d'Hippone, Nicolas Machiavel et d'autres, le point de départ de la philosophie de Rousseau est l'état de nature. Mais Rousseau ne considère pas les hommes qui de son temps vivaient en tribus en Amérique comme étant à l'état de nature : pour lui, ils sont à un stade plus avancé. Pour penser l'être humain à l'état naturel, il faut remonter plus loin et imaginer quelque chose qui n'a peut-être jamais existé. Rousseau écrit qu'il va considérer l'être humain « tel qu'il a dû sortir des mains de la Nature », ce faisant écrit-il « je vois un animal moins fort que les uns, moins agile que les autres, mais à tout prendre, organisé le plus avantageusement de tous ».
Selon Victor Goldschmidt, il y a d'abord un passage de l'état naturel à la société naturelle qu'il nomme aussi « jeunesse du monde » sans « impulsion étrangère » uniquement parce que « le mouvement imprimé à l'état de nature se poursuit de son propre élan ». Par contre le passage de la société naturelle à la société civile s'explique par plusieurs impulsions étrangères. Tout d'abord, le développement des techniques agricoles et métallurgiques entraîne l'appropriation et la division des tâches. Par ailleurs, des phénomènes naturels extraordinaires tels que les éruptions volcaniques viennent changer l'environnement physique des hommes. Tous ces bouleversements entraînent une exacerbation des passions humaines. Alors, pour éviter le pire, l'homme doit prendre une décision non naturelle et passer un contrat social. Pour Jean Starobinski, le passage de l'état de nature à la société civile d'avant le contrat social s'effectue en quatre phases :
1. l'homme oisif vivant dans un habitat dispersé qui peu à peu s'associe en horde[166] ;
2. la première révolution : l'humanité entre dans l'ordre patriarcal et les familles peuvent se regrouper. Pour Rousseau, cette période est celle de l'âge d'or[166] ;
3. l'ordre patriarcal cède la place à un monde marqué par la division des tâches qui fait perdre à l'homme son unité. Les plus violents ou les plus habiles deviennent les riches et les autres les pauvres[167] ;
4. la guerre de tous contre tous[168] entendue par Rousseau dans un sens à la Hobbes[169].

À l'issue de ce processus, l'établissement d'un contrat social permet de sortir de l'état de guerre et de réaliser une société civile marquée par l'inégalité. Jean Starobinski écrit à ce propos : « stipulé dans l'inégalité, le contrat aura pour effet de consolider les avantages du riche, et de donner à l'inégalité valeur d'institution ». Dans Du contrat social, Rousseau cherche à sortir de ce premier contrat social inégalitaire à travers le concept de volonté générale qui permettra, selon l'expression de Christopher Bertam, « à chaque personne de bénéficier de la force commune tout en restant aussi libre qu'ils l'étaient dans l'état de nature ». Bref pour Rousseau l'État est le moyen de sortir du mal que constitue la société. Pour Victor Goldschmidt, il ne faut pas trop insister sur l'opposition entre le contrat du Discours et celui du Contrat Social car chez les deux l'inégalité est présente.
Victor Goldschmidt note dans Anthropologie et Politique (p. 779-780) que Rousseau « a découvert la contrainte sociale, le rapport […] social […], la vie et le développement autonomes de structures […], leur indépendance à l'égard des individus et, corrélativement, la toile de dépendance de ces mêmes individus à l'égard de ces structures ».

### Amour-propre et pitié ou la fin de l'homme naturellement bon

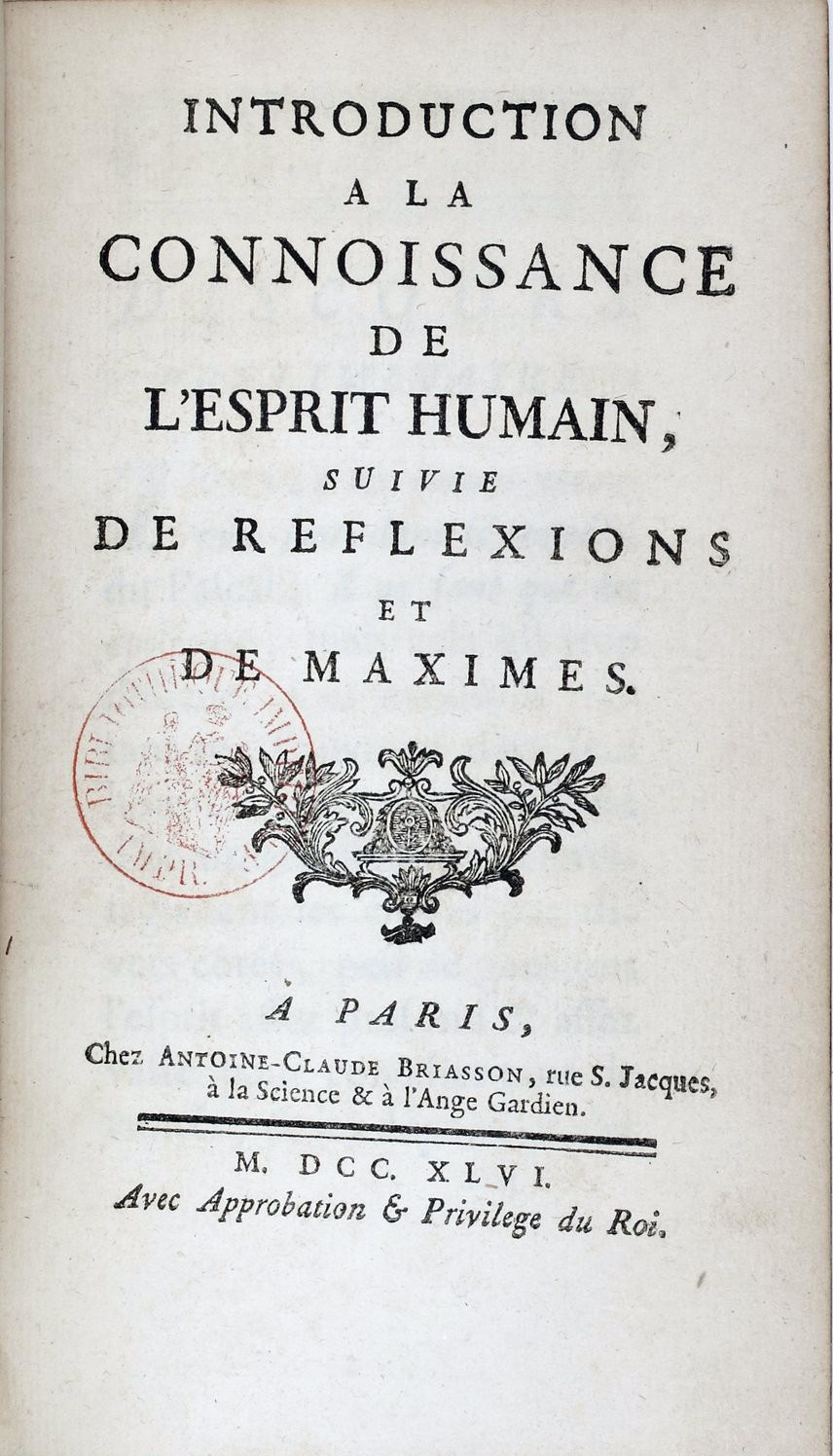
L'Introduction à la connaissance de l'esprit humain de Vauvenargues (1746) dont s'est inspiré Rousseau pour la distinction entre amour propre et amour de nous-mêmes.

Rousseau répète à plusieurs reprises que l'idée selon laquelle l'homme est naturellement bon et que la société le corrompt, domine sa pensée. La question qui vient alors à l'esprit est la suivante : comment le mal peut-il jaillir dans une société composée d'hommes bons ? L'adjectif « bon » ne signifie pas qu'à l'origine les hommes soient naturellement vertueux et bienfaisants mais, selon John Scott, qu'en l'homme « existerait à l'origine un équilibre entre les besoins et passions et la capacité à les satisfaire », et ce serait cet équilibre qui ferait l'homme « bon pour lui-même et non dépendant des autres », car précisément c'est la « dépendance vis-à-vis des autres qui fait les hommes mauvais ».
Rousseau avance que pour permettre la préservation de l'espèce, les créatures sont dotées de deux instincts, l'amour de soi et la pitié. L'amour de soi leur permet de satisfaire leurs besoins biologiques, tandis que la pitié les conduit à prendre soin des autres. Notons que, si la pitié est dans le Second discours, un instinct indépendant, dans l'Émile et dans l'Essai sur l'origine des langues, elle n'est considérée que comme un prolongement de l'amour de soi vu comme l'origine de toutes les passions.

La chute, ou le mal, s'introduit chez l'homme avec l'apparition de l'amour-propre, apparition d'ailleurs liée à la compétition sexuelle pour attirer un(e) partenaire. Rousseau écrit dans la note 15 du Discours sur l'origine des inégalités : 
« L'amour de soi-même est un sentiment naturel qui porte tout animal à veiller à sa propre conservation et qui, dirigé dans l'homme par la raison et modifié par la pitié, produit l'humanité et la vertu. L'Amour-propre n'est qu'un sentiment relatif, factice, né dans la société, qui porte chaque individu à faire plus de cas de soi que de tout autre, qui inspire aux hommes tous les maux qu'ils se font mutuellement et qui est la véritable source de l'honneur. »
 En résumé, l'amour-propre pousse les êtres humains à se comparer, à chercher à être supérieurs aux autres, ce qui engendre des conflits. Toutefois, si on regarde la façon dont il traite la question en partant de l'Émile, il est possible de noter que l'amour-propre est à la fois l'instrument de la chute de l'homme et de la rédemption. En effet, dans ce livre, l'amour-propre est la forme que prend l'amour de soi dans un environnement social. Si, chez Rousseau, l'amour-propre est toujours vu comme dangereux, il est possible de contenir ce mal grâce à l'éducation et grâce à une bonne organisation sociale, comme on les trouve exposées respectivement dans l'Émile et le Contrat social.
Même si l'amour-propre prend sa source dans la compétition sexuelle, il ne révèle son plein potentiel de dangerosité que lorsqu'il est combiné à l'interdépendance économique qui se développe lorsque les individus vivent en société. En effet, dans ce cas, les êtres humains vont à la fois chercher les biens matériels et la reconnaissance, ce qui les conduit à entretenir des relations sociales marquées par la subordination de certains et par le désir d'atteindre ses fins quels que soient les moyens employés. De sorte que sont menacées à la fois la liberté des êtres humains et leur estime de soi.

### Passions, raison et perfectibilité

Représentation idéalisée de l'état de nature des sauvages de la mer du Pacifique par Jean-Gabriel Charvet. Rousseau précise dans le Discours sur l'origine de l'inégalité qu'il s'agit d'un état qui n'existe plus, qui n'a peut-être jamais existé, qui probablement n'existera jamais et ajoute plus loin que le premier homme, ayant reçu immédiatement de Dieu des lumières et des préceptes, n’était point lui-même dans cet état.

À la différence d'Aristote, mais comme d'ailleurs Thomas Hobbes et John Locke, pour Rousseau, la raison est subordonnée aux passions et notamment à l'amour-propre. Par ailleurs les passions et la raison évoluent, ont une dynamique propre. Au départ, à l'état de nature, l'être humain n'a que peu de passions et de raison. Rousseau note, concernant les hommes en l'état de nature (qu'il appelle les sauvages) qu'ils « ne sont points méchants précisément parce qu’ils ne savent ce que c’est que d’être bons ; car ce n’est ni le développement des lumières, ni le frein de la Loi, mais le calme des passions et l’ignorance du vice qui les empêche de mal faire ». La dynamique des passions et de la raison qui conduit à leur évolution est explicitée par Rousseau dans le passage suivant :

« Quoiqu’en disent les Moralistes, l’entendement humain doit beaucoup aux Passions, qui, d’un commun aveu, lui doivent beaucoup aussi : C'est par leur activité, que notre raison se perfectionne ; Nous ne cherchons à connaître que parce que nous désirons jouïr, et il n'est pas possible de concevoir pourquoi celui qui n'aurait ni désirs ni craintes se donnerait la peine de raisonner. Les Passions, à leur tour, tirent leur origine de nos besoins, et leurs progrès de nos connaissances; car on ne peut désirer ou craindre les choses, que sur les idées qu'on peut en avoir, ou par la simple impulsion de la Nature; et l'homme sauvage, privé de toute sorte de lumière, n'éprouve que les Passions de cette dernière espèce. »

Pour Rousseau, le trait dominant de l'homme, ce n'est pas la raison mais la perfectibilité. Parlant de la différence être humain et animal, Rousseau écrit « Il y a une autre qualité très spécifique qui les distingue, et sur laquelle il ne peut y avoir de contestation, c'est la faculté de se perfectionner ; faculté qui, à l'aide des circonstances, développe successivement toutes les autres, et réside parmi nous tant dans l'espèce, que dans l'individu, au lieu qu'un animal est, au bout de quelques mois, ce qu'il sera toute sa vie ». Si Rousseau est un des premiers, voire le premier, à utiliser le mot perfectibilité, pour lui, le mot n'a pas qu'un aspect positif. Il a, au contraire, le plus souvent un aspect négatif. En effet, pour le citoyen de Genève, la perfectibilité est seulement la capacité de changer, capacité qui conduit le plus souvent à la corruption.

### Vertu et conscience
Selon Georges Armstrong Kelly, « Rousseau se réfère à la « sagesse » comme le siège de la vertu, la conscience qui ne crée pas de lumière, mais plutôt qui active le sens de l'homme des proportions cosmiques ». Pour Rousseau, la vérité morale est l'élément unificateur de toute réalité. Les connaissances ne sont que de fausses lumières, de simples projections de l'amour-propre, si elles ne sont pas enracinées, comme chez lui, dans une certitude intérieure. Dans le cas contraire, la raison peut être corrompue par les passions et se transformer en raisonnements faux qui flattent l'amour-propre. Si la raison peut permettre d'accéder à la vérité, seule la conscience, qui impose l'amour de la justice et de la moralité de façon quasi esthétique, peut la faire aimer. Le problème, pour lui, est que la conscience fondée sur une appréciation rationnelle d'un ordre tracé par un Dieu bienveillant est chose rare dans un monde dominé par l'amour-propre.

## Philosophie politique
Rousseau expose principalement sa philosophie politique dans le Discours sur l'origine et les fondements de l'inégalité parmi les hommes, le Discours sur l'économie politique, Du contrat social ainsi que dans les Considérations sur le gouvernement de la Pologne. La philosophie politique de Rousseau se situe dans la perspective dite contractualiste des philosophes britanniques des XVIIe et XVIIIe siècles. Au demeurant, son Discours sur l'inégalité est parfois considéré comme un dialogue avec l'œuvre de Thomas Hobbes. Pour Christopher Bertram, le cœur de la doctrine politique de Rousseau tient dans l'affirmation « qu'un État peut être légitime seulement s'il est guidé par la volonté générale de ses concitoyens ».

### Quelques mots importants de la philosophie politique de Rousseau
| Termes                            | Définitions et/ou signification des termes pour Rousseau |
| --------------------------------- | --- |
| Amour de la patrie                | Sentiment doux et vif qui joint la force de l'amour-propre à toute la beauté de la vertu. Efficace pour aider les gens à se conformer à la volonté générale. |
| Corps politique                   | Est aussi un être moral qui a une volonté ; et cette volonté générale tend toujours à la conservation et au bien-être du tout et de chaque partie. Son établissement se réalise grâce à un vrai contrat par lequel les deux parties s'obligent à l'observation des lois.                          |
| Corruption du peuple et des chefs | Elle intervient lorsque les intérêts particuliers se réunissent contre l'intérêt général ; lorsque les vices publics ont plus de force pour énerver les lois que les lois pour réprimer les vices. Alors la voix du devoir ne parle plus dans les cœurs.                                          |
| Gouvernement                      | N'est pas maître de la loi mais en est le garant et a mille façons de la faire aimer. |
| Législateur                       | Son premier devoir est de se conformer à la volonté générale. |
| Loi                               | Synonyme de raison publique. S'oppose à la raison privée qui vise des intérêts particuliers. |
| Souveraineté                      | C'est l'autorité suprême, dont procède le droit législatif. Avec Rousseau, la souveraineté, c'est-à-dire la « puissance absolue et perpétuelle » passe du monarque au peuple. |
| Vertu                             | Science des âmes simples. Ses principes sont gravés dans tous les cœurs. Pour apprendre ses lois, il suffit de rentrer en soi-même et d'écouter la voix de la conscience dans le silence des passions. La vertu consiste aussi en la conformité de la volonté particulière à la volonté générale. |
| Volonté générale                  | Elle tend à la conservation du corps politique et de ses parties; elle tend toujours vers le bien commun. C'est la voix du peuple lorsqu'il ne se laisse pas séduire par les intérêts particuliers.                                                                                               |

### Volonté générale

#### Volonté et généralité

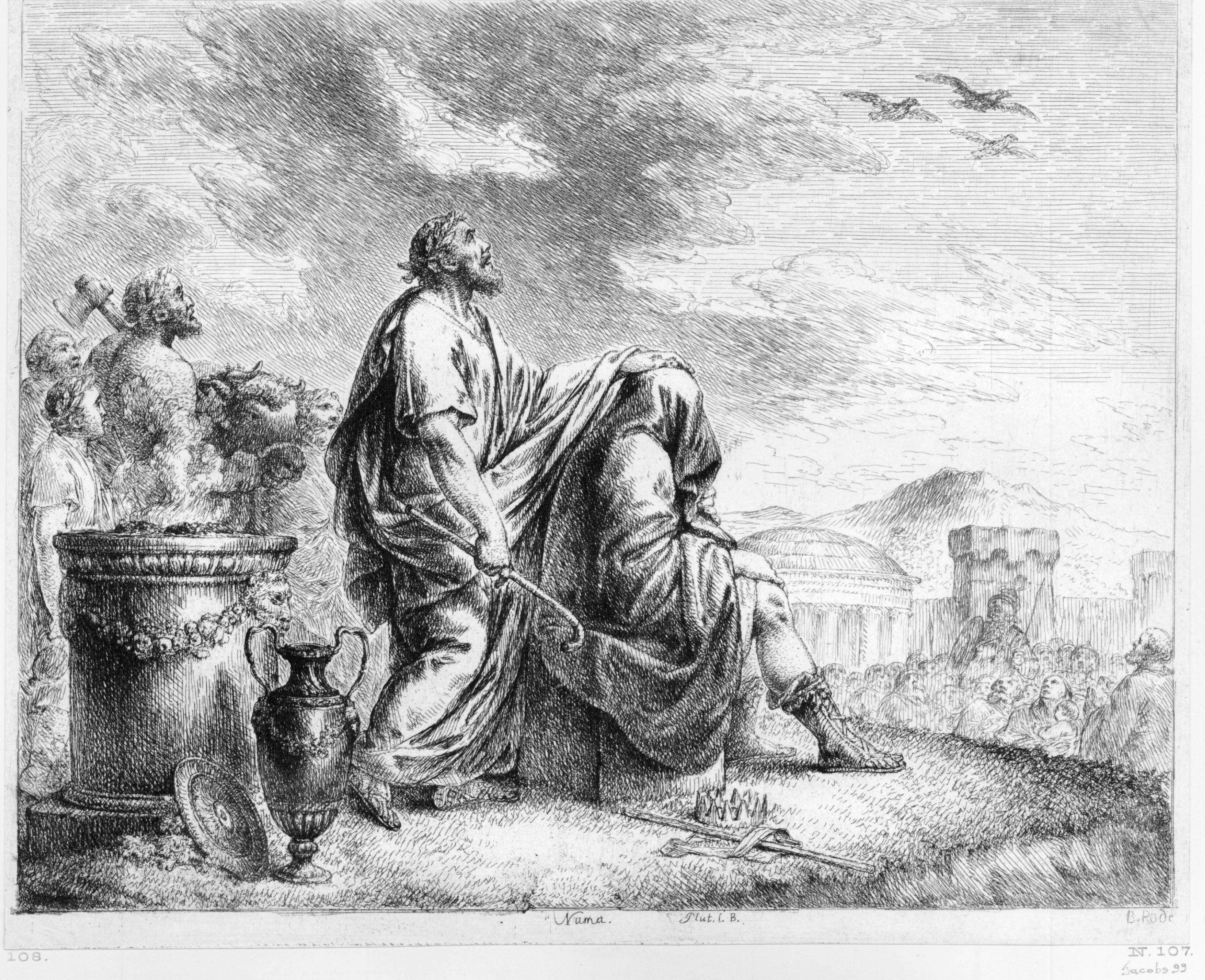
Numa Pompilius, le fondateur de nombre d'institutions religieuses et politiques romaines, consultant les dieux. Gravure de Bernhard Rode.

La volonté générale est le concept clé de la philosophie politique de Rousseau. Mais cette expression est faite de deux termes — volonté et généralité — dont il convient de préciser le sens, si l'on veut bien comprendre la pensée du citoyen de Genève.
La volonté, chez Rousseau, comme chez tous les « volontaristes » venant après le livre Du libre arbitre d'Augustin d'Hippone doit être libre pour avoir une valeur morale. La liberté s'entend d'abord comme la non soumission à l'autorité d'autres hommes comme c'est le cas du pouvoir paternel ou du pouvoir du plus fort. Toutefois, Rousseau doute que la volonté seule puisse conduire les hommes à la morale. Selon lui, les hommes ont besoin soit de grands législateurs comme Moïse, Numa Pompilius (Rome) ou Lycurgue (Sparte), soit d'éducateurs pour que la volonté s'oriente vers le bien tout en restant libre.
Pour Rousseau, dire que la volonté est générale signifie qu'elle se situe quelque part entre le particulier et l'universel comme chez Pascal, Malebranche, Fénelon ou Bayle. Selon Patrick Riley, cette vision du « général » serait « assez distinctement française ». Sur ce point Rousseau s'oppose à Diderot qui, dans l'article « Droit naturel » de l'Encyclopédie, développe l'idée qu'il existe à la fois une volonté générale du genre humain et une morale universelle, ce qui le conduit à penser le général en termes universels. Rousseau, dont les modèles sont Rome, Sparte ou encore Genève, insiste, au contraire, sur l'importance des particularismes nationaux.
Rousseau n'est pas le premier à accoler les deux mots « général » et « volonté » et à utiliser l'expression de « volonté générale » : avant lui, Arnauld, Pascal, Malebranche, Fénelon, Bayle ou Leibniz l'avaient également utilisée. Mais ils l'utilisaient pour désigner la volonté générale de Dieu, alors que pour Rousseau, il s'agit de la volonté générale des citoyens. Bref, le philosophe laïcise et démocratise l'expression.

#### Interprétations de la notion de volonté générale
Pour Christopher Bertram, la volonté générale chez Rousseau est une notion ambiguë qui peut être interprétée de deux façons : dans une conception démocratique, elle est ce que les citoyens ont décidé ; dans une conception plus tournée vers la transcendance, elle est l'incarnation de l'intérêt général des citoyens obtenu en faisant abstraction des intérêts particuliers. La première interprétation s'appuie principalement sur le chapitre trois du livre deux de Du contrat social où Rousseau insiste sur les procédures de délibération pour atteindre l'intérêt général.
Il est possible d'unifier ces deux vues en supposant que, pour Rousseau, dans de bonnes conditions et avec de bonnes procédures, les citoyens feront en sorte que la volonté générale issue de la délibération corresponde à la volonté générale transcendante. Mais, pour le citoyen de Genève, cette identité n'est pas assurée. Il écrit à ce propos :

« Il s'ensuit de ce qui précède que la volonté générale est toujours droite et tend toujours à l'utilité publique : mais il ne s'ensuit pas que les délibérations du peuple aient toujours la même rectitude. On veut toujours son bien, mais on ne le voit pas toujours (Du contrat social livre II, chapitre III, p. 56). »

Estimant que la qualité de la délibération des citoyens, dès lors qu'ils sont suffisamment informés, est mise en danger par les effets de la rhétorique et la simple communication des citoyens entre eux, il affirme que la démocratie athénienne était en réalité « une aristocratie très tyrannique, gouvernée par des « savants » et des « orateurs ».

### Droit et loi chez Rousseau

#### La Loi et le droit naturel

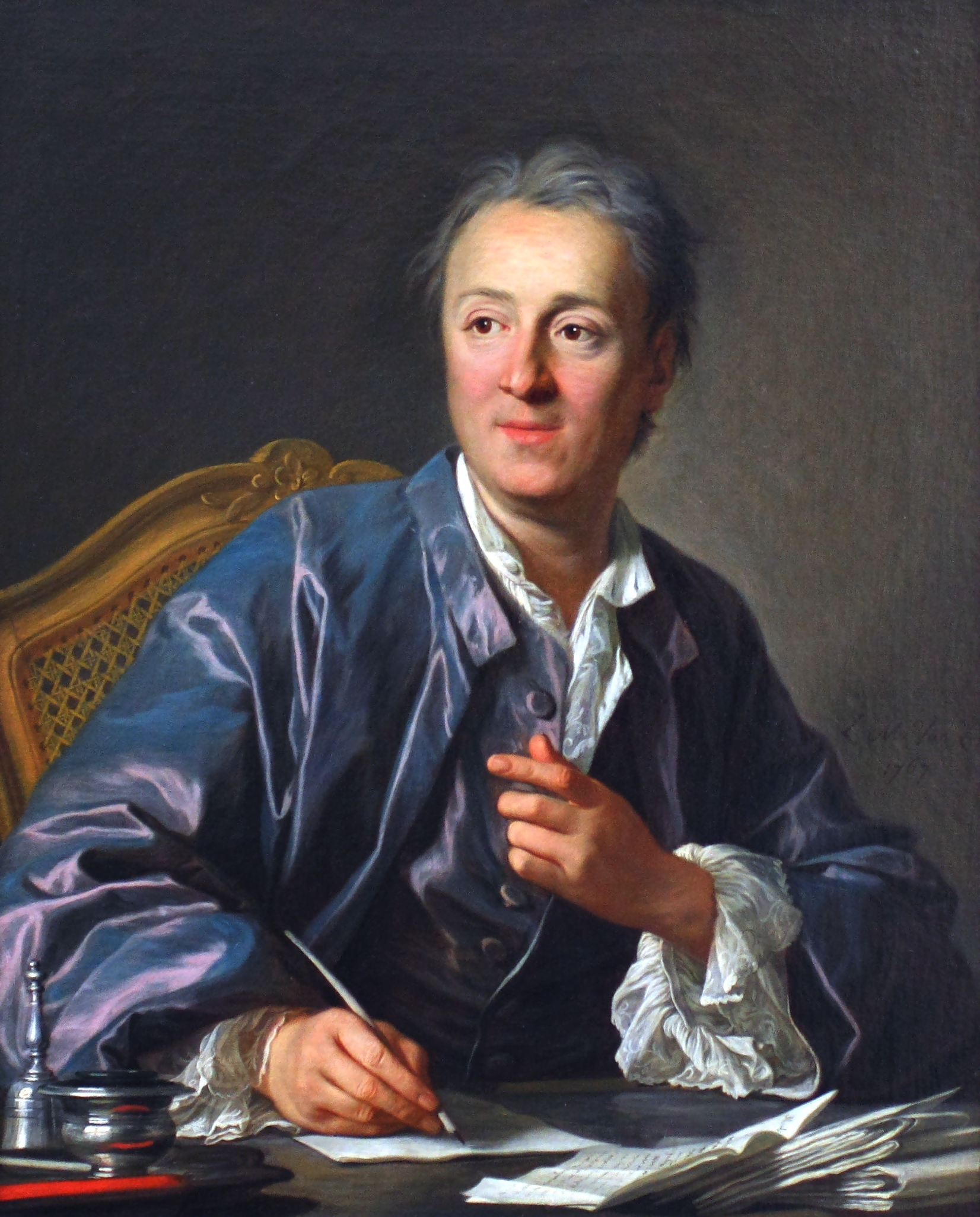
Diderot, un homme qui développe une idée du droit naturel différente de celle de Rousseau, par Louis-Michel van Loo, 1767 (musée du Louvre).

Rousseau, dans le Discours sur l'inégalité, soutient que la loi naturelle peut être comprise de deux façons très différentes. Pour les jurisconsultes romains, la loi naturelle exprime « l'expression de rapports généraux établis par la nature entre tous les êtres animés, pour leur commune conservation ». Pour les jusnaturalistes modernes, la loi est « une règle prescrite à un être moral, c’est-à-dire intelligent, libre, et considéré dans ses rapports avec d’autres êtres », elle est naturelle au sens où elle poursuit les fins naturelles de l'homme sur lesquelles, selon Rousseau, les philosophes de son temps ne s'accordent guère. Il en ressort que s'il existait une loi naturelle, elle devrait répondre aux deux définitions précédentes, ce qu'il estime impossible. Car si les hommes en l'état de nature agissaient spontanément en vue de l'utilité commune, ce n'est plus le cas de l'homme moderne. De sorte que, selon Gourevitch, quand Rousseau emploie le terme « loi naturelle », il ne fait pas référence à ses propres vues mais à celle des jusnaturalistes modernes. Quand il expose ses vues, Rousseau préfère parler de « droit naturel », pour au moins deux raisons : la loi est généralement entendue comme l'expression d'un commandement d'un supérieur à un inférieur, pas le droit ; par ailleurs, le droit peut être appliqué de façon différente en fonction des circonstances.
Le problème pour Rousseau est que si l'amour de soi et la pitié poussent les êtres humains à suivre le droit naturel, du fait du développement de l'interdépendance économique entre les hommes, l'amour de soi devient amour-propre et la loi de la nature humaine cesse d'assurer le respect du droit naturel. Ce constat conduit Rousseau à énoncer sa « thèse centrale [selon laquelle] une fois que les hommes sont devenus irréversiblement dépendants les uns des autres, la conformité spontanée — « naturelle » — au droit naturel ne peut être restaurée à une échelle mondiale ».

#### Droit politique et justice
Rousseau différencie le droit naturel du droit politique. Ce dernier se réfère aux principes ou lois de ce qu'il appelle souvent les « États bien-constitués ». Le droit politique vise dans le cadre d'un État ou d'un corps politique à établir de façon positive une société qui permette aux hommes de vivre bien. Il ne s'agit pas de retourner à l'état de nature mais de pouvoir mener une vie bonne. Pour cela, le droit politique aidé par la raison instrumentale, doit permettre le retour à une certaine forme de justice. Cela conduit Rousseau à distinguer trois types de justice : la « justice divine », la « justice universelle » et la « justice humaine ». La première vient de Dieu ; la seconde se réfère à Diderot qui, dans l'article « Droit naturel » de l'Encyclopédie (IC, 2), voit le droit et la justice comme un pur acte de raison ; la troisième est celle de Rousseau. Chez lui, l'idée de justice se réfère à un corps politique et ne s'étend pas au monde entier. Rousseau note à cet égard :

« Ce qui est bien et conforme à l’ordre est tel par la nature des choses et indépendamment des conventions humaines. Toute justice vient de Dieu, lui seul en est la source ; mais si nous savions la recevoir de si haut, nous n’aurions besoin ni de gouvernement ni de lois. Sans doute il est une justice universelle émanée de la raison seule ; mais cette justice, pour être admise entre nous, doit être réciproque. À considérer humainement les choses, faute de sanction naturelle les lois de la justice sont vaines parmi les hommes ; elles ne font que le bien du méchant et le mal du juste, quand celui-ci les observe avec tout le monde sans que personne les observe avec lui. Il faut donc des conventions et des lois pour unir les droits aux devoirs et ramener la justice à son objet. »

### Corps politique et citoyenneté

#### Société politique, société civile et droit politique

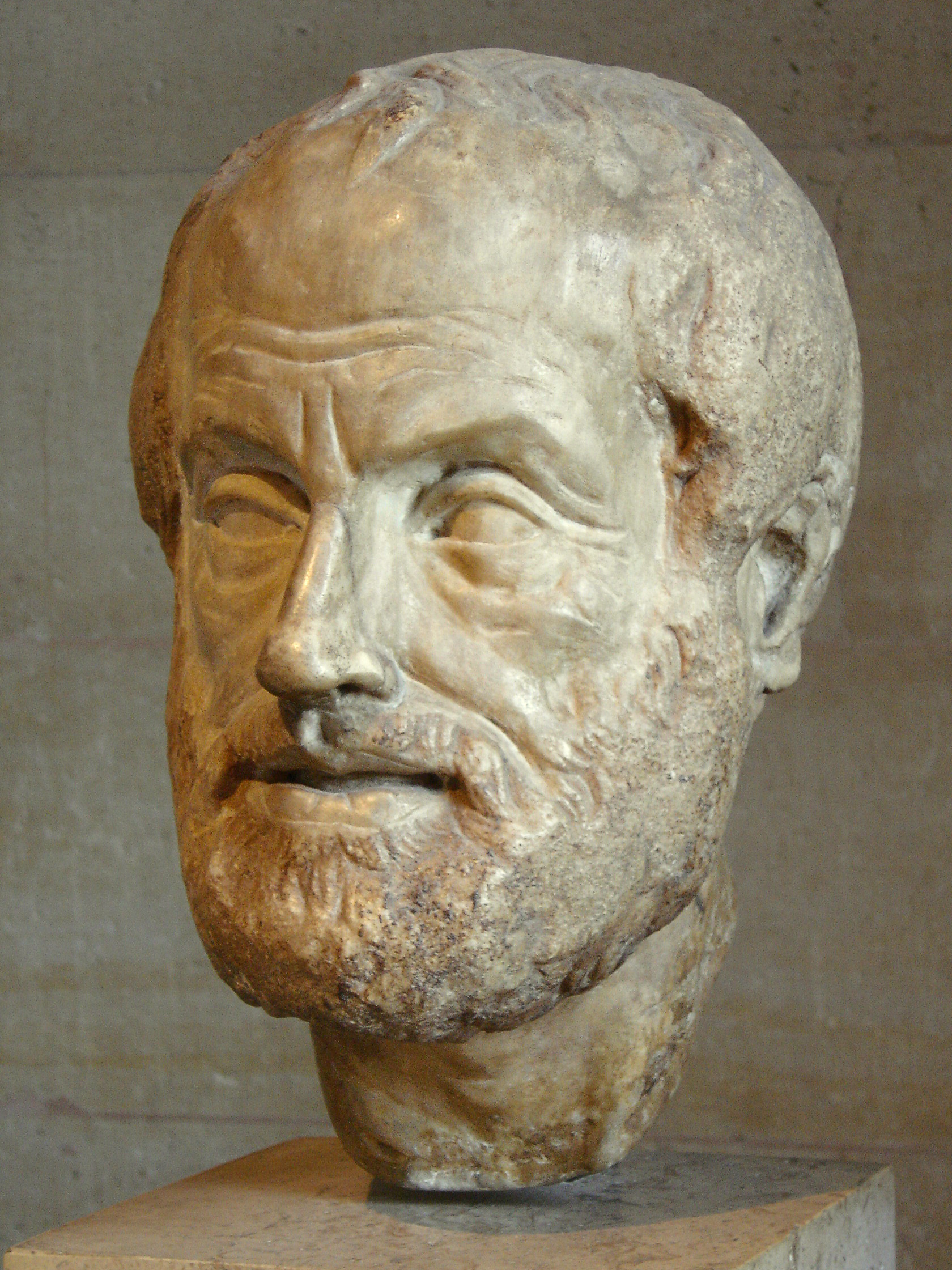
Buste d'Aristote qui, contrairement à Rousseau, considère que l'homme est un animal politique.

Selon Rousseau, la société politique n'est pas naturelle et pour lui, l'homme n'est pas un animal politique comme chez Aristote. Le corps politique qui naît de la convention et du consentement des membres permet l'agrégation des ressources ainsi que la mise en commun des forces et des ressources des membres de la société. Pour désigner ce corps politique, Rousseau emploie aussi les termes société bien constituée, « peuple », République, « État quand il est passif, Souverain quand il est actif, puissance en le comparant à ses semblables ». La fin ou le but d'un corps politique, c'est de proposer un moyen de transformer le contrat social inégal de la société civile en « une forme d'association qui défende et protège de toute la force commune la personne et les biens de chaque associé, et par laquelle chacun s'unissant à tous n'obéisse pourtant qu'à lui-même et reste aussi libre qu'auparavant ».

#### La distinction homme/citoyen
Le droit naturel est bon pour l'homme, le droit politique pour le citoyen. Le citoyen à travers le droit politique s'engage dans un projet visant à améliorer la société. Participer à un vrai contrat social provoque pour Rousseau un changement de perspective qui distingue l'homme du citoyen. En effet, le citoyen doit apprendre à se considérer comme la partie d'un tout, à écouter la voix du devoir, à « consulter sa raison avant d'écouter ses penchants ». Pour unir les citoyens, pour qu'ils forment un tout, Rousseau considère qu'avoir les mêmes habitudes, les mêmes croyances et pratiques est une aide. Le patriotisme est aussi un moyen de souder les citoyens et de faciliter leur acceptation de la volonté générale. Rousseau écrit à ce propos : « L'amour de la patrie est la plus efficace ; car comme je l'ai déjà dit, tout homme est vertueux quand sa volonté particulière est conforme en tout à la volonté générale, et nous voulons volontiers ce que veulent les gens que nous aimons ». Nous savons que, pour Rousseau, les hommes sont animés par deux principes : l'amour propre et la pitié. Chez le citoyen, la pitié doit laisser place à la réciprocité. « Les engagements qui nous lient au corps social ne sont obligatoires que parce qu'ils sont mutuels ».

#### Égalité, justice, utilité et corps politique
Chez Rousseau, la notion de justice est liée à la réciprocité. Le problème est que pour qu'il y ait réciprocité, il faut qu'il y ait égalité. Or depuis la fin de l'état de nature, la liberté et l'égalité naturelles se sont évanouies. Il faut donc les reconstituer de façon conventionnelle. Dans son projet de reconstitution de l'égalité et de la liberté, Rousseau ne considère pas l'égalité comme une fin en soi, mais comme le moyen de sécuriser la liberté politique qui ne peut exister qu'entre égaux. Si Rousseau ne s'oppose pas aux inégalités issues des efforts des êtres humains mais aux inégalités non justifiées par la nature, il considère néanmoins que l'égalité est toujours menacée et il voit son inscription dans la durée comme un défi que les hommes doivent relever en permanence. Pour lui, les droits politiques sont basés sur les hommes tels qu'ils sont avec leur amour-propre, leurs intérêts, leurs vues du bien commun, ce qui le conduit à une démarche relativement pragmatique. Il écrit dans Du contrat social :

« Je tâcherai d'allier toujours, dans cette recherche, ce que le droit permet avec ce que l'intérêt prescrit, afin que la justice et l'utilité ne se trouvent point divisées. »

#### La souveraineté du peuple

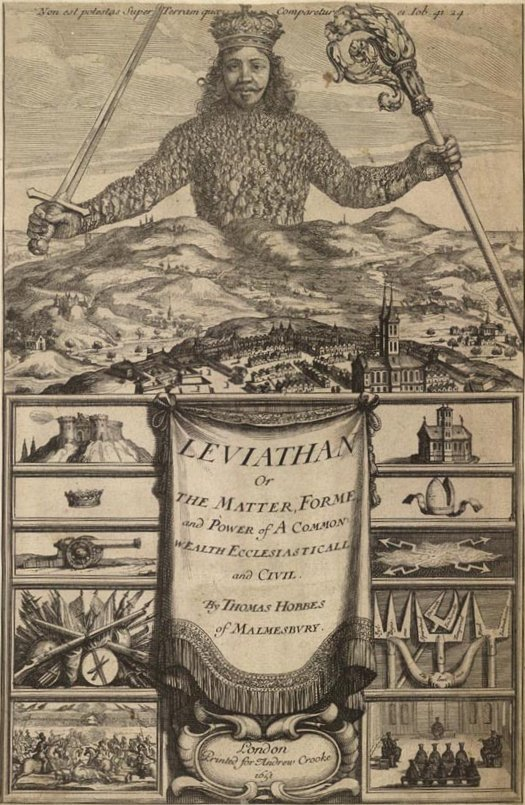
Le frontispice du Léviathan de Hobbes représentant le Souverain comme un corps massif composé de nombreux individus, armé d'une épée et d'une crosse.

Chez Rousseau, le peuple entendu au sens politique d'ensemble des citoyens est souverain, cela veut dire que c'est lui qui promulgue ou qui ratifie les lois, c'est de lui que vient la volonté générale. S'il est souverain, toutefois, il ne gouverne pas et n'a pas vocation à gouverner.

Il s'agit dès lors de déterminer comment la souveraineté du peuple peut s'exercer. Il existe deux solutions possibles : la démocratie directe ou la démocratie représentative. Rousseau n'est pas très enthousiaste pour la démocratie représentative et lui préfère une forme de démocratie directe calquée sur le modèle antique. Se borner à voter, c'est, selon lui, disposer d'une souveraineté qui n'est qu'intermittente. Il se moque ainsi du système électoral alors en cours en Angleterre, en affirmant que le peuple n'y est libre que le jour des élections, et esclave sitôt que ses représentants sont élus. Sa critique envers l'idée de représentation de la volonté est donc sévère : 
« la souveraineté ne peut être représentée, par la même raison qu'elle ne peut être aliénée ; elle consiste essentiellement dans la volonté générale, et la volonté ne se représente point : elle est la même, ou elle est autre ; il n'y a point de milieu. Les députés du peuple ne sont donc ni ne peuvent être ses représentants, ils ne sont que ses commissaires ; ils ne peuvent rien conclure définitivement. »
 Rousseau enchaîne : « toute loi que le peuple en personne n'a pas ratifiée est nulle ; ce n'est point une loi ». Christopher Bertram estime toutefois que si l'interprétation exposée ci-dessus est la plus répandue, il n'est pas évident qu'elle soit correcte et que Rousseau rejette réellement toute forme de représentation comme il le laisse entendre.
Même si Rousseau a une vision de la souveraineté différente de celle de Hobbes, tout comme chez ce dernier, les citoyens en s'associant perdent tous leurs droits naturels, en particulier celui du contrôle du pouvoir souverain.

### Gouvernement

#### Gouvernement et souveraineté
Le souverain, le peuple chez Rousseau, promulgue les lois qui sont l'expression de la volonté générale. Le gouvernement, par contraste, est un corps plus limité de personnes qui administrent l'État dans le cadre des lois. Il est autorisé à promulguer des décrets d'application des lois dans les cas où cela est nécessaire.
Rousseau insiste sur la nécessaire séparation du gouvernement (l'exécutif) et du législatif : le second émet des lois générales tandis que le premier les exécute et les adapte aux cas particuliers. Rousseau craint qu'en mêlant exécutif et législatif, il ne soit porté atteinte à la généralité de la loi. Par ailleurs, le citoyen de Genève insiste sur la tentation du gouvernement d'usurper le pouvoir souverain (législatif). Pour Gourevitch, cette crainte pose la question de savoir « jusqu'à quel point, les « hommes comme ils sont » et les « lois comme elles peuvent être » sont réconciliables même dans la meilleure des sociétés ordonnées ? » et donne à la pensée de Rousseau quelque chose d'insoluble voire de tragique.

#### Trois formes de gouvernement
Rousseau distingue trois sortes de gouvernement : la démocratie pure ou directe, la monarchie et l'aristocratie. L'aristocratie peut revêtir trois formes : l'aristocratie naturelle, élective et héréditaire. La démocratie directe est bonne pour les petits États vertueux où règne l'égalité des rangs. Rousseau n'est pas vraiment un adepte de la monarchie qui favorise, selon lui, l'émergence des courtisans au détriment des gens compétents. Sur le plan financier, si la démocratie directe est soucieuse de ne pas imposer trop d'impôts au peuple, ce n'est pas le cas de la monarchie, qui, selon lui, ne convient qu'aux nations opulentes. Concernant l'aristocratie, le modèle héréditaire lui semble à proscrire ; quant à l'aristocratie naturelle, il ne la tient possible que dans les petits États. Le meilleur mode de gouvernement est donc, selon lui, l'aristocratie élective, qu'il appelle aussi gouvernement tempéré. Parlant de l'aristocratie élective, Rousseau écrit : 

« Mais si l'aristocratie exige quelques vertus de moins que le gouvernement populaire, elle en exige aussi d'autres qui lui sont propres : comme la modération dans les riches et le contentement dans les pauvres ; car il semble qu'une égalité rigoureuse y serait déplacée ; elle ne fut pas même observée à Sparte. »

### Religion civile

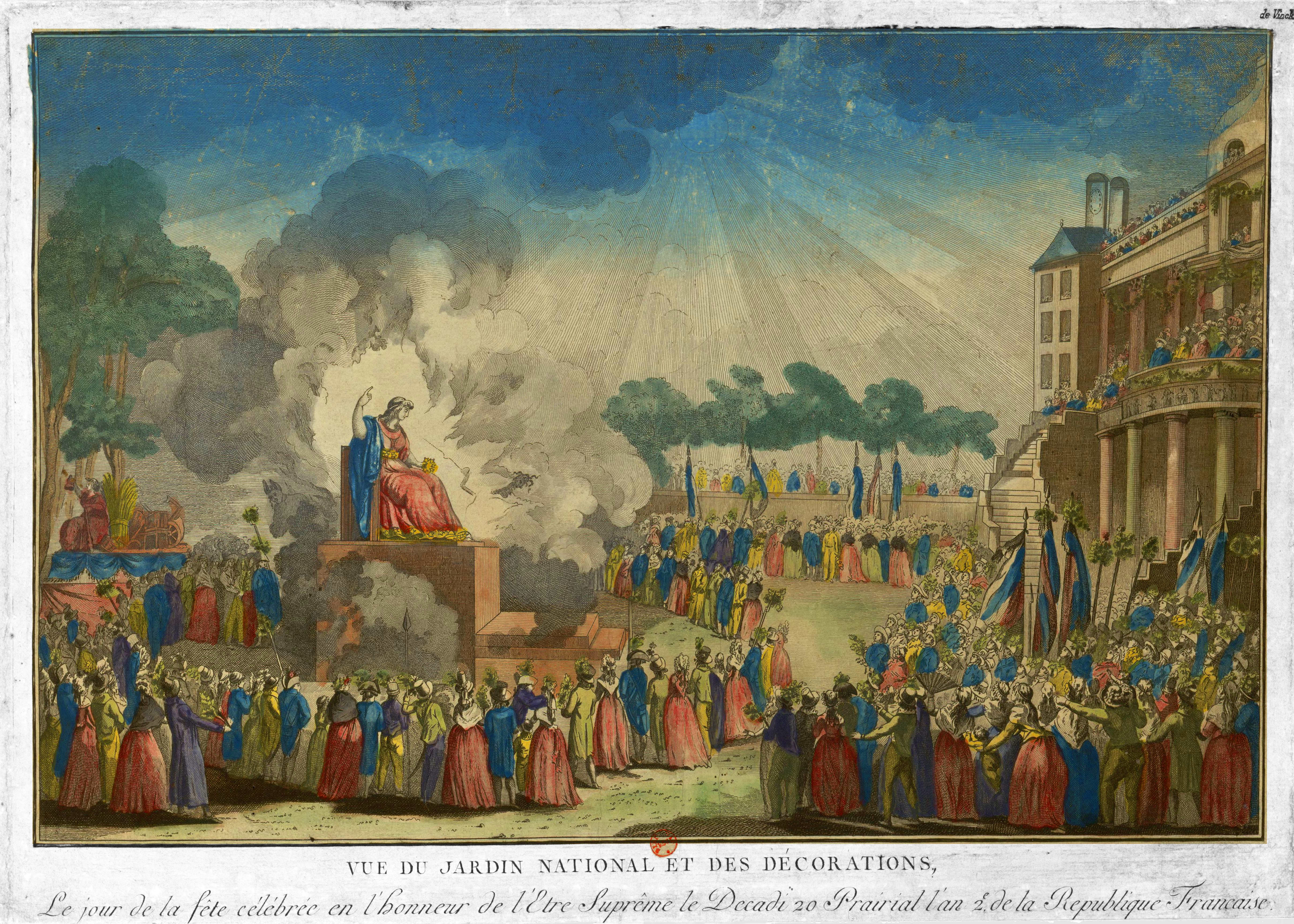
Fête de l'Être suprême, une tentative de religion civile durant la Révolution, 1794. Musée Carnavalet, Paris.

Rousseau traite de cette question au livre IV chapitre 8 du Contrat social. Pour lui, les premiers corps politiques ont été formés à la fois par des grands personnages qui leur ont donné leurs lois et par des dieux qui les ont, en quelque sorte, validés en leur donnant leur onction. De sorte que le contrat social acquiert une dimension transcendante qui incite les gens à le suivre par crainte d'une sanction divine. Selon lui, le christianisme a cassé le lien entre la religion et le corps politique car il s'est soucié des hommes, pas des citoyens. Si le christianisme a répandu l'idée de droit naturel, en devenant une force, il a divisé la souveraineté des États. Aussi, le citoyen de Genève considère-t-il que les États chrétiens ne pratiquent pas ce qu'il appelle une saine politique. Pour rétablir l'unité perdue à cause du christianisme, c'est-à-dire l'opposition entre la religion et le corps politique local, pour « réunir les deux têtes de l'aigle, et … tout ramener à l'unité politique, sans laquelle jamais ni État ni gouvernement ne sera bien constitué », Rousseau propose la création d'une religion civile reposant sur un petit nombre de dogmes positifs tels que « l'existence d'une divinité puissante, intelligente, bienfaisante, prévoyante et pourvoyante, la vie à venir, le bonheur des justes, le châtiments des méchants, la sainteté du contrat social et des lois ».

### Droit international
Selon Rousseau, ce qu'il nomme le droit des nations et que nous appellerions, de nos jours, droit international, est une chimère. En effet, il considère qu'il est difficile de « punir » un État souverain. Ses propres projets pour une fédération des États européens et pour un droit de la guerre valable sont demeurés fragmentaires. Notons que Rousseau ne voit pas la guerre comme une opposition d'individus les uns contre les autres, mais comme une lutte entre entités morales où l'État X combat l'État Y. Le but de la guerre n'est pas la mort d'une population mais de briser la volonté générale de l'État ennemi.

## Rousseau et la botanique
L’œuvre de Jean-Jacques Rousseau sur la botanique comprend de nombreux textes : Les Lettres (élémentaires) sur la botanique à Madame Delessert (1771 à 1774), un dictionnaire inachevé sur les termes de botaniques (1770 mais probablement 1777) avec 184 termes,, plusieurs manuscrits sur la botanique, de nombreux herbiers et une riche correspondance avec des savants de plusieurs pays européens.

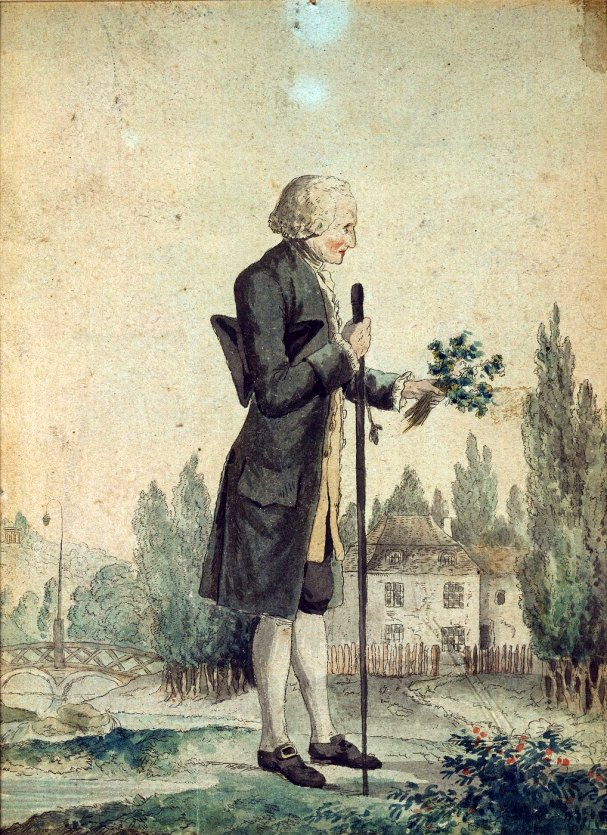
Jean-Jacques Rousseau herborisant à Ermenonville par Georg Friedrich Meyer (1778).

Fidèle au célèbre naturaliste suédois Carl von Linné, Rousseau n’en développe pas moins une philosophie naturaliste qui lui est propre. « Je ne connais point d’étude au monde qui s’associe mieux à mes goûts naturels que celle des plantes, et la vie que je mène depuis dix ans à la campagne n’est guère qu’une herborisation continuelle » (Les Confessions - Livre V).
C’est lors de son exil en Suisse en 1762 à Môtiers dans le canton de Neuchâtel, que Jean-Jacques Rousseau se passionne pour la botanique. Il le fait en compagnie du médecin de Neuchâtel Jean-Antoine d’Ivernois, du notable Pierre-Alexandre DuPeyrou, du docteur Frédéric-Samuel Neuhaus et surtout du naturaliste Abraham Gagnebin, un excellent botaniste. Il constitue son premier herbier et il acquiert des ouvrages de botanique pour parfaire ses connaissances autour de l’ouvrage de référence au XVIIIe siècle Systema naturae de Charles von Linné. Dans sa lettre à François-Henri d’Ivernois en 1765, il confie « Je raffole de la botanique : cela ne fait qu’empirer tous les jours. Je n’ai plus que du foin dans la tête, je vais devenir plante moi-même un de ces matins »,.
Chassé de la Suisse, Rousseau s’installe en Angleterre en 1766 dans le petit village de Wootton Hall. Il rencontre la duchesse de Portland, férue de botanique et il poursuit sa collecte des plantes. Il lui enverra par la suite des herbiers portatifs et entretiendra une longue correspondance avec elle.
Il correspond notamment avec le botaniste Marc Antoine Louis Claret de la Tourrette, le magistrat et botaniste Chrétien-Guillaume de Lamoignon de Malesherbes et l’abbé François Rozier. Ces échanges lui permettent de consolider sa maîtrise de l’identification des plantes.

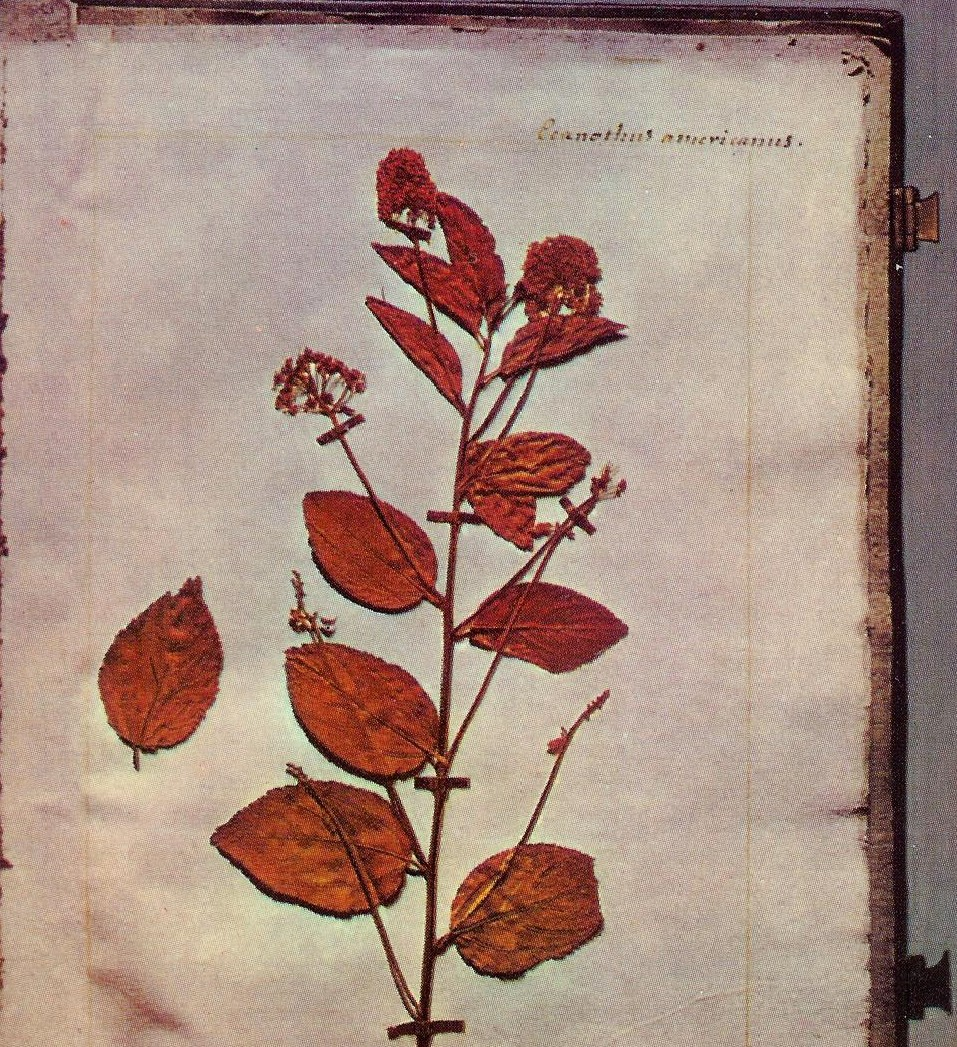
Un herbier de Rousseau (musée Carnavalet).

Dans chaque lieu où il s’installe, il n’a de cesse de récolter, d’identifier et de trier, réalisant des herbiers ; notamment à la Grande-Chartreuse (1768), à Maubec (1769), au Mont-Pilat (1769) et à Paris (1770 à 1778). Quelques semaines avant sa mort en 1778, il réalise ses dernières planches d’herbier à Ermenonville en compagnie du fils du marquis René-Louis de Girardin,.
Les descriptions de Rousseau sont scientifiques, il met un soin maniaque à décrire les fleurs, les pétales, les pistils, mais elles traduisent également son amour de la nature. Il fait preuve d’une étonnante inventivité lorsqu’il rédige des lexiques de termes botaniques en usage à son époque ou lorsqu’il met au point un ingénieux système de "sténographie" pour les transcrire dans le but de s'adonner plus commodément à l'herborisation.
Entre 1771 et 1774, il adresse à Madeleine-Catherine Delessert Les Lettres (élémentaires) sur la botanique à Madame Delessert. Une série de huit lettres, à la fois simples et méthodiques, sur la botanique, afin qu'elle puisse initier sa fille Madelon, âgée de cinq ans, à la connaissance et à l'amour des fleurs,. Pour Rousseau, il s'agit autant d'apprendre à bien voir ce que l'enfant regarde, autant que lui enseigner la nomenclature des fleurs. Ces lettres connaissent au début du XIXe siècle un succès européen, car jusqu'à Rousseau, les livres de botanique étaient écrits par des savants pour des savants.

## Jean-Jacques Rousseau et l'art

### Rousseau et le théâtre

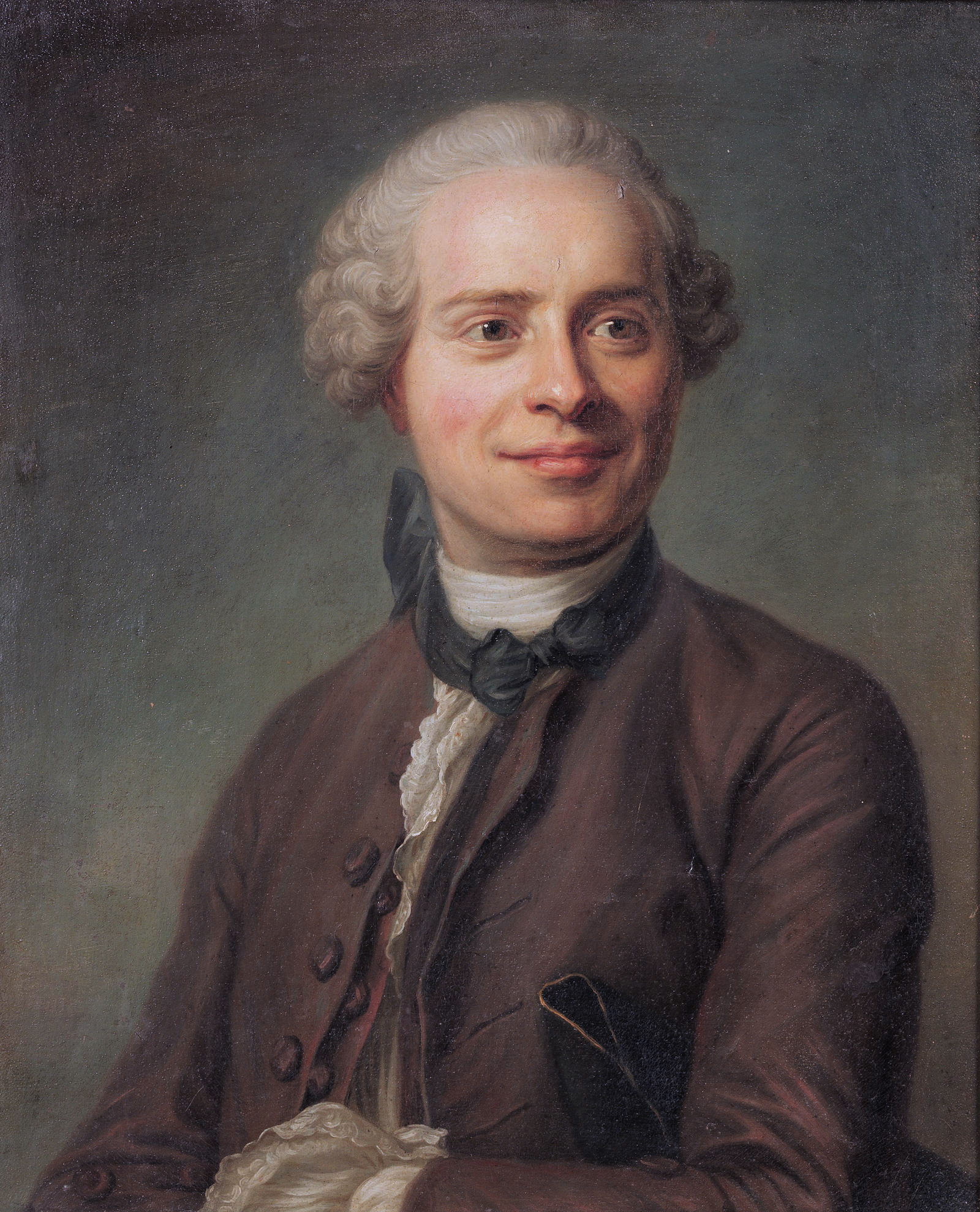
D'Alembert, portrait par Quentin de La Tour (1753).

Si Rousseau a écrit une comédie Narcisse ou l'Amant de lui-même qui reçut un accueil d'estime lorsqu'elle a été présentée à la Comédie-Française en 1752, il ne croit pas lui-même qu'elle soit un chef-d'œuvre. Parce qu'il connaît un triomphe avec Le Devin du village, un petit opéra dont Raymond Trousson dit que s'il n'est « pas une grande chose », il est ravissant « et dans la ligne de son Discours [sur les sciences et les arts] ». Toutefois, dans ce qui est son écrit le plus célèbre sur le théâtre, la Lettre à d'Alembert, il est très critique envers cette forme d'art. Cette lettre est d'abord une réponse à l'article de l'Encyclopédie intitulé Genève où D'Alembert plaide pour la création d'un théâtre. Rousseau se sent provoqué car il croit que D'Alembert a été influencé par Voltaire qui possède une propriété près de Genève. Si l'on passe outre ces susceptibilités et que l'on s'en tient aux faits, le projet d'établissement d'un théâtre à Genève voit s'opposer la haute société protestante de la ville favorable au théâtre, et les simples citoyens, que Rousseau soutient. Cette opposition a une signification politique : Rousseau perçoit le théâtre comme un fait social participant à l'aliénation du peuple et à la destruction des mœurs et de la liberté publique.
Aussi, dans sa Lettre à d'Alembert sur les spectacles, Rousseau s'oppose à la thèse soutenue par Cicéron, Corneille, Racine, Voltaire et Diderot selon laquelle un objet esthétique à la fois procure du plaisir et participe de la civilisation en promouvant la vertu et en provoquant une haine du vice. Pour lui, au contraire, comme l'expose Platon au chapitre X de La République, l'art flatte la partie irrationnelle de l'âme et n'instruit pas. En effet, il estime qu'une pièce doit d'abord plaire et flatter, préoccupations qui annihilent tout travail éducatif. Par ailleurs, Rousseau reproche au théâtre de son temps de donner dans l'art pour l'art, et, par là, de refuser toute finalité sociale.
Sa critique du théâtre rejoint aussi celle de ce qu'on appellerait aujourd'hui « la société du spectacle », la société de cour pouvant être analysée comme une première société du spectacle. Rousseau considère que le théâtre en France s'est développé dans le cadre de la monarchie et symbolise à la fois la prééminence des grandes villes sur les petites villes et celle de l'aristocratie qui s'adonne aux loisirs sur le peuple qui travaille. Pour le citoyen de Genève, le théâtre participe d'institutions politiques qui pervertissent le peuple et le rendent mauvais. D'une façon générale, Rousseau trouve l'art français de son temps trop savant, trop uniformisateur, ou, pour reprendre une expression actuelle, trop pensée unique. Pour lui la culture varie selon les peuples, est particulière, et non uniforme. Aussi estime-t-il que ce qui peut convenir à Paris peut être néfaste à Genève.
Rousseau s'oppose aussi à Diderot sur l'importance à accorder au métier de comédien. Diderot, dans le Paradoxe sur le comédien, apprécie chez les acteurs leur capacité à jouer un rôle tout en restant eux-mêmes. Or, précisément ce que Diderot considère comme le sommet de l'art de l'acteur, de sa virtuosité, Rousseau le perçoit, au contraire, comme le sommet du mensonge et de la duplicité.
En fait, pour Rousseau, dans une République, ce n'est pas le théâtre qu'il faut valoriser mais la fête :

« Quoi ! Ne faut-il donc aucun spectacle dans une République ? Au contraire, il en faut beaucoup ! C'est dans les Républiques qu'ils sont nés… Mais quels seront enfin les objects de ces spectacles ? Qu'y montrera-t-on ? Rien, si l'on veut… Plantez au milieu d'une place un piquet couronné de fleurs, rassemblez-y le peuple, et vous aurez une fête. »

### Rousseau et le roman:Julie ou la nouvelle Héloïse

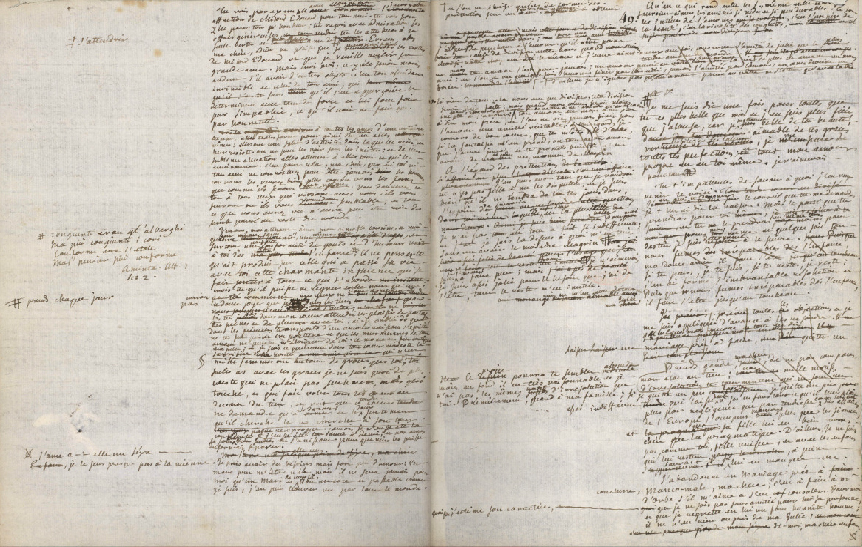
Pages du manuscrit de Julie ou la nouvelle Héloise, bibliothèque de l'Assemblée nationale.

Dans Les Confessions, Rousseau soutient qu'il a écrit ce roman pour satisfaire dans la fiction un irrépressible désir d'aimer qu'il n'a pas pu satisfaire dans la réalité,. D'une certaine façon, ce roman a une valeur consolatrice. Il écrit aussi ce roman parce qu'il pense qu'une œuvre romanesque permettra à ses idées de toucher un public plus large et plus vaste. Par ailleurs, il estime qu'à la différence du théâtre, auquel il s'est opposé dans la Lettre à D'Alembert, l'œuvre romanesque est susceptible de rendre la vertu aimable à tous car elle met en scène des personnes ordinaires.

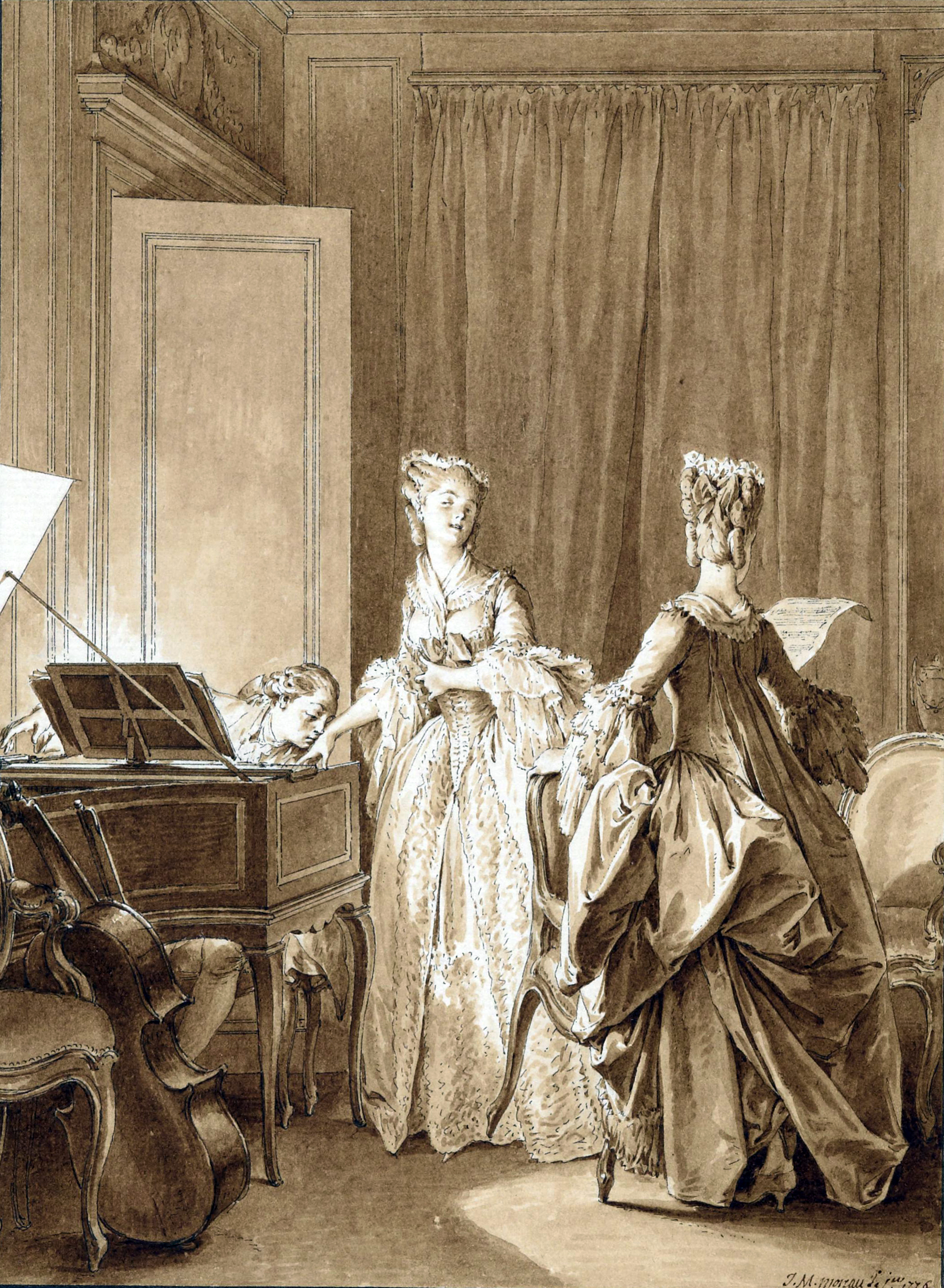
Il appliqua sur sa main un baiser, illustration de Jean-Michel Moreau pour l'édition des Œuvres de Rousseau (Londres et Bruxelles, 1774-1783).

La trame du roman se présente ainsi. Saint-Preux, un précepteur, tombe amoureux de son élève Julie d'Étange. L'amour est réciproque mais les contraintes financières et sociales s'opposent à ce mariage. Saint-Preux est pauvre. Aussi, Julie épouse Monsieur de Wolmar, un brave homme riche et athée, de trente ans son aîné. Dans ce roman, Rousseau introduit une séparation entre mariage et amour. Il estime en effet que bien que M. et Mme de Wolmar ne soient pas amoureux, ils doivent rester unis. Il écrit à ce propos : « Chaque fois que deux époux s'unissent par un nœud solennel, il intervient un nœud tacite de tout le genre humain de respecter ce lien sacré, d'honorer en eux l'union conjugale »,. Alors que chez Léon Tolstoï, grand admirateur de Rousseau, Anna Karénine meurt en s'abandonnant à sa passion et en quittant son mari, les époux Wolmar restent ensemble. Ils fondent la communauté de Clarens où règnent douceur et modération. Malgré tout, à la fin, Julie avoue s'être un peu ennuyée pendant son mariage et ne pas avoir oublié Saint-Preux. Le roman a eu un succès considérable tant au XVIIIe siècle qu'au XIXe siècle.

### La langue et la littérature
L'élégance de l'écriture de Rousseau a conduit à une transformation significative de la poésie et de la prose française. En particulier elle les a aidées à se libérer des normes rigides venues du Grand Siècle : « [Rousseau] a pu faire vivre la nature pittoresque dans ses écrits et réveiller chez les Français le goût des beautés naturelles, susciter dans la génération littéraire qui l'a suivi une foule de grands peintres de la nature, les Bernardin de Saint-Pierre, les Chateaubriand, les Senancour, et surtout son élève passionnée, George Sand ».
De nombreux écrivains ont été également influencés par Rousseau, hors de France. C'est le cas en Russie pour Pouchkine et Tolstoï qui a écrit : « À quinze ans je portais autour de mon cou un médaillon avec un portrait de Rousseau en lieu et place de l'habituelle croix ». En Angleterre, il a influencé Wordsworth, Coleridge, Lord Byron, Shelley, et John Keats — aux États-Unis, Hawthorne et Thoreau — en Allemagne, Goethe, Schiller et Herder. Ce dernier considérait Rousseau comme son « guide » tandis que Goethe remarquait en 1787 que l'« Émile ou De l'éducation avait eu une influence notable sur les esprits cultivés du monde ».

### Rousseau compositeur et critique musical

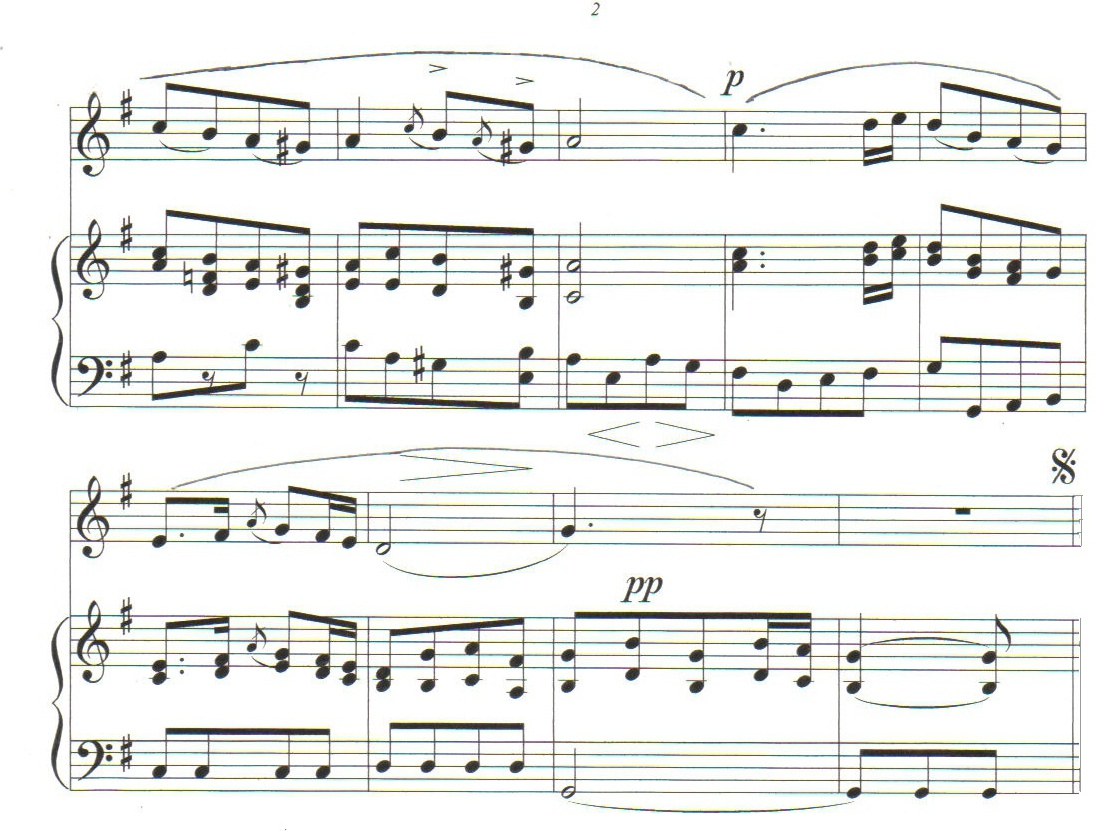
Musique de la mélodie Avril, sur un poème de Rémy Belleau, page 2.

La musique fut une vocation contrariée de Rousseau. Initié à la pratique musicale par madame de Warens, il en vécut médiocrement durant son séjour à Paris, essentiellement en tant que copiste — activité dont il témoigne en ces termes : « Homme de lettres, j'ai dit de mon état tout le mal que j'en pense ; je n'ai fait que de la musique française, et n'aime que l'italienne ; j'ai montré toutes les misères de la société quand j'étais heureux par elle : mauvais copiste, j'expose ici ce que font les bons. Ô vérité ! mon intérêt ne fut jamais rien devant toi ; qu'il ne souille en rien le culte que je t'ai voué ».
Rousseau est l'auteur d'un opéra-ballet, Les Muses galantes — présenté chez le fermier général La Pouplinière en 1743, puis à l'Opéra en 1747, sans succès — et d'un mélodrame intitulé Pygmalion. Selon François-Joseph Fétis, « Rousseau est l'inventeur de ce genre d'ouvrage, où l'orchestre dialogue avec les paroles du personnage qui est en scène, et exprime les sentiments dont il est ému ». Le catalogue des œuvres du philosophe compositeur comprend encore des fragments d'un ballet sur le thème de Daphnis et Chloé.
Les historiens de la musique retiennent Le Devin du village (1752), « intermède pastoral, dont les airs ne doivent leur naïveté qu'aux connaissances musicales élémentaires de leur auteur ». Selon Paul Pittion, « l'Ouverture n'est qu'une suite d'airs de danse, mais certaines pages comme l'air de Colin, Je vais revoir ma charmante maîtresse, et les couplets L'art à l'amour est favorable ne sont pas sans charme ». Ce petit opéra remporte un réel succès : « il a été chanté par toute la France, depuis Jéliotte et Mlle Fel jusqu'au roi Louis XV, qui ne pouvait se lasser de répéter J'ai perdu mon serviteur, avec la voix la plus fausse de son royaume ». Le roi propose alors une pension à Rousseau, mais celui-ci refuse. C'est à cette occasion qu'éclate la première dispute avec Diderot, qui le presse plutôt d'accepter l'offre royale.
La postérité ne s'est pas montrée favorable envers Rousseau compositeur. Dans ses Mémoires, Hector Berlioz plaint ce « pauvre Rousseau, qui attachait autant d'importance à sa partition du Devin du village, qu'aux chefs-d'œuvre d'éloquence qui ont immortalisé son nom, lui qui croyait fermement avoir écrasé Rameau tout entier, voire le Trio des Parques, avec les petites chansons, les petits flon-flons, les petits rondeaux, les petits solos, les petites bergeries, les petites drôleries de toute espèce dont se compose son petit intermède ».

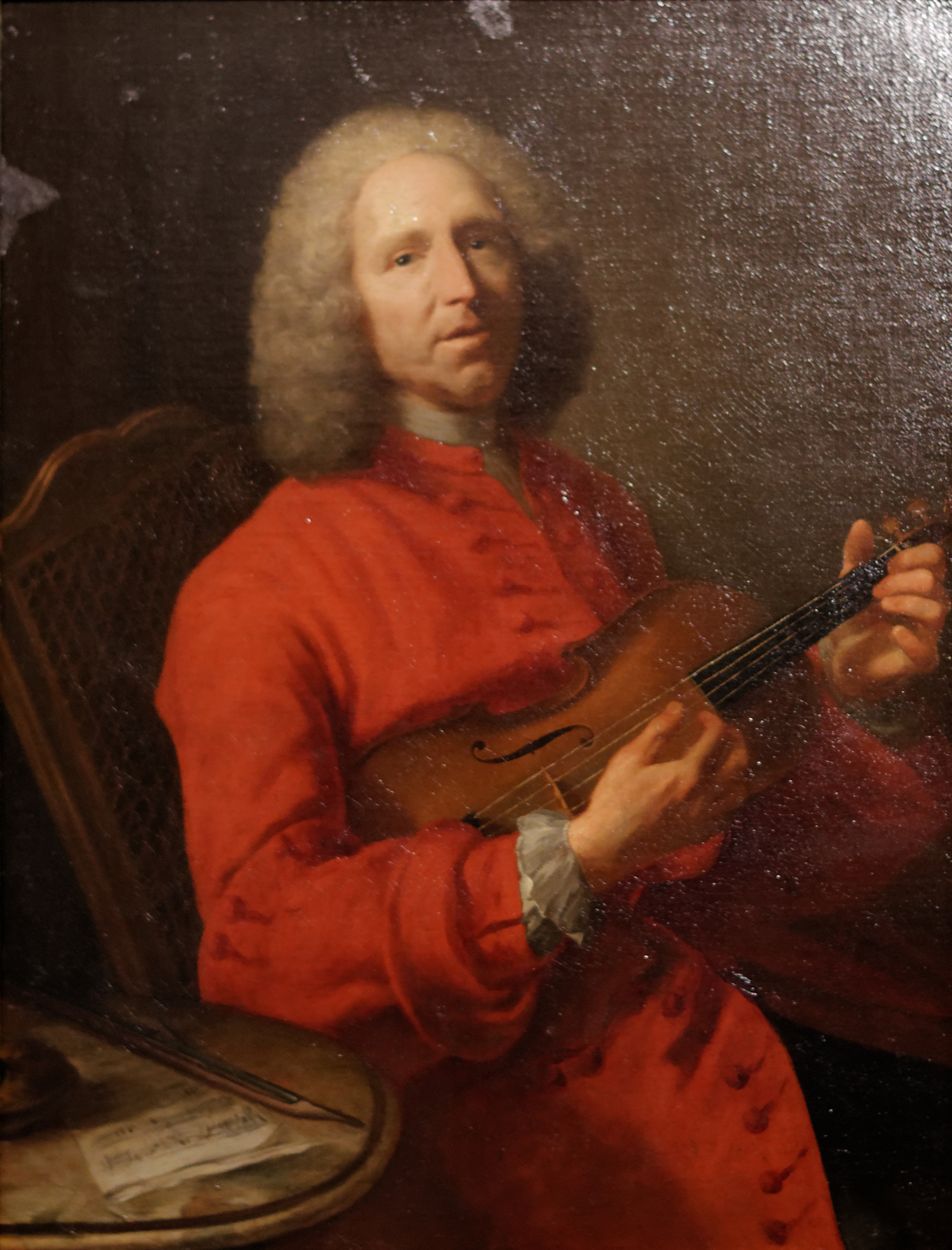
Rameau par Joseph Aved (vers 1760).

Dans l'histoire de la musique française, en effet, Rousseau est principalement retenu comme critique et adversaire de Rameau, qui le considère, de son côté, comme un « pauvre fou, qui n'est pas si méchant qu'on le croit ». L'opéra, qui se présente alors comme « expression glorieuse du « spectacle divertissement » tel que le conçoit le régime aristocratique versaillais » selon Jean Malignon, devient la cible de diverses querelles, dont la « querelle des Bouffons » où les encyclopédistes poursuivent des buts différents : « à travers le rideau prétexte de l'Opéra, Diderot vise l'esprit même de Versailles, Grimm vise l'esprit français tout entier, et Rousseau vise un homme ».
Dans sa Lettre sur la musique française, publiée en 1753, c'est bien l'auteur d'Hippolyte et Aricie qu'il attaque pour ses théories sur l'harmonie : « C'est donc un principe certain et fondé dans la nature, que toute musique où l'harmonie est scrupuleusement remplie, tout accompagnement où tous les accords sont complets, doit faire beaucoup de bruit, mais avoir très-peu d'expression : ce qui est précisément le caractère de la musique française ».
Rousseau conclut cette Lettre de manière particulièrement tranchante, qui provoqua un tel scandale que les acteurs et les musiciens de l'Opéra brûlèrent son auteur en effigie dans la cour de l'Académie royale de musique :

« Je crois avoir fait voir qu'il n'y a ni mesure ni mélodie dans la musique française, parce que la langue n'en est pas susceptible ; que le chant français n'est qu'un aboiement continuel, insupportable à toute oreille non prévenue ; que l'harmonie en est brute, sans expression, et sentant uniquement son remplissage d'écolier ; que les airs français ne sont point des airs ; que le récitatif français n'est point du récitatif. D'où je conclus que les Français n'ont point de musique et n'en peuvent avoir, ou que, si jamais ils en ont une, ce sera tant pis pour eux. »

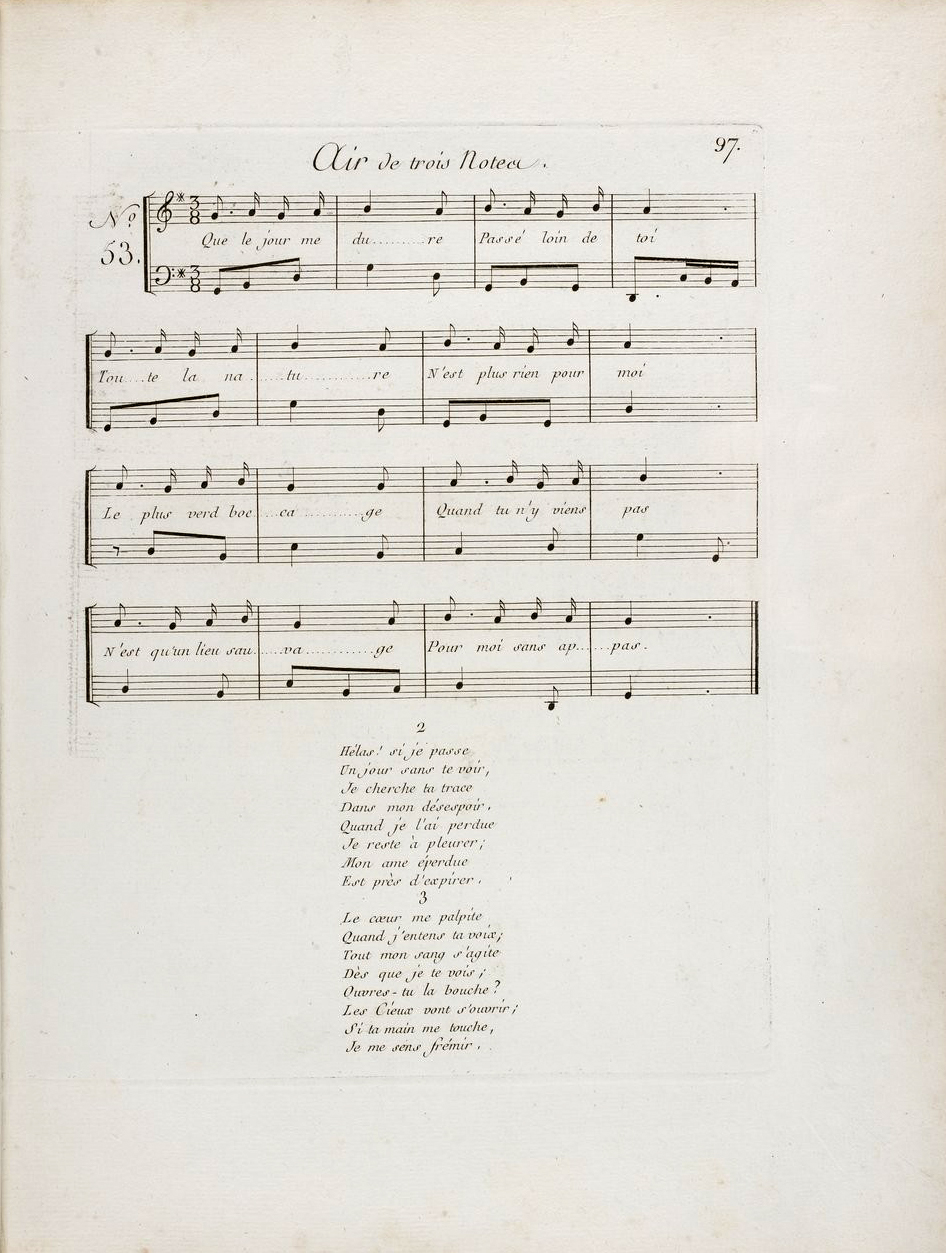
Air sur trois notes, publié posthumément dans les Consolations des misères de ma vie (1781). Selon Jenny Batlay, personne avant Rousseau n'avait osé écrire un air avec une telle économie de moyens. C'est un tour de force d'avoir réussi à créer un air si expressif malgré une monotonie voulue mais jamais excessive avec une telle économie de moyens.

Pour les musicologues modernes, les attaques de Grimm et de Rousseau contre l'art de Rameau « confinent à la niaiserie ». Berlioz en vient à considérer comme un trait de « perfidie facétieuse » les éloges de Gluck adressés à la musique de Rousseau en présence de Marie-Antoinette. Au début du XXe siècle, Claude Debussy raille encore « la naïve esthétique de Jean-Jacques Rousseau » et ses « raisons — pas très valables — d'en vouloir à Rameau ». Un de ses amis, le critique Louis Laloy écrit : « Pour le citoyen de Genève, toute musique qu'il ne saurait écrire lui-même est « gothique » ». En 1977, Antoine Goléa considère que les ouvrages de certains compositeurs français, « les Philidor, les Monsigny, les Grétry, justifieraient, à la rigueur, le placet de Rousseau, sublime à force d'être ridicule », tout en critiquant l'attitude rétrograde du philosophe : « Rousseau pensait à Rameau, pensait au langage harmonique et au contrepoint qu'il traite de « reste de barbarie ». Au temps de Berlioz, il eût été pour Adam — au temps de Debussy, pour Saint-Saëns et Ambroise Thomas ».
Considérant l'évolution esthétique de la tragédie lyrique vers l'opéra, Jean Malignon relève néanmoins le rôle de Rousseau critique : « Laissons là pour une fois sa Lettre sur la musique française, citée abondamment — et, hélas, exclusivement — par les historiens de Rameau, pour ouvrir plutôt sa Lettre à d'Alembert sur les spectacles. Quel mordant ! Un chef-d'œuvre ! D'un seul revers de sa plume d'oie, il balaie toutes « ces pleureuses de loge, si fières de leurs larmes ». Jolie trouvaille, au demeurant ! Par malchance, il s'agit au total d'un ouvrage de méchante humeur », mais qui apporte « la clef d'un malentendu pénible, inexplicable, qui pendant tout le XIXe siècle a séparé Rameau du public français ».
En effet, « l'âme dont parle ici le Genevois Rousseau représente quelque chose d'assez rare encore à l'époque. Il n'est pas jusqu'à la façon de prononcer le mot qui ne rende un son neuf ». François-Joseph Fétis offre également un portrait nuancé : « Sans être savant dans la théorie et dans l'histoire de la musique, sans avoir possédé une connaissance pratique de l'harmonie et du contrepoint, sans avoir même été assez habile lecteur pour déchiffrer une simple leçon de solfège, Jean-Jacques Rousseau exerça une grande influence sur la musique de son temps en France […] Dans l'esthétique de la musique, il eut d'ailleurs des vues justes, élevées, et ce qu'il en a écrit n'a pas été sans fruit pour la réforme du goût des français dans cet art ».

Planche du Dictionnaire de musique (1768).

Rousseau est par ailleurs considéré comme un des fondateurs de l'ethnomusicologie quand, dans son Dictionnaire de musique, il transcrit « deux chansons des sauvages de l’Amérique » pour mettre le lecteur « à portée de juger des divers Accens musicaux des Peuples ».

## Questionnements contemporains sur l'œuvre de Rousseau

### Cohérence de l'œuvre
Si Rousseau soutient que l'unité fondamentale de son œuvre repose sur l'idée que l'homme est naturellement bon, que c'est la société qui le pervertit, il n'en demeure pas moins que jusqu'au début du XXe siècle Rousseau a été lu de façon très dichotomique : d'un côté il est vu comme un « magicien de la langue » et de l'autre comme un homme de contradiction dont le cas relève presque de la pathologie. Encore faut-il préciser qu'il s'agissait des interprétations les plus bienveillantes. Selon Jean Starobinski, ses accusateurs « le tenaient coupable de tous les désastres politiques et moraux qu'ils voyaient survenir dans le monde moderne ». Ce n'est qu'à partir du début du XXe siècle que ses œuvres politiques ayant été enfin complètement éditées, il est possible de le lire de façon systématique. Si Gustave Lanson est un des premiers à insister sur l'unité de la pensée de Rousseau, c'est à partir de l'analyse de Ernst Cassirer exposée dans son livre Le problème Jean-Jacques Rousseau de 1932 que la thèse de l'unité va devenir dominante non sans rencontrer des résistances. Par exemple, contre Cassirer, Victor Basch soutient en 1932 que Rousseau est d'abord un poète et qu'il « n'a été penseur et philosophe qu'autant qu'il a été poète et romancier ». Dans son livre Anthropologie et politique. Les principes du système de Rousseau, Victor Goldschmidt insiste sur la cohérence de la pensée philosophique de Rousseau qui, selon lui, résulterait du fait que le citoyen de Genève affirme qu'une même méthode doit être utilisée pour analyser diverses disciplines, méthode qui tient essentiellement à « l'observation et au raisonnement ».

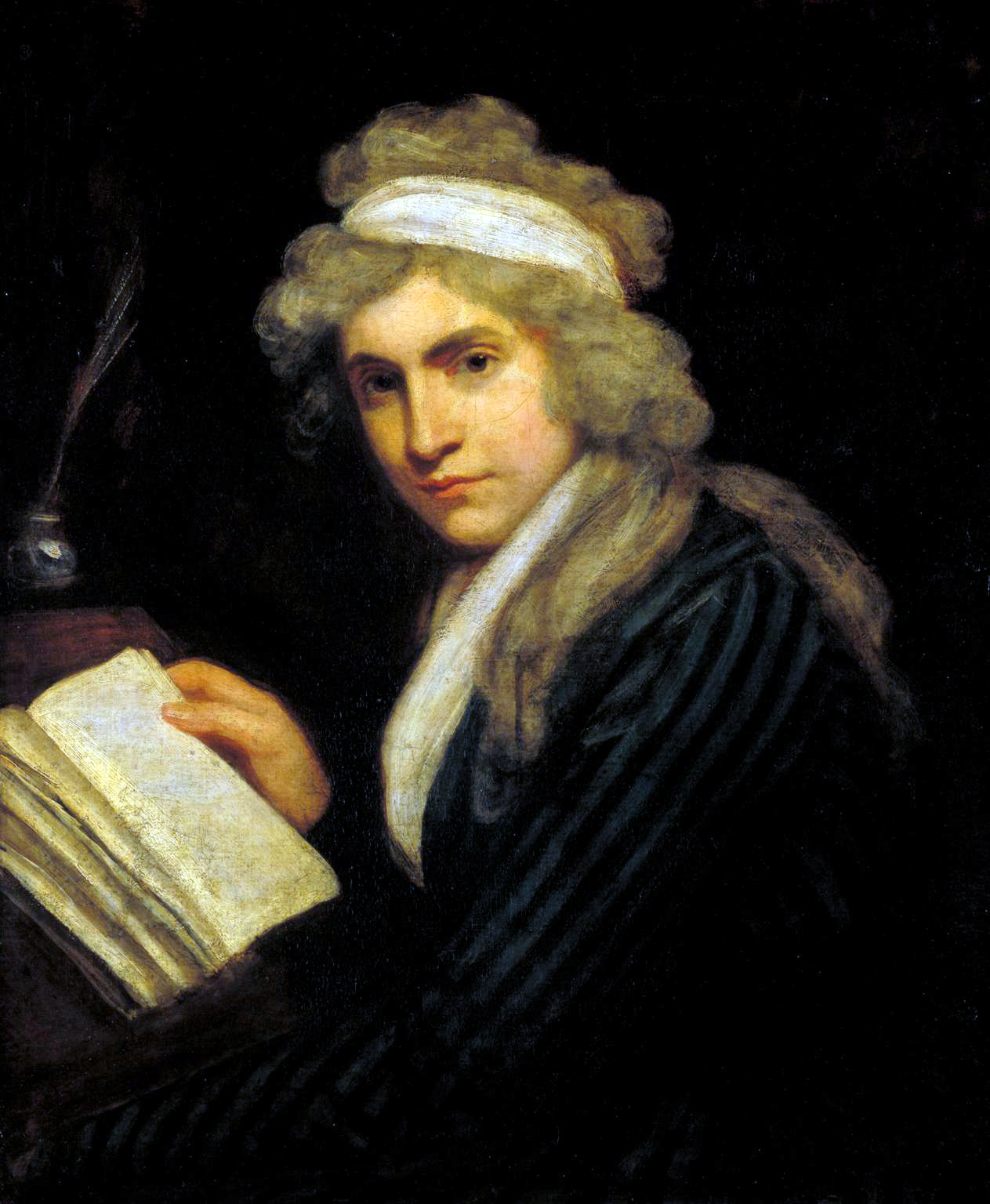
Mary Wollstonecraft, femme de lettres et féministe, par John Opie.

Au début du XXIe siècle, un auteur comme John Scott estime que s'il y a bien des paradoxes dans l'œuvre de Rousseau, cela ne veut pas dire qu'il n'y ait pas unité. En effet, la contradiction peut n'être qu'apparence de contradiction et ne demander qu'à être levée. Cet auteur considère l'œuvre du citoyen de Genève comme un exposé du système de la bonté naturelle de l'homme. Toutefois, dans cette maxime ou cette conjecture, l'adjectif « bon » ne signifie pas qu'à l'origine les hommes sont naturellement vertueux et bienfaisants mais, selon John Scott, qu'en l'homme « existerait à l'origine un équilibre entre les besoins et passions et la capacité à les satisfaire », et ce serait cet équilibre qui ferait l'homme « bon pour lui-même et non dépendant des autres », car précisément c'est la « dépendance vis-à-vis des autres qui fait les hommes mauvais ».

### Rousseau et le féminisme
Rousseau, dans l'Émile ou De l'éducation, livre V, affirme : « Plaire aux hommes, leur être utiles, se faire aimer et honorer d’eux, les élever jeunes, les soigner grands, les conseiller, les consoler, leur rendre la vie agréable et douce, voilà les devoirs des femmes dans tous les temps, et ce qu'on doit leur apprendre depuis l’enfance ».
À la fin du XVIIIe siècle, la femme de lettres Mary Wollstonecraft, l’une des pionnières du féminisme en Angleterre, dénonce cette conception de Rousseau de la femme comme une imposture intellectuelle consistant à considérer comme nature ce qui est culture, idée qui sera développée plus tard par Simone de Beauvoir dans sa célèbre expression : « On ne naît pas femme, on le devient ». Dans son livre de 1792, A Vindication of the Rights of Woman, traduit par Défense des droits de la femme, elle critique la vision de la femme qu'a le philosophe de l'éducation, qui dénie aux femmes le droit même à l'éducation. Elle suggère que, sans cette idéologie pernicieuse qui encourage les jeunes femmes à privilégier leur beauté et leur apparence, elles pourraient s'accomplir de manière bien plus féconde. Les épouses seraient de véritables compagnes, exerceraient un métier si elles le souhaitaient : « les femmes pourraient certainement étudier l'art de guérir et être des médecins aussi bien que des infirmières. Devenir des sages-femmes, ce à quoi la décence semble les destiner […] ; elles pourraient aussi étudier la politique […] et occuper toutes sortes de fonctions ».
Dans la Lettre à d’Alembert sur les spectacles, Rousseau écrit « toute femme qui se montre se déshonore ». Obligé de reconnaître que quelques femmes ont du talent, il précise que c’est à « l’encontre de son sentiment » et donc que « ce n’est pas à une femme mais aux femmes qu'il refuse le talent des hommes ». Cette affirmation relève d'une théorie masculiniste, voire misogyne, mais doit être replacée dans le contexte de l'époque.

### Rousseau et le totalitarisme duXXesiècle

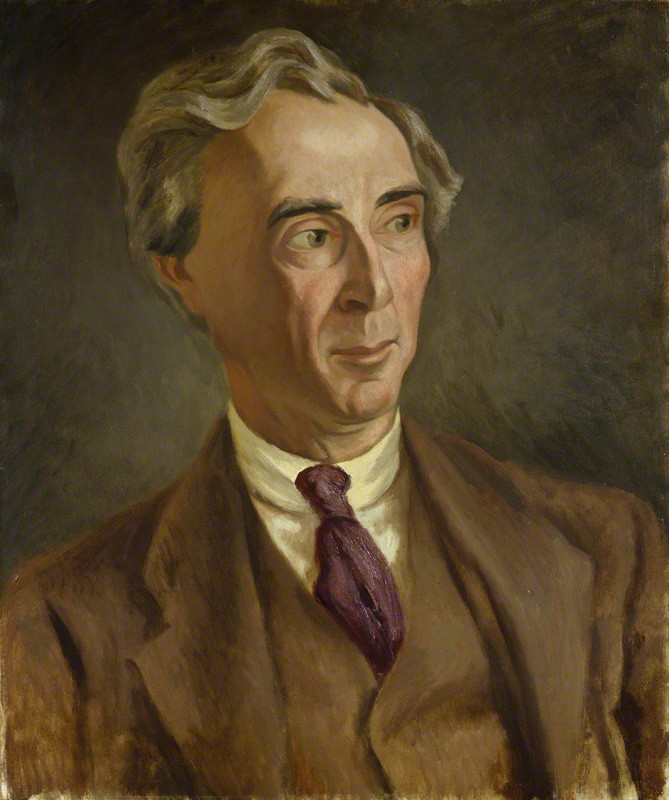
Bertrand Russell, un critique de Rousseau, peint par Roger Fry en 1923.

Dès le XIXe siècle, Rousseau fait l'objet de critiques, telle celle de Proudhon pour lequel « la Révolution, la République et le peuple n'eurent jamais de plus grand ennemi que Jean-Jacques »,.
Bertrand Russell décrit Rousseau, dans son Histoire de la philosophie occidentale (1952), comme « l'inventeur de la philosophie politique de dictatures pseudo-démocratiques », et conclut qu'« Hitler en est le résultat ».
Bien que Rousseau ait critiqué à maintes reprises les tyrannies et régimes autoritaires de son temps, défendant la liberté de conscience et d'expression comme bases de la démocratie, au moins trois auteurs (Marejko, Crocker et Talmon) lui ont reproché d'avoir influencé l'émergence du totalitarisme. Précisons d'abord que pour Jan Marejko, cela ne signifie pas que l'on trouve dans les écrits de Rousseau une intention délibérée d'élaborer un système totalitaire. Pour l'universitaire américain Lester G. Crocker, deux éléments de la pensée de Rousseau auraient favorisé le totalitarisme contemporain, à savoir : la tendance autarcique de la pensée de Rousseau ainsi que son insistance sur l'idée d'unité nationale (critiquée en son temps par l'abbé Bergier qui évoquait un « patriotisme fanatique »). L'historien israélien Jacob L. Talmon voit également dans la théorie de la volonté générale de Rousseau l'origine de ce qu'il appelle la « démocratie totalitaire ».
Leo Strauss s'oppose à cette interprétation car il estime, selon Céline Spector, « que le contrat rousseauiste ne peut exiger le sacrifice de l'individu, car la nature ne dicte rien d'autre que l'intérêt personnel ». Selon Strauss, « Rousseau croyait que des révolutions pourraient restaurer la modération de l'Antiquité sur des principes nouveaux, conscients. Sa pensée est une union bizarre du progressisme radical et révolutionnaire de la modernité et de la discrétion et de la réserve de l'Antiquité ».
En France, le régime de Vichy a été partagé dans son appréciation de Rousseau. Marcel Déat a salué un « Jean-Jacques Rousseau totalitaire », socialiste et national. Par les membres plus maurrassiens, le citoyen de Genève a parfois été dépeint comme la figure même du « Juif errant » voire, chez Maurras lui-même, comme « anarchiste individualiste » et « faux prophète ». Dans un livre sur Montesquieu publié en 1943, M. Duconseil, un tenant de la « Révolution nationale » de Pétain collaborateur de L'Action française, écrit : « Jean-Jacques Rousseau est la grande figure sémite qui domine notre époque. […] Voilà le père des dogmes démocratiques modernes ». Dominique Sordet rapproche Rousseau et Léon Blum, et qualifie les idées du philosophe de « destructives […] de tout ordre social hiérarchique, et par conséquent aryen ».
Bruno Bernardi souligne que dans le Contrat social, « la souveraineté des citoyens est le seul fondement de l'obéissance des sujets. De l'obéissance des sujets dépend la consistance de la souveraineté. Ce n'est qu'au prix d'une désarticulation de cette double contrainte, aux yeux de Rousseau indissociable, et d'une confusion entre le sujet et le citoyen qu'on a pu voir ici le germe d'une conception totalitaire de l'État […] ». Il relève qu'

« on a pu voir en [Rousseau] aussi bien un apôtre de l'irréductible liberté de l'individu qu'un fourrier du totalitarisme. Dans son outrance même, cette opposition renvoie à la caractérisation de sa démarche épistémologique : on a pu lui prêter une orientation tantôt individualiste tantôt holiste. Doit-on voir dans sa conception de la société la mise en œuvre d'un modèle artificialiste et mécaniste ou organiciste ? Sans se recouvrir, ces trois débats d'interprétation renvoient d'évidence l'un à l'autre. Si les exégètes les plus attentifs de la pensée de Rousseau se sont refusés à toute lecture unilatérale, si le Rousseau totalitaire de L.-J. Talmon […], ne leur a guère paru crédible, ils semblent généralement accepter les termes du débat. […] Une lecture attentive de ce chapitre [Du contrat social/Édition 1762/Livre I/Chapitre 5 (Wikisource)] ne permet-elle pas de montrer que Rousseau cherche précisément à se dégager de l'opposition entre organicisme et artificialisme mécaniste ? »

### Interprétation de la pensée de Rousseau par Léo Strauss
Rousseau est avec Machiavel, Hobbes et Tocqueville, un des auteurs favoris de Leo Strauss. Pour ce philosophe, le citoyen de Genève marque le début de la deuxième vague de la modernité. La première vague débutant avec Machiavel et Hobbes, tandis que la troisième débute avec Friedrich Nietzsche. Si la première vague a fait de la morale et de la politique un problème technique, Rousseau au contraire, a voulu redonner une place non technique à celle-ci sans toutefois revenir aux classiques. Strauss interprète la notion de volonté générale comme une extension de la volonté particulière, comme une préfiguration de l'impératif catégorique de Kant. La volonté générale, selon lui, serait « une contrainte nécessaire » à la vie bonne en société. Cet auteur insiste sur le Rousseau du Discours sur les sciences et les arts qu'il analyse comme voulant s'émanciper d'une conception de la science vue par les Lumières comme un substitut à la religion, comme devant conduire les hommes au bonheur. Selon Strauss, pour Rousseau, 

« La science est mauvaise, non dans l'absolu, mais seulement pour le peuple ou pour la société ; elle est bonne, et même nécessaire, pour le petit nombre parmi lequel Rousseau se compte. »

Selon Léo Strauss, alors que les lois issues de la volonté générales sont tributaires du législateur et comportent toujours une part de mystère, la philosophie cherche à mettre ce mystère en lumière et donc à lui faire perdre son efficacité propre : « en d'autres termes, note-t-il, la société doit faire tout ce qui est possible pour faire oublier aux citoyens les faits mêmes que la philosophie politique met au centre de leur attention, comme constituant les fondements de la société. La société joue son existence sur un aveuglement spécifique contre lequel la philosophie se révolte nécessairement ».

### Rousseau vu par Habermas (école de la Théorie critique)

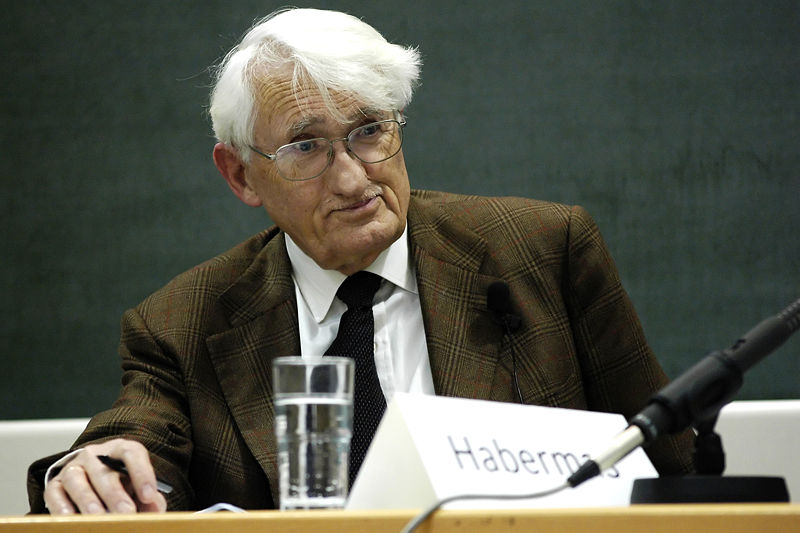
Jürgen Habermas.

Habermas, dans L'Espace public : archéologie de la publicité comme dimension constitutive de la société bourgeoise, considère Rousseau comme un des premiers à avoir pensé au rôle de l'opinion publique. Selon le philosophe allemand, le citoyen de Genève « rattache la volonté générale à une opinion publique qui coïncide avec l'opinion irréfléchie et spontanée, avec l'opinion telle qu'elle est publiée »,. Il remarque à cet égard que Rousseau se prononce contre les longs débats qu'il voit comme un affaiblissement du lien social. Chez Rousseau, l'opinion publique exerce un certain pouvoir de direction (Habermas rappelle que Rousseau écrit dans Du contrat social (livre IV, ch.7) « l'opinion publique est l'espèce de loi dont le censeur est le ministre », mais que chez lui, cette opinion publique est en quelque sorte « canalisée » par le législateur qui traduit la volonté générale en loi). Habermas, sur ces points, se démarque de Rousseau en insistant sur l'aspect délibératif de sorte que, chez lui, « la volonté générale est … formée discursivement, dans l'espace de la discussion publique ». Un autre point de désaccord peut être relevé entre Habermas et Rousseau. Alors que le citoyen de Genève insiste sur la notion de patrie et suppose une communauté relativement homogène qui partage le respect des mêmes vertus, la même conception du bien de la communauté, Habermas, qui pense que ces conditions ne peuvent pas être remplies dans le cadre d'une société non-homogène, propose pour le monde du XXIe siècle « un modèle d'intégration politique, insistant sur les conditions procédurales de formation de l'opinion et de la volonté ».

## Influence

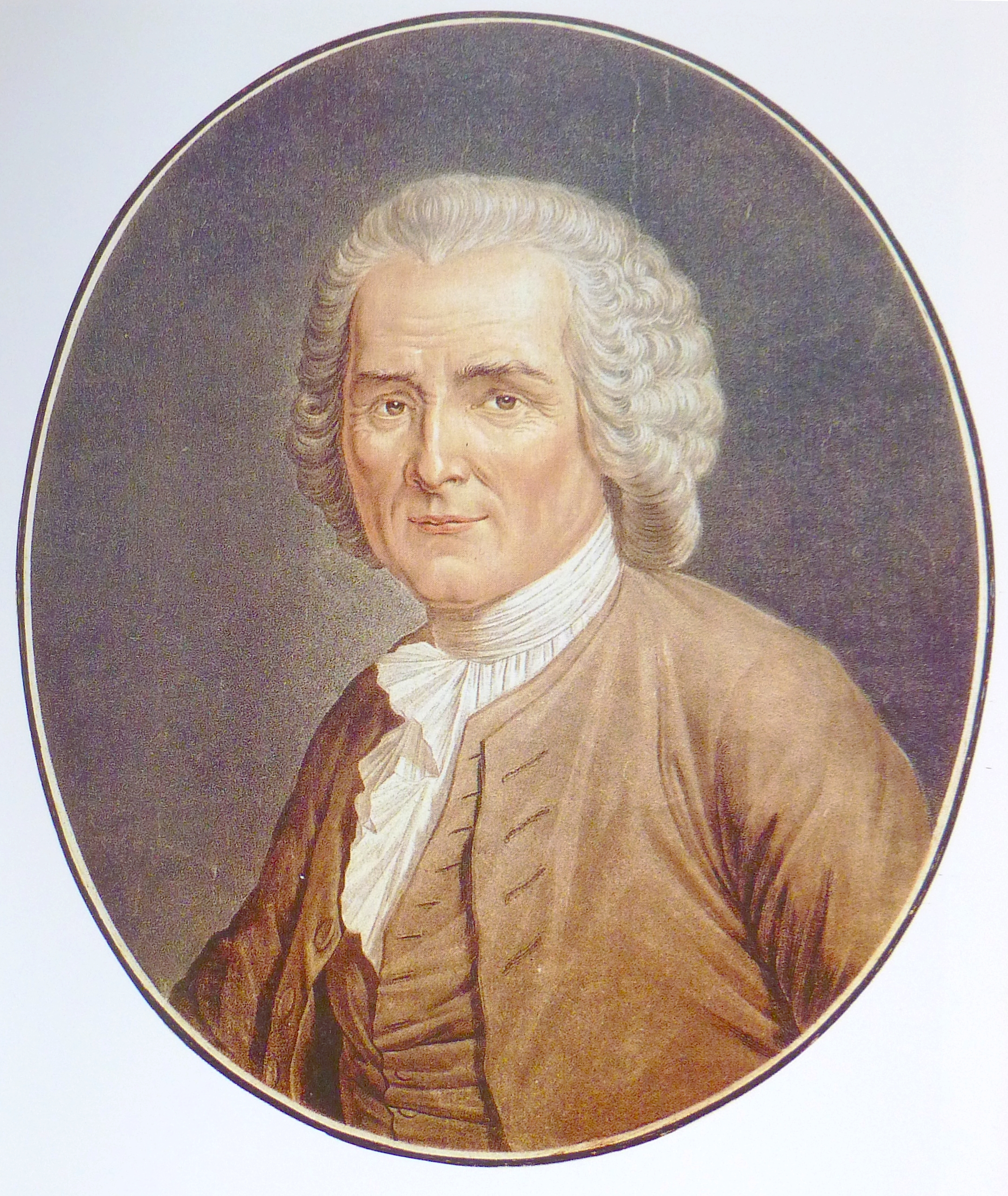
Portrait de Rousseau par Angélique Briceau (1791).

La pensée de Rousseau a imprégné tant la Révolution française que le républicanisme de la Troisième République en France. Sur le plan philosophique, si Rousseau a fortement influencé la philosophie allemande, il a été contesté par les libéraux et certains marxistes tandis qu'il est apprécié du courant urbaphobe.

### Rousseau, la Révolution française et la tradition républicaine

#### Influence sur la Révolution française

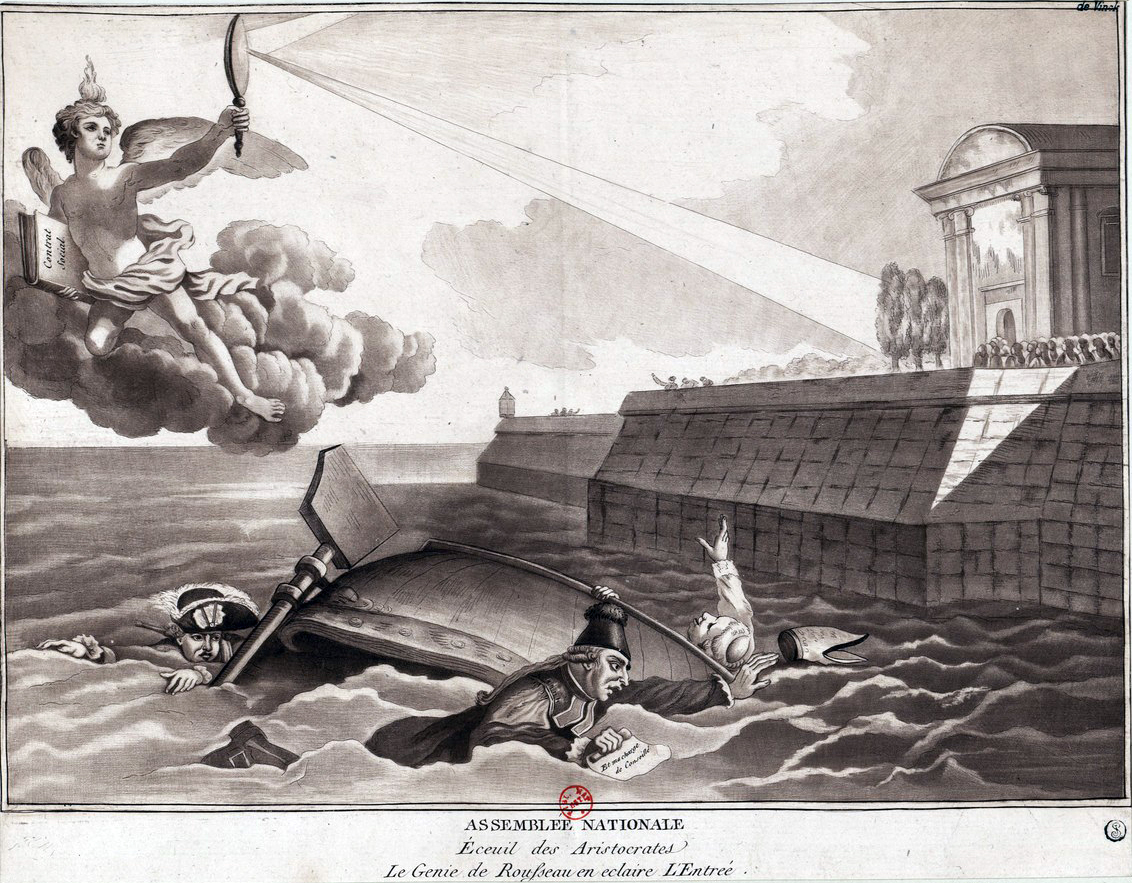
Estampe de Jean-Baptiste Chapuy (vers 1789) intitulée Assemblée Nationale, écueil des aristocrates : le génie de Rousseau en éclaire l'entrée.

Le royaliste Charles Maurras voit en Rousseau l'inspirateur de la Révolution, et la source intellectuelle de tous les maux de la France :

« Je hais dans Rousseau le mal qu'il a fait à la France et au genre humain, le désordre qu'il a apporté en tout et, spécialement, dans l'esprit, le goût, les idées, les mœurs et la politique de mon pays. Il est facile de concevoir qu'il ait dû apporter le même désordre sur le plan religieux. »

Maurras reprend là une tradition contre-révolutionnaire initiée par Edmund Burke, Joseph de Maistre auteur d'un Examen d'un écrit de J.-J. Rousseau sur l'inégalité des conditions parmi les hommes, publié de façon posthume sous le titre Contre Rousseau, et Louis de Bonald.
Les universitaires qui se sont penchés sur la question ont une approche plus nuancée et plus documentée. Pour George Armstrong Kelly, avant la Révolution, Rousseau est surtout connu comme étant l'auteur de l'Émile et des Discours. Ce n'est qu'après le début de la Révolution que ses écrits politiques sont réellement découverts par Sieyès, Marat et d'autres. Ce qui marque les révolutionnaires au tout début, c'est l'idée développée par Rousseau que l'homme s'est éloigné de la nature, ce qui l'a conduit à l'esclavage et à ses suites. C'est aussi l'idée prégnante chez lui que les peuples ont parfois droit, comme Sparte et Rome, à une seconde naissance. C'est ce scénario rousseauiste qui a profondément marqué les Montagnards, notamment Robespierre et Saint-Just. Là où Rousseau voit des maîtres et des esclaves, les tenants de la Révolution française insistent sur la nature cachée, préservée de la dépravation de l'Ancien Régime du peuple français. Pour George Armstrong Kelly, les disciples montagnards de Rousseau, ont transformé la notion très prégnante chez Rousseau de mémoire en volonté de procéder à un recommencement avec de nouveaux héros et une nouvelle cité. Volonté aussi de faire en sorte de retrouver le temps où l'homme était bon.

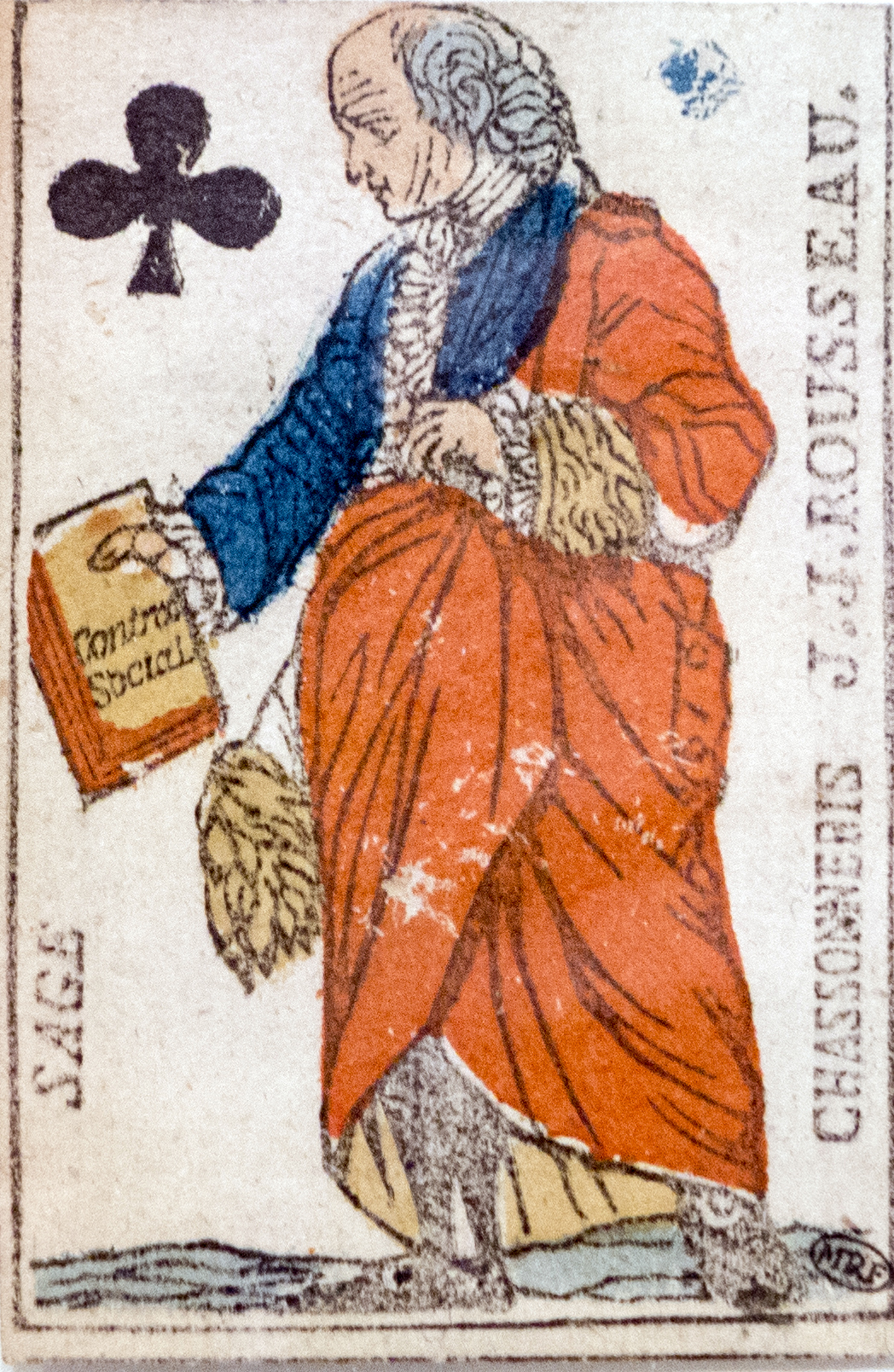
« Jean-Jacques Rousseau en sage tenant Du contrat social », carte à jouer contemporaine de la Révolution française d'Hughes Chassoneris.

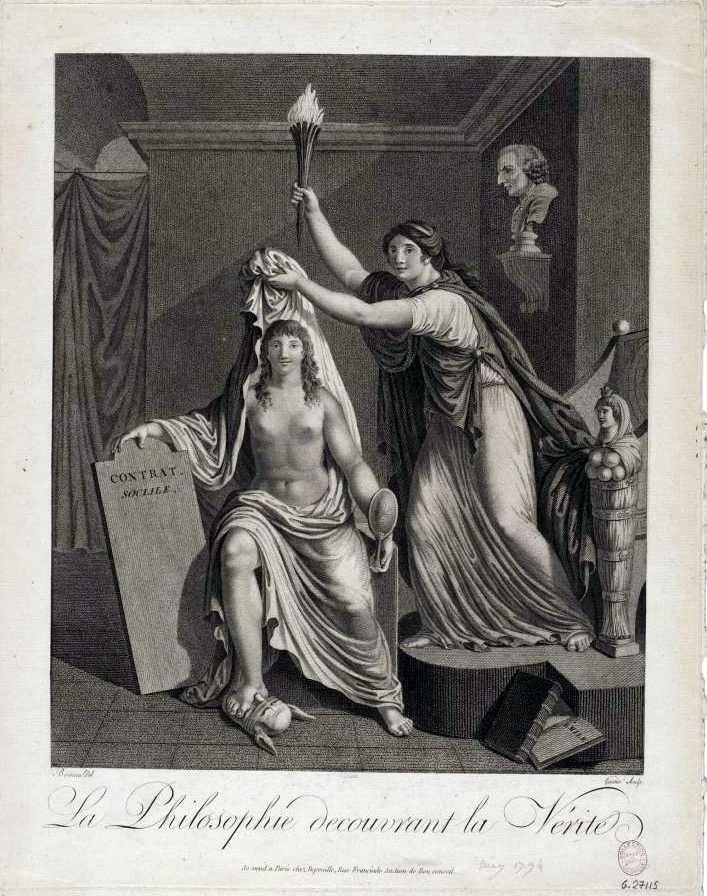
Estampe de Louis-Simon Boizot, La Philosophie découvrant la vérité, avec en haut à droite, un buste de Rousseau.

Jean Starobinski illustre quant à lui le « conservatisme politique de Rousseau » en citant son Jugement sur la Polysynodie. O.C. (1756), III, 638 :

« Qu'on juge du danger d'émouvoir une fois les masses énormes qui composent la monarchie française ! Qui pourra retenir l'ébranlement donné, ou prévoir tous les effets qu'il peut produire ?… Que le gouvernement actuel soit encore celui d'autrefois, ou que durant tant de siècles il ait changé de nature insensiblement, il est également imprudent d'y toucher. Si c'est le même, il le faut respecter ; s'il a dégénéré, c'est par la force du temps et des choses, et la sagesse humaine n'y peut plus rien. »

Jean Starobinski estime que « la pensée de Rousseau se rapproche sur ce point de celle de Montesquieu. Même prudence, même alternative entre la conservation de l'institution primitive et sa dégénérescence, même hésitation à passer à l'action au nom d'un progrès… » Plus loin, commentant cette fois le Contrat social (1762), il ajoute :

« Rousseau est certainement sincère lorsqu'il se défend d'avoir voulu troubler l'ordre établi et renverser les institutions de la France monarchique. Dans les Lettres de la Montagne (Ire partie, lettre VI) il assure que le Contrat social, loin de proposer l'image d'une cité qui devrait supplanter la société existante, se borne à décrire ce que fut la république de Genève avant les troubles qui l'ont corrompue. Dans les Confessions, le Contrat est présenté comme une œuvre de réflexion abstraite, pour laquelle Rousseau n'a pas voulu « chercher d'application ». Il n'a fait qu'user pleinement du « droit de penser », que les hommes possèdent universellement. »

Pour Jean Starobinski : « S'il est vrai que la pensée de Rousseau est révolutionnaire, il faut aussitôt ajouter qu'elle l'est au nom d'une nature humaine éternelle, et non pas au nom d'un progrès historique. (Il faut « interpréter » l’œuvre de Rousseau pour voir en elle un facteur décisif dans le progrès politique du XVIIIe siècle) ».

#### Critique de Arendt sur l'influence de Rousseau sur la Révolution française
La critique de Hannah Arendt concernant Rousseau porte sur deux points. Selon elle, Rousseau, d'une part, identifie souveraineté et pouvoir et, d'autre part, donne à la pitié un rôle politique. Elle insiste fortement sur le second point. Pour elle, c'est la primauté donnée à la question sociale qui a empêché la Révolution d'instituer la liberté. Or cette mise en avant de la pitié vient de Rousseau, le premier à avoir donné de l'importance à cette émotion. Elle écrit à ce propos : « Il s'intéressait plus à son émotion qu'à la souffrance d'autrui, il s'enchantait aux émotions et humeurs à mesure qu'elles se révélaient à lui dans les délices exquises de l'intimité que Rousseau fut le premier à découvrir ». Le problème pour Arendt vient du fait que la pitié n'est pas un sentiment politique constructif, notamment quand, comme les hommes de la Révolution, on la prend pour une vertu et qu'on ne croit pas au précepte de Montesquieu qui veut que même la vertu doit comporter des limites. Pour Arendt, en politique, ce n'est pas la pitié, mais la solidarité qui participe de la raison qui permet d'améliorer les choses.

#### Rousseau et la tradition républicaine en France
Claude Nicolet, dans son ouvrage L'idée républicaine en France (1982), un livre qui a contribué au retour en force du républicanisme dans les années 1980, soutient que c'est Rousseau qui a fourni le socle théorique à la notion de république telle qu'elle est entendue en France. Selon cet auteur, l'idée républicaine en France s'est construite autour des concepts de souveraineté et de la théorie de la loi développés par le citoyen de Genève. Nicolet écrit :

« La grande affaire des républicains, c'est bien entendu Rousseau. L'homme et l'œuvre ont été, par lui-même, si intimement liés, ils sont d'ailleurs si contradictoires en apparence, et si cohérents en réalité, qu'on ne pourra pas s'étonner que Rousseau ait été, un siècle durant - et peut-être plus - à la fois la référence inévitable et le signe de division le plus éclatant des républicains français, comme de quelques autres,. »

De façon plus générale Rousseau est considéré avec Kant et le positivisme comme l'une des trois « sources » de la doctrine républicaine en France. Il a permis aux républicains de disposer d'une légitimité historique face aux monarchistes et aux catholiques. Toutefois cet héritage pose le problème de l'interprétation du Contrat social qui oppose un Rousseau en faveur d'un gouvernement aristocratique à un Rousseau plus républicain revendiqué par Robespierre. Pour Nicolet, Rousseau ne serait pas un auteur démocratique au sens contemporain comme l'ont cru Mme de Staël et Benjamin Constant, car il conserve au mot république son sens ancien d'État légitime gouverné par des lois, qui doit beaucoup à la politeia aristotélicienne. Selon cette interprétation, « le legs de Rousseau serait triple : au-delà du prince de la souveraineté populaire et la définition de la loi comme expression de la volonté générale, l'œuvre du philosophe aurait inspiré une théorie de la vertu comme visée d'intérêt général, jugée consubstantielle au républicanisme ».
Rousseau est absent du renouveau de la pensée républicaine initié par Quentin Skinner et John Pocock à partir des années 1960-1970. Ce renouveau, qui récuse le dualisme introduit par Isaiah Berlin entre liberté positive et négative, s'inscrit plus dans le sillage de Cicéron que d'Aristote et dans la tradition républicaine de Machiavel. Pour eux la liberté individuelle réside d'abord dans la participation à des institutions politiques.

#### Rousseau et le concept de souveraineté

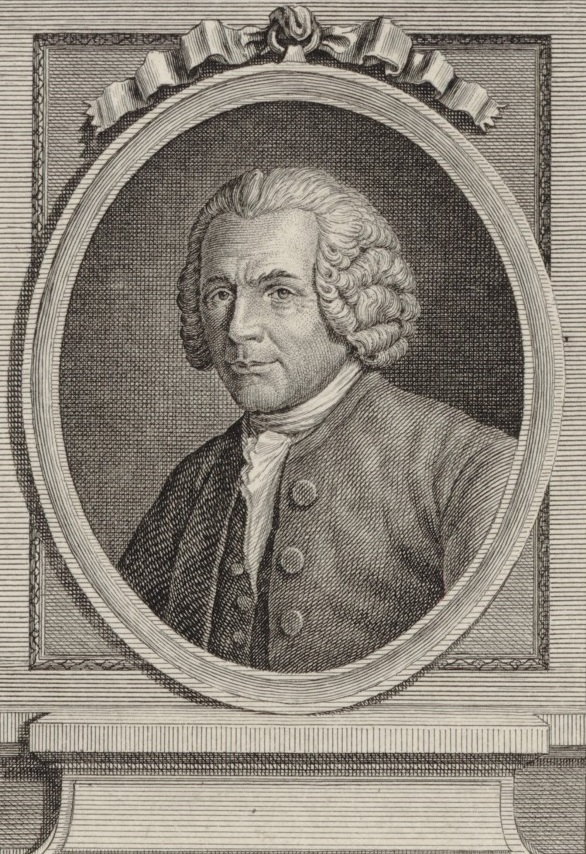
Portrait de Jean-Jacques Rousseau, gravure d'Antoine-Claude-François Villerey.

Dans une étude sur le concept de souveraineté, Jacques Maritain voit dans « le mythe de la Volonté générale » exposé dans Du contrat social « un moyen de transférer au peuple le pouvoir séparé et transcendant du roi absolu ». Or, selon le philosophe, ce transfert est hautement problématique :

« Ainsi Rousseau, qui n'était pas un démocrate, a introduit dans les démocraties modernes naissantes une notion de la Souveraineté qui était destructrice de la démocratie, et tendait vers l'État totalitaire. […] Le Législateur, ce surhomme décrit dans le Contrat social, nous offre un avant-spectacle de nos dictateurs totalitaires modernes dont « la grande âme est le vrai miracle qui doit prouver » leur « mission », et qui doivent « altérer la constitution de l'homme pour la renforcer » (II, iv). Rousseau ne pense-t-il pas, au surplus, que l'État a droit de vie et de mort sur le citoyen ? »

Et Maritain de conclure : « L'État de Rousseau n'est que le Léviathan de Hobbes couronné par la Volonté générale, en lieu et place de la couronne de ceux que le vocabulaire jacobin nommait les rois et les tyrans ».
De son côté, Alain de Benoist affirme :

« Alors que les philosophes des Lumières veulent limiter les prérogatives du pouvoir et contestent la notion même de souveraineté, Rousseau fait au contraire de celle-ci la pierre angulaire de tout son système politique. Appelant souverain le corps politique auquel a donné naissance le contrat social, il en déduit que la volonté générale étant une, la souveraineté qui en résulte ne saurait être fragmentée sous peine de perdre toute signification. Par définition, la souveraineté ne se divise pas. Rousseau rejette donc toute séparation des pouvoirs, toute tentative de diviser la souveraineté. Le contraste avec les propositions libérales est éclatant. Rousseau rejette l'alternative entre le libéralisme et le despotisme, ou plutôt il pense qu'en instaurant le citoyen, on peut assurer l'unité politique et sociale sans tomber pour autant dans le despotisme. On pourrait dire qu'en fin de compte, Rousseau veut seulement changer de monarque : il substitue le peuple au roi de droit divin, mais sans jamais abandonner l'idée de souveraineté absolue. Cela posé, il est assez indifférent à la forme du gouvernement. Il n'est pas hostile, par exemple, au gouvernement aristocratique, dont il dit même expressément qu'il est le « meilleur des gouvernements ». Mais cela doit se comprendre à l'intérieur de son système. L'essentiel, pour Rousseau, est que le peuple détienne la puissance législative et ne s'en dessaisisse jamais. Une fois cela acquis, la puissance exécutive peut aussi bien avoir une forme aristocratique. La capacité à gouverner ne se confond pas ici avec la souveraineté. »

### Influence sur les libéralismes

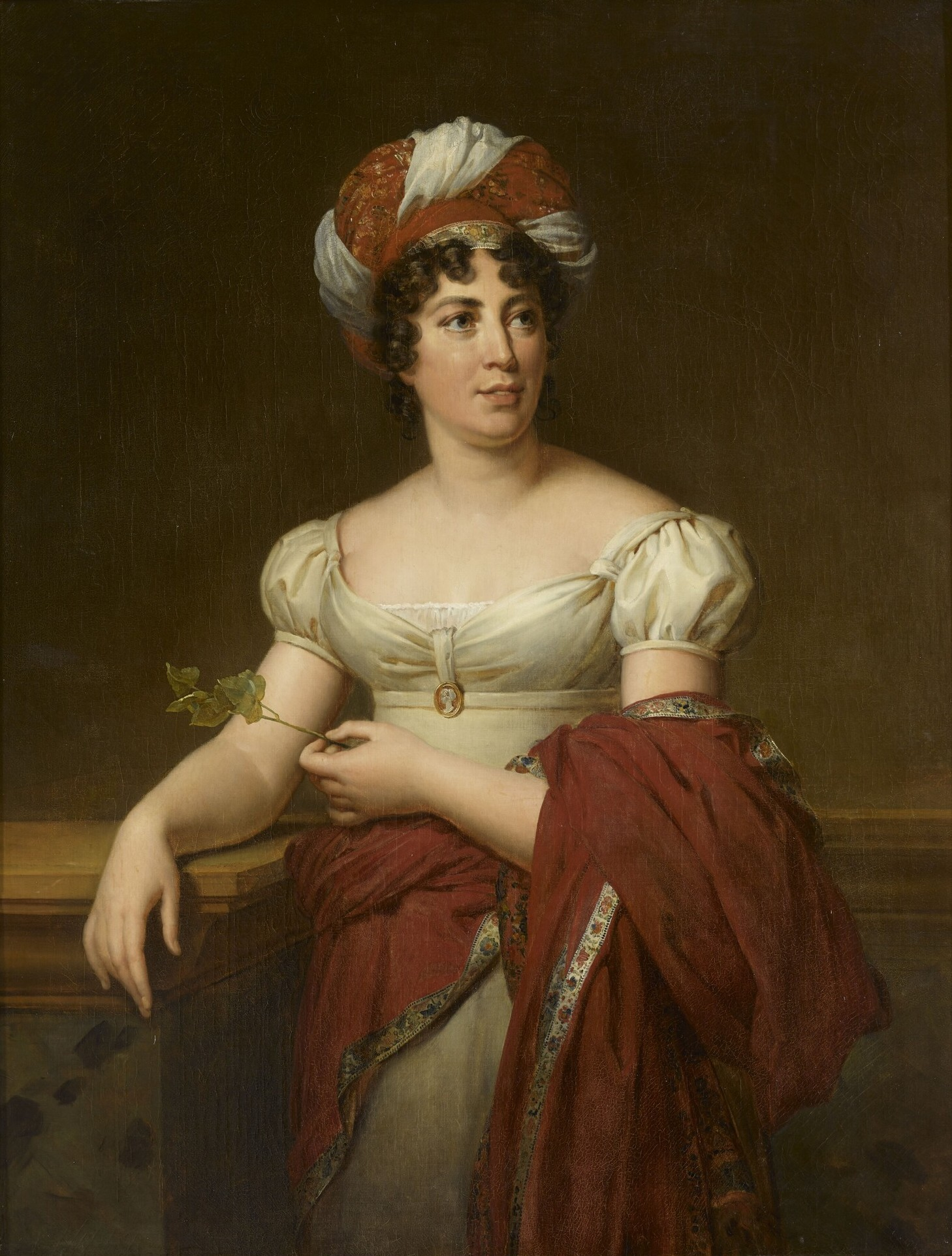
Madame de Staël, critique libérale de Rousseau, portrait par Marie-Éléonore Godefroid,
Château de Versailles.

Dès 1788, Madame de Staël publie ses Lettres sur l'œuvre et le caractère de J.-J. Rousseau où elle critique Rousseau. Benjamin Constant, fait de Rousseau un des responsables de la Terreur pour ne pas avoir posé de limite à la souveraineté populaire. Hegel en partant d'une prémisse différente – ne pas avoir mis la volonté générale au service de l'État vu comme possédant quelque chose de divin, mais au service de la société civile – arrive également comme Constant à la conclusion que Rousseau serait responsable de la Terreur.
Constant reproche également à Rousseau d'en être resté à la liberté des anciens tournée vers la politique et de n'avoir pas envisagé la liberté des modernes plus orientée vers la sphère individuelle et économique. À la fin du XIXe, début du XXe siècle, des libéraux comme Émile Faguet ou Léon Duguit reprocheront à Rousseau d'avoir sacrifié l'individu à l'État. Déjà chez Duguit pointe l'accusation du Rousseau père de la tyrannie. Ce dernier écrit, dans Souveraineté et liberté de 1921, que Rousseau est « l'initiateur de toutes les doctrines de dictature et de tyrannie, depuis les doctrines jacobines de 1793 jusqu'aux doctrines bolcheviques de 1920 ». Cette critique sera reprise au moment de la guerre froide, où Rousseau sera vu par un libéral comme Jacob Leib Talmon comme un des pères du totalitarisme. Friedrich Hayek associe Rousseau au constructivisme. Dans le tome 2 de Droit, législation et liberté (chapitre 11, page 178), il écrit :

« La nostalgie d'une société à la Rousseau guidée non par des lois morales apprises et justiciables seulement par la saisie intellectuelle des principes sur lesquels cet ordre est fondé, mais par les émotions « naturelles » irréfléchies, enracinées dans les millénaires de vie en petites hordes - cette nostalgie mène directement à réclamer une société socialiste où l'autorité fait régner la « justice sociale » visible d'une manière qui convient à ces émotions naturelles. »

Selon Christopher Bertram, la philosophie politique libérale de John Rawls, notamment celle de son ouvrage majeur la Théorie de la justice, présente certaines proximités avec la pensée de Rousseau. En particulier, la façon dont Rawls introduit la notion de position originelle pour mettre l'intérêt personnel au service des principes de justice n'est pas sans rappeler l'argument de Rousseau selon lequel les citoyens devraient être tirés au sort pour sélectionner les lois de façon impartiale.

### Influence sur la philosophie allemande

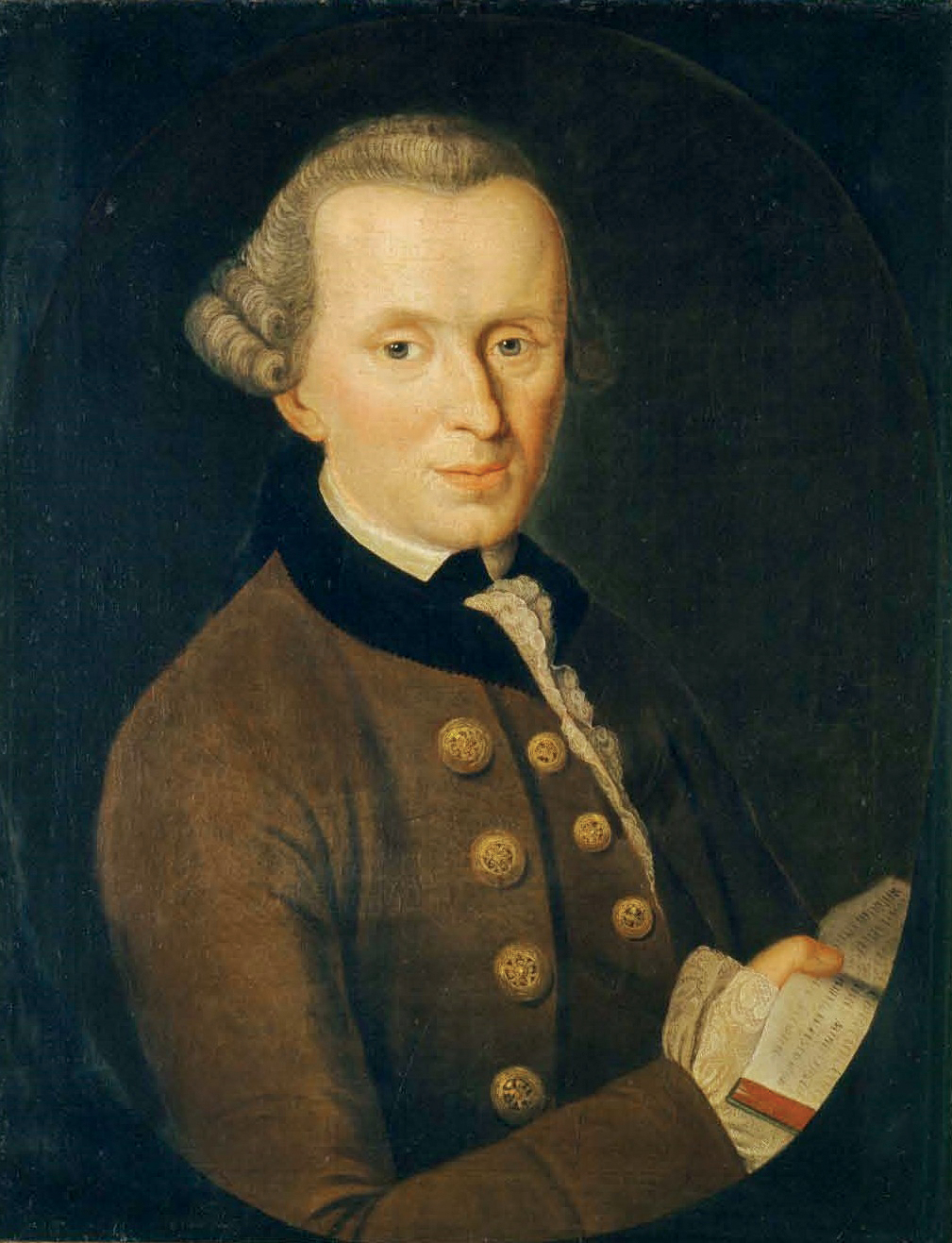
Rousseau a influencé Emmanuel Kant, ici peint par Springer en 1765.

Rousseau a influencé Kant qui avait un portrait de lui pour seul ornement de son bureau. On raconte également que la seule exception que ce dernier fit a sa promenade quotidienne rituelle fut le jour où il était trop absorbé par la lecture de l'Émile qu'il venait de recevoir. Pour Bertram, la notion rousseauiste de volonté générale imprègne la notion d'impératif catégorique notamment dans la troisième formulation que l'on trouve dans Fondements de la métaphysique des mœurs. Toutefois, la pensée de Rousseau s'oppose à l'idée kantienne d'une législation universelle. En effet, le célèbre genevois, dans des travaux préparatoires au contrat social a rejeté l'idée d'une volonté générale de l'humanité. Pour lui, la volonté générale, n'apparait que dans le cadre de l'État. L'influence de Rousseau sur Kant est aussi perceptible dans sa psychologie morale, notamment dans son livre La Religion dans les limites de la simple raison.
La relation entre Rousseau et Hegel est également complexe. Si dans la philosophie du droit, Hegel félicite Rousseau de voir la volonté comme la base de l'État, il se fait une fausse idée de la notion de volonté générale qu'il voit comme recouvrant les volontés contingentes des individus. Enfin, Hegel reprend la notion d'amour propre de Rousseau ainsi que l'idée qu'attendre des autres respect et reconnaissance exacte peut amener à se soumettre à eux.
Schopenhauer, quant-à-lui, disait : « Ma théorie a pour elle l'autorité du plus grand des moralistes modernes : car tel est assurément le rang qui revient à J.-J. Rousseau, à celui qui a connu si à fond le cœur humain, à celui qui puisa sa sagesse, non dans des livres, mais dans la vie ; qui produisit sa doctrine non pour la chaire, mais pour l'humanité ; à cet ennemi des préjugés, à ce nourrisson de la nature, qui tient de sa mère le don de moraliser sans ennuyer, parce qu'il possède la vérité, et qu'il émeut les cœurs ».
Concernant Karl Marx, si les idées d'aliénation et d'exploitation peuvent être vues comme présentant certains liens avec la pensée de Rousseau sur ces sujets, les références à Rousseau dans l'œuvre de Marx sont trop rares, et de trop peu d'importance pour réellement en tirer des conclusions certaines.

### Rousseau, le socialisme, le marxisme
La pensée politique de Rousseau influence les révolutionnaires de 1830 et de 1848, Blanqui et les Communards de 1871, ainsi que les anarchistes de la fin du XIXe siècle.
L'économiste libéral Frédéric Bastiat voit en Saint-Simon, Charles Fourier et leurs disciples les « fils de Rousseau ». De même, pour le socialiste Jean Jaurès, Rousseau est le précurseur du socialisme. Célestin Bouglé, de son côté, estime que la théorie des lois de Rousseau « ouvre directement la voie au socialisme ».
La place que Rousseau donne aux antagonismes sociaux issus de la division des tâches et de la propriété privée en fait également un précurseur du marxisme. Pourtant, Marx ne cite que très peu Rousseau. Quand il se réfère à la partie du chapitre 7 du livre II du Contrat social, c'est de façon négative pour noter que c'est « un excellent tableau de l'abstraction bourgeoise ». En fait, Karl Marx reproche à Rousseau de ne pas assez tenir compte des rapports sociaux. D'une façon générale la lecture marxiste, notamment dans les années 1960, privilégie la lecture du Contrat social par rapport au Second discours et est très critique envers la notion de volonté générale. Selon eux, la volonté générale s'oppose à la lecture marxiste en termes de luttes des classes et de conflits politiques.
En Italie, Rousseau a été étudié par Galvano Della Volpe, un disciple de Gramsci. Dans un premier temps, en 1945, cet auteur soutient que Rousseau s'oppose au marxisme en tant que continuateur d'une tradition « qui part de Platon et, à travers le christianisme, rejoint le jusnaturalisme laïc ». En 1954, au contraire, il estime qu'il existe à partir de Locke et de Rousseau deux théories de la démocratie « une ligne Locke-Kant-Humboldt-Constant qui produit la théorie de la démocratie libérale ; une ligne Rousseau-Marx-Engels-Lénine qui trouve son incarnation historique dans la démocratie soviétique (prolétarienne et non représentative) ». Dans ces conditions, Rousseau aurait pu, selon lui, contribuer à enrichir le marxisme.
Le marxisme au début du XXIe siècle tel qu'il se développe autour de Toni Negri est très critique envers Rousseau qu'il voit comme un des penseurs de la souveraineté — concept qu'il juge réactionnaire — et comme le promoteur d'une vision juridique qui encourage une orientation organisationnelle, voire bureaucratique du pouvoir et de la société.

### Rousseau et le courant «urbaphobe»
Rousseau est considéré comme l'un des fondateurs du courant « urbaphobe » qui combat la grande ville. Dans l’Émile, Rousseau décrit son idéal, la ferme isolée vivant en autarcie sous un régime patriarcal : « ce pain bis, que vous trouvez si bon, vient du blé recueilli par ce paysan ; son vin noir et grossier, mais désaltérant et sain, est du cru de sa vigne ; le linge vient de son chanvre, filé l'hiver par sa femme, par ses filles, par sa servante ; nulles autres mains que celles de sa famille n'ont fait les apprêts de sa table ; le moulin le plus proche et le marché voisin sont les bornes de l'univers pour lui ».

### Rousseau comme fondateur de l'anthropologie
Claude Lévi-Strauss a déclaré que Rousseau « ne s’est pas borné à prévoir l’ethnologie : il l’a fondée ».
Lévi-Strauss souligne d’abord chez Rousseau le projet anthropologique cherchant distinguer l’apport de la nature et de la culture dans le fonctionnement des sociétés humaines. Lévi-Strauss insiste également sur l’injonction à voyager pour mieux comprendre l’être formulée par Rousseau et reprise de façon générale par l’ethnologie. Levi-Strauss cite Rousseau :

« Quand on veut étudier les hommes, il faut regarder près de soi; mais pour étudier l'homme, il faut apprendre à porter sa vue au loin; il faut d'abord observer les différences pour découvrir les propriétés. (Rousseau, Essai sur l'origine des langues, ch. VIII.) »

Lévi-Strauss remarque également que Rousseau déplorait le peu d’intérêt de ses contemporains pour étudier les cultures et les mœurs, qui préféraient selon lui voyager pour étudier les pierres et les plantes, plutôt que pour étudier les peuples.
Pour Lévi-Strauss, l’introspection qui caractérise la pensée de Rousseau est également une de ses influences sur la pensée anthropologique. Selon Lévi-Strauss, puisque l’observateur est son propre instrument d’observation dans l’expérience ethnographique, il doit faire particulièrement faire preuve d’introspection pour écarter ses biais. Lévi-Strauss contraste ainsi la pensée de Rousseau et celle de Descartes, où le second « croit passer directement de l'intériorité d'un homme à l'extériorité du monde, sans voir qu'entre ces deux extrêmes se placent des sociétés, des civilisations, c'est-à-dire des mondes d'hommes ».

## Hommages et présence de Rousseau dans la culture populaire

### Hommage de la France: le transfert au Panthéon

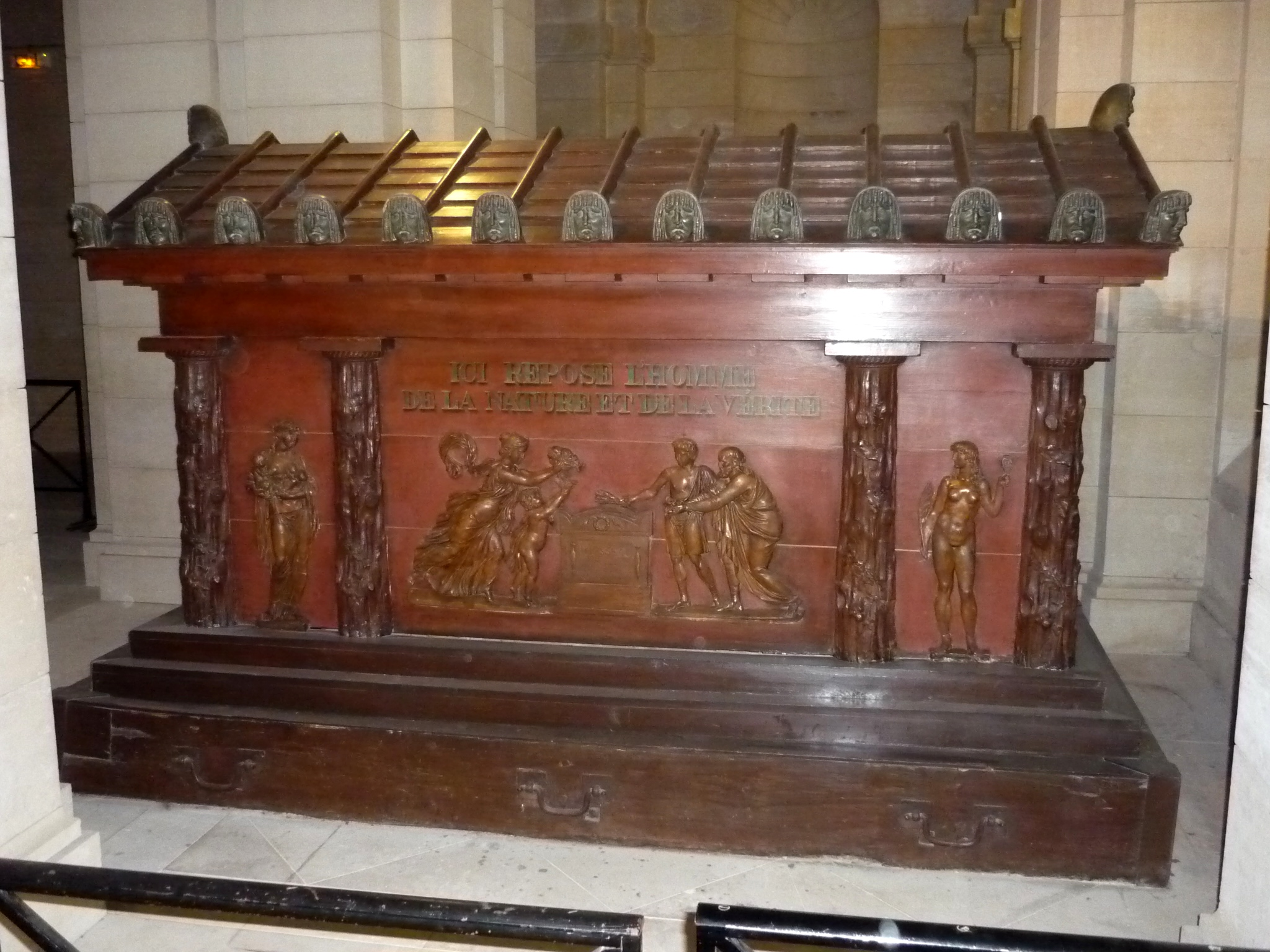
La tombe de Jean-Jacques Rousseau au Panthéon.

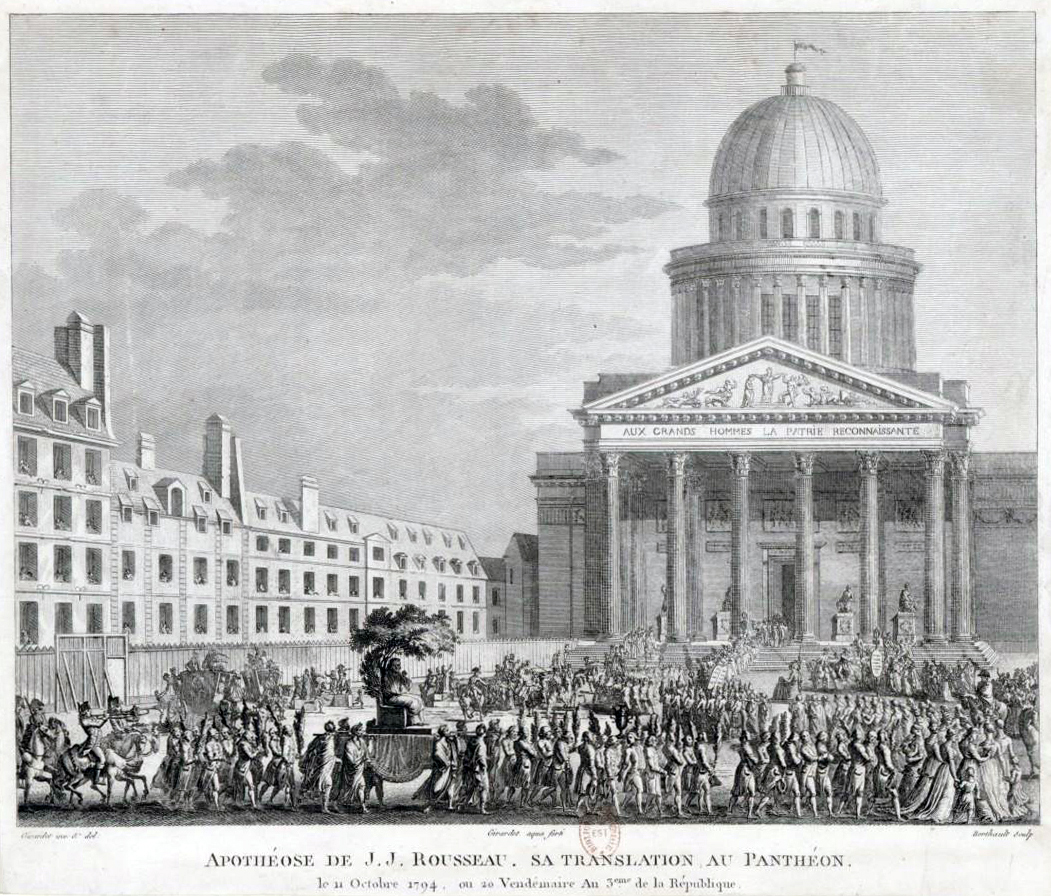
Apothéose de J.-J. Rousseau, sa translation au Panthéon. Eau forte d'Abraham Girardet (1798).

Résurrection de Jean-Jacques Rousseau, estampe de Christian Gottlieb Geissler (1794).

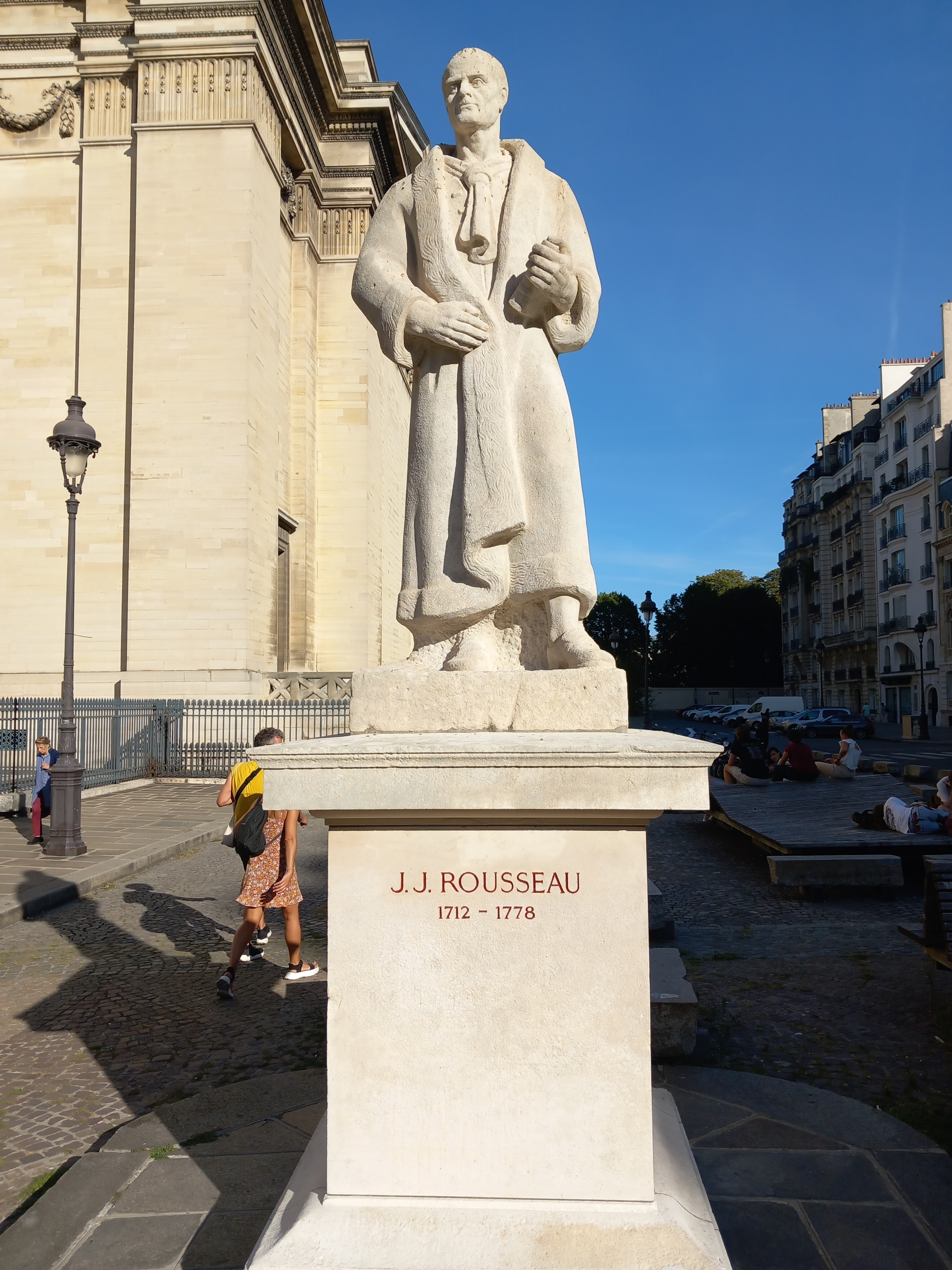
Statue au Panthéon.

La question de l'hommage de la nation à Rousseau est posée peu de temps après la décision de l'Assemblée du 4 avril 1791 de transformer l'église Sainte-Geneviève en sépulture des grands hommes, à la suite de l'entrée de Voltaire dans ce qui était devenu le Panthéon, le 11 juillet 1791. En août 1791, le journaliste et écrivain Pierre-Louis Ginguené rédige une pétition qu'il fait circuler parmi les gens de lettres. Appuyée par trois-cents signatures, elle est remise par deux députations, l'une de Parisiens, l'autre d'habitants de Montmorency. Les Parisiens exigent une statue, mais aussi le transfert au Panthéon, tandis que les habitants de Montmorency se contenteraient d'un cénotaphe dans le mémorial républicain.
Le projet sommeille quelques années. Thérèse veuve Rousseau se présente à la Convention nationale, le 11 avril 1794, pour réclamer fermement la translation promise. Les événements de la Terreur repoussent encore l'application de la décision. Finalement, la cérémonie est fixée au 11 octobre 1794.

L'entrée au Panthéon se fait au son de l'orgue, dans un « recueillement religieux ». Cambacérès, président de la Convention, prononce l'éloge du grand homme : 

« Moraliste profond, apôtre de la liberté et de l'égalité, il a été le précurseur qui a appelé la nation dans les routes de la gloire et du bonheur. […] C'est à Rousseau que nous devons cette régénération salutaire qui a opéré de si heureux changements dans nos mœurs, dans nos coutumes, dans nos lois, dans nos esprits, dans nos habitudes… Ce jour, cette apothéose, ce concours de tout un peuple, cette pompe triomphale, tout annonce que la Convention veut acquitter à la fois envers le philosophe de la nature, et la dette des Français, et la reconnaissance de l'humanité. »

La cérémonie se termine par un Hymne à Jean-Jacques Rousseau de Marie-Joseph Chénier sur une musique de Gossec. Le soir, le peuple danse. Une gravure de Geissler représente la Résurrection de Jean-Jacques Rousseau où, coiffé de son bonnet d'Arménien, il sortait du tombeau comme un nouveau Christ. Un opéra-comique en un acte de Dalayrac, sur un livret d'Andrieux, intitulé L'Enfance de Jean-Jacques Rousseau,, est créé le 23 mai 1794 et représenté jusqu'en 1796.

### Hommages de Genève

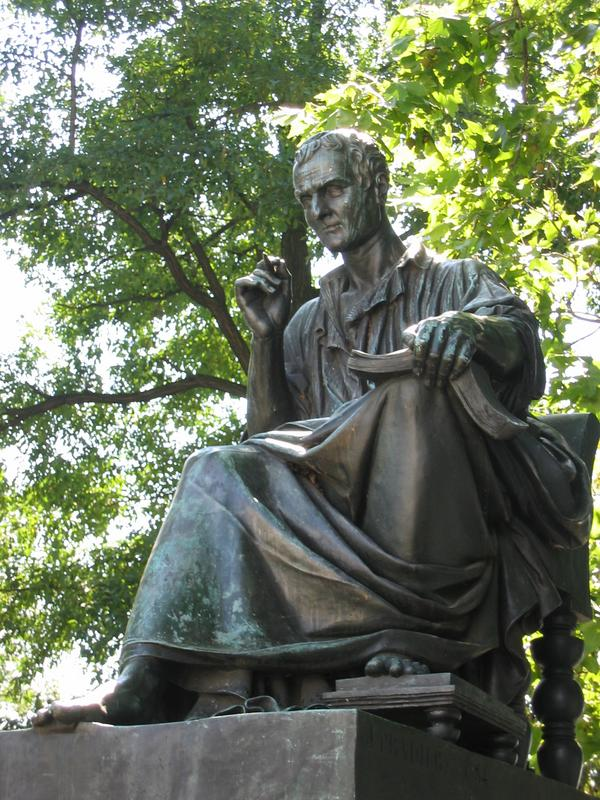
Statue de Jean-Jacques Rousseau à Genève par James Pradier.

L'Île Rousseau à Genève est nommée en hommage au philosophe des Lumières originaire de cette ville. L'île portait le nom d'Île aux Barques avant de prendre son nouveau nom en 1834. L'année suivante, en 1835, une statue de Rousseau est réalisée sur l'île par le sculpteur James Pradier. Auparavant, des hommages plus discrets sous forme de buste ont orné le parc des Bastions, comme celui réalisé par Jean Jaquet en 1793, puis celui en marbre créé de James Pradier, inauguré le 30 avril 1821, et qui se trouve aujourd'hui au Musée d'art et d'histoire de Genève.

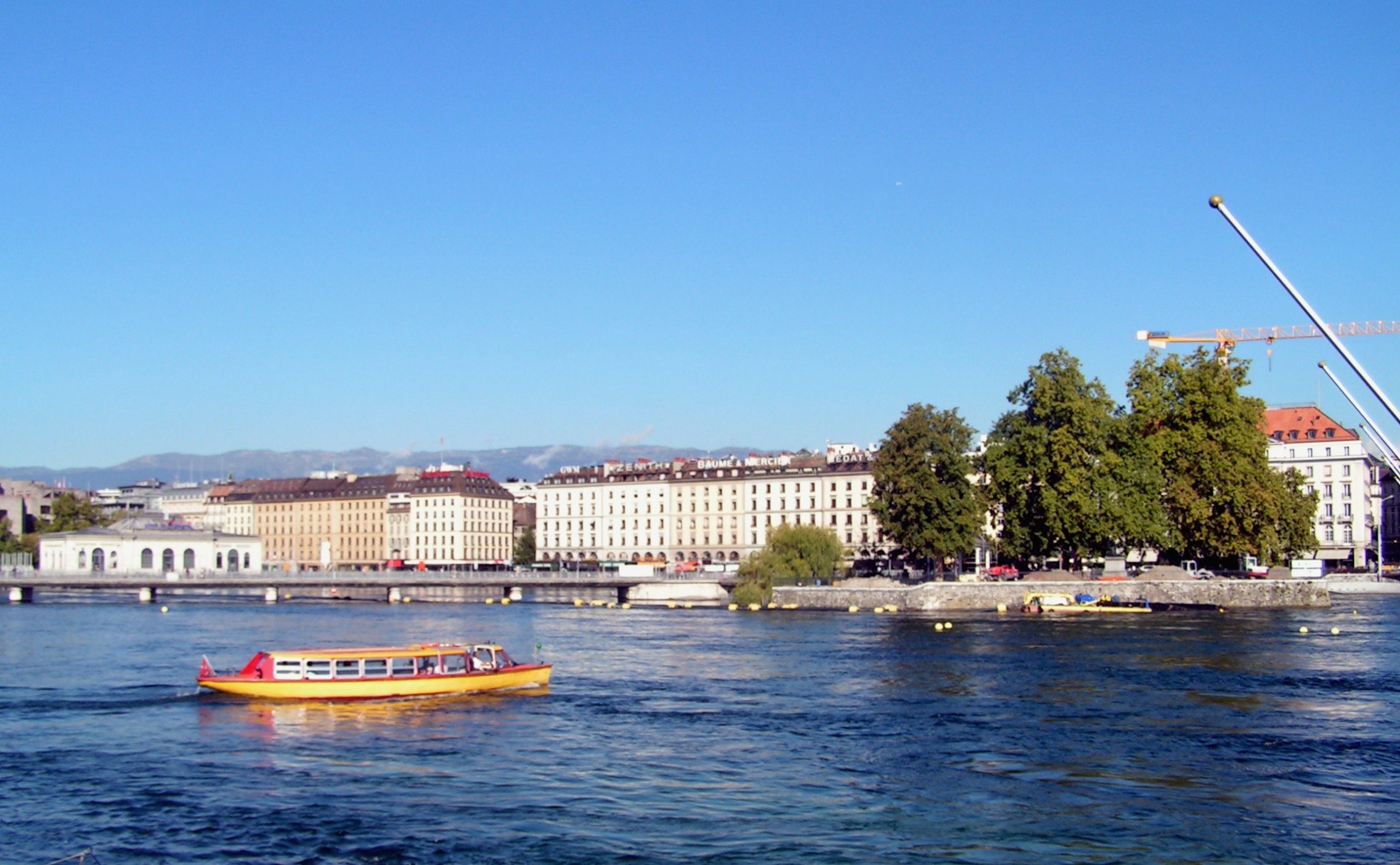
Île Rousseau à Genève.

Les relations de Rousseau avec sa ville natale ont été tumultueuses : en juin 1762, ses œuvres Du contrat social et Discours sur l'origine et les fondements de l'inégalité parmi les hommes sont brûlées par le gouvernement genevois. Cependant, selon le site de la ville de Genève, , ainsi qu'une documentation d'importance. Avec la Bibliothèque publique et universitaire de Neuchâtel, ce sont les deux établissements qui possèdent les œuvres rares de Rousseau en Suisse. La Suisse entre ainsi dans le registre « Mémoire du monde » de l'UNESCO en 2011.
En 1969, un bâtiment d'enseignement post-obligatoire a été ouvert dans le quartier du Bouchet à Genève, portant le nom de Collège Rousseau, en hommage à l'auteur du célèbre ouvrage sur l'éducation intitulé L'Émile.
Genève a célébré le tricentenaire de la naissance de Rousseau en 2012, la manifestation s'appelle « 2012 Rousseau pour tous ». Elle a duré un an et se sont déroulés « expositions, spectacles, opéra, concerts, banquets républicains, films, promenades, publications et colloques ». 2012 est également l'année où a été créée la Maison de Rousseau et de la Littérature à Genève. C'est essentiellement un lieu de rencontres et de débats.

### Hommages de Neuchâtel

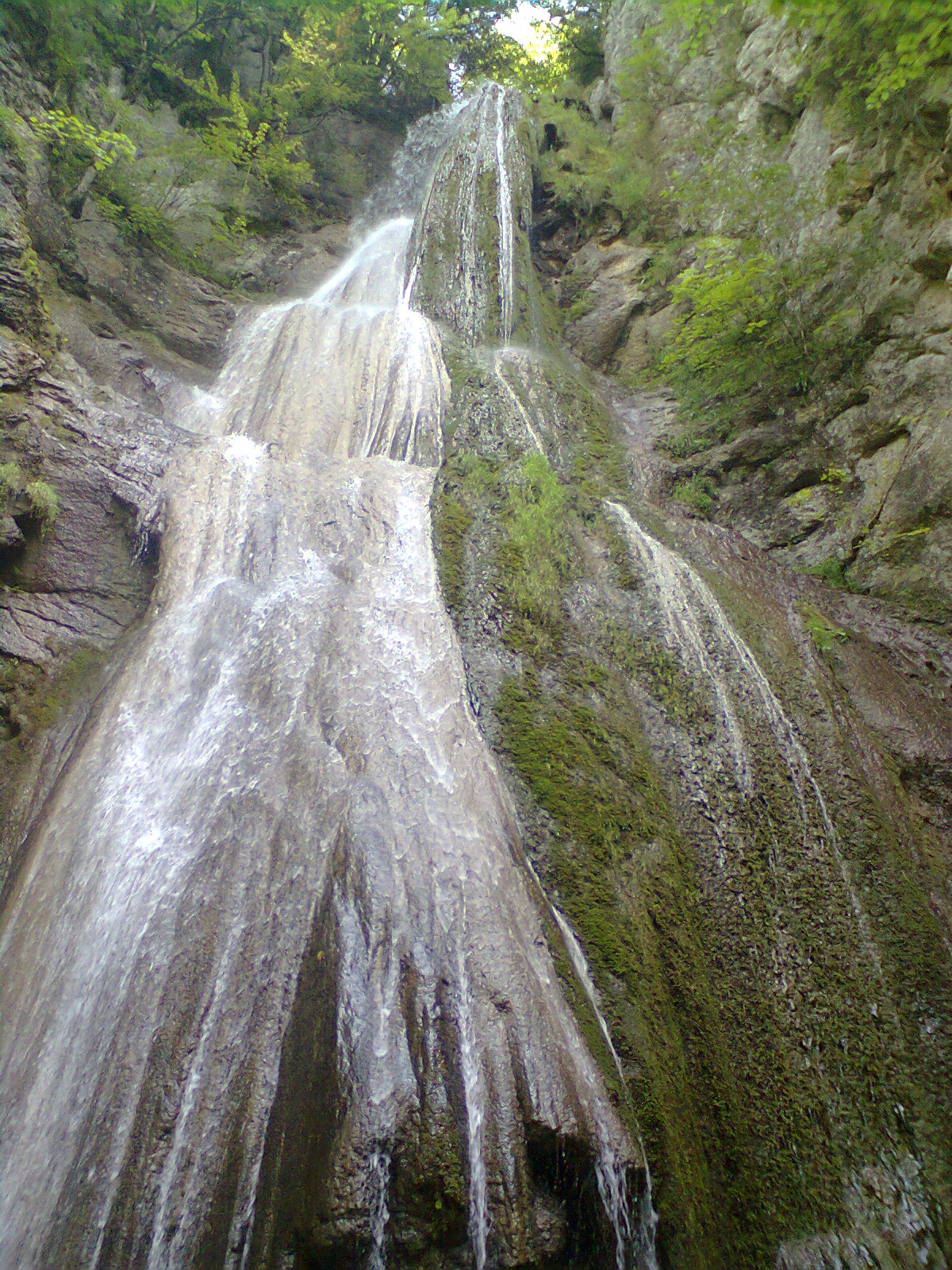
Cascade Jean-Jacques Rousseau à Môtiers.

Rousseau a vécu à Môtiers du 10 juillet 1762 au 8 septembre 1765. À sa mort, son ami Pierre-Alexandre DuPeyrou recueille ses manuscrits dont les Rêveries du promeneur solitaire, plus de 1 000 lettres de Rousseau et environ 2 500 lettres reçues. Ces archives sont conservées à la Bibliothèque publique et universitaire de Neuchâtel et sont exposées dans l'Espace Jean-Jacques Rousseau. En 2011, la collection de la Bibliothèque publique et universitaire de Neuchâtel est entrée, aux côtés de celle de la Bibliothèque de Genève, au registre international Mémoire du monde de l’UNESCO. La ville de Neuchâtel abrite aussi, depuis 1956, l'Association des amis de Jean-Jacques Rousseau, association qui est à l'origine du parcours pédestre commenté à travers la Suisse romande dit via Rousseau.
Dans le restaurant de l'île de Saint-Pierre, la chambre à l'étage où il a vécu est restée intacte après son départ et elle est visitable.

## Les musées rousseauistes

### En France
Musée Jean-Jacques Rousseau à Montmorency

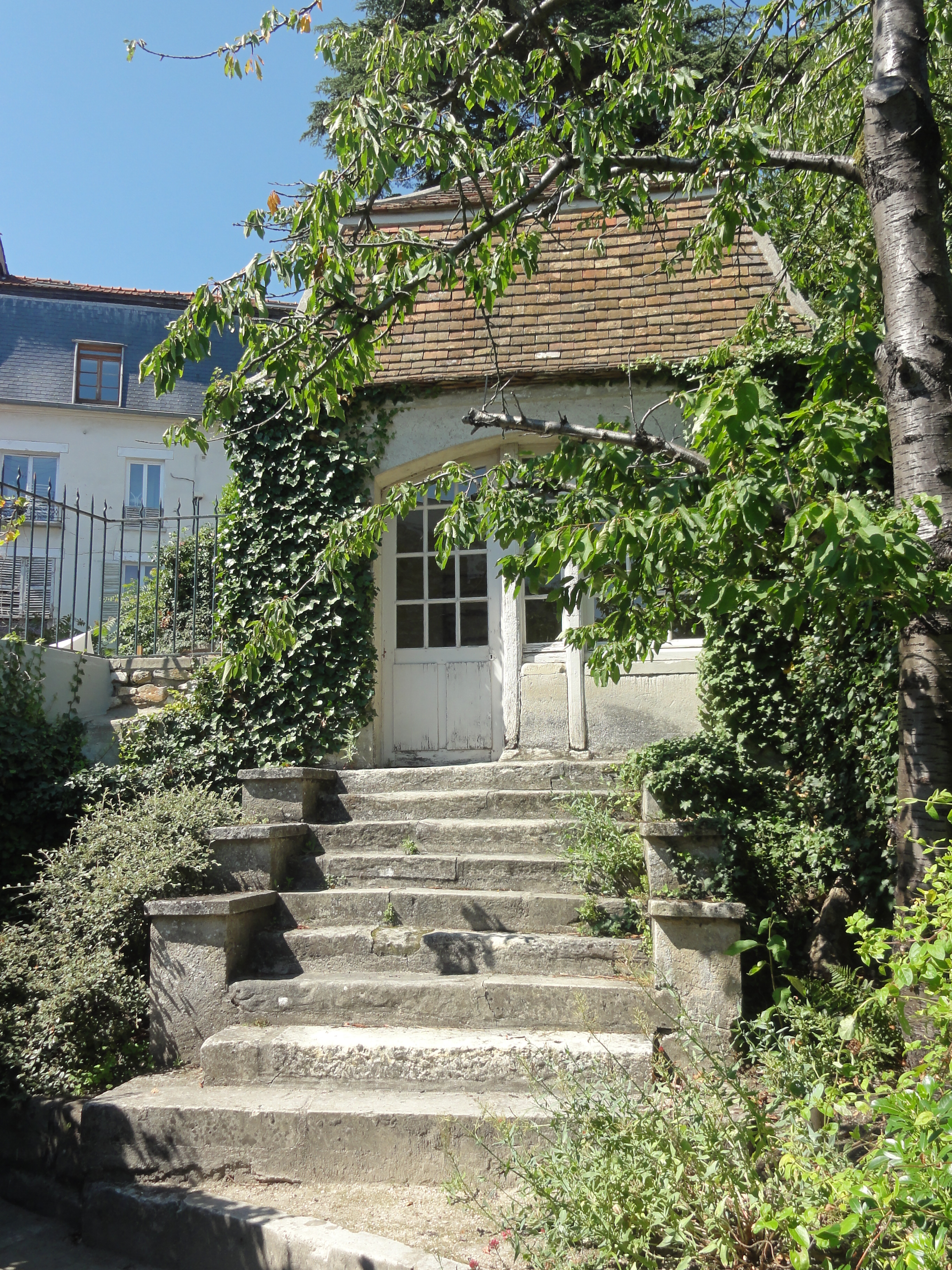
Donjon, le cabinet de travail de Jean-Jacques Rousseau.

Le musée Jean-Jacques Rousseau est situé à Montmorency dans le département du Val-d'Oise. En avril 1756, Jean-Jacques Rousseau fuit Paris, « ville de bruit, de fumée et de boue » et il s’installe à Montmorency, au lieu-dit L’Ermitage. En décembre 1757, il emménage dans l’actuel musée Jean-Jacques Rousseau au petit Mont-Louis avec Térèse Levasseur.
De 1757 à 1762, il écrit dans le « Donjon » qui était son cabinet de travail ses œuvres majeures : Julie ou la Nouvelle Héloïse, la Lettre à d'Alembert sur les spectacles de l'Encyclopédie, Émile ou De l'éducation et Du contrat social. La condamnation de l’Émile à Paris provoque la fuite de Montmorency du philosophe le 9 juin 1762.
Le musée Jean-Jacques Rousseau se compose du petit Mont-Louis, de la maison du philosophe, la Maison des Commères, le «Donjon» et d’un jardin comprenant le cabinet de verdure. On trouve au musée des documents liés à la vie et l’œuvre Rousseau, les collections sont riches d’environ 12 000 pièces. Installée dans une bâtisse du XVIIe siècle la bibliothèque d’études rousseauistes contient environ 30 000 documents.
Maison des Charmettes à Chambéry

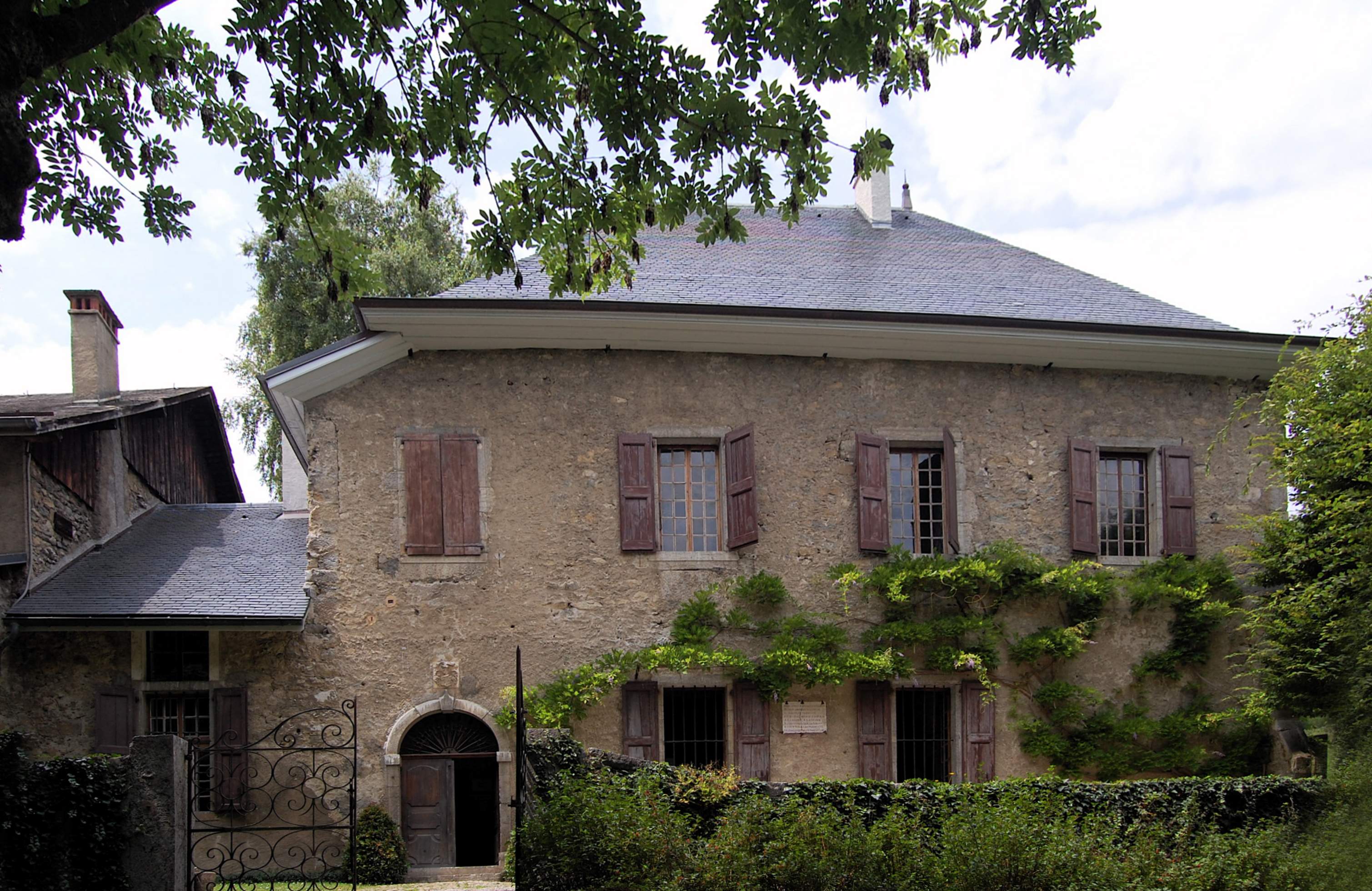
La maison des Charmettes.

C’est dans le vallon des Charmettes, situé aux abords de Chambéry dans un site naturel préservé que Rousseau connut avec Madame de Warens son premier amour et sa bienfaitrice entre 1736 à 1742. Dans la maison ayant appartenu à Madame de Warens un musée d’ambiance a été créé. Elle a gardé son cachet savoyard et un toit à quatre pans. Au rez-de-chaussée, l’on découvre la salle à manger, le salon de musique et la bibliothèque. À l’étage, les chambres de Madame de Warens et Jean-Jacques ont été reconstituées. Accolé à la maison, l’on trouve un jardin en terrasse à la française d'inspiration XVIIIe siècle, l’espace vert est composé de quatre carrés de plantes.
Dès la mort de Rousseau et la Révolution française, la maison des Charmettes est devenue un lieu de pèlerinage. Période de formation et de bonheur, les Charmettes ont permis à Rousseau de devenir lui-même. Elles sont à l’origine de son «magasin d’idées» (Les Confessions, livre VI) et elles sont devenues un lieu de tourisme culturel.
Musée Jacquemart-André à Fontaine-Chaalis

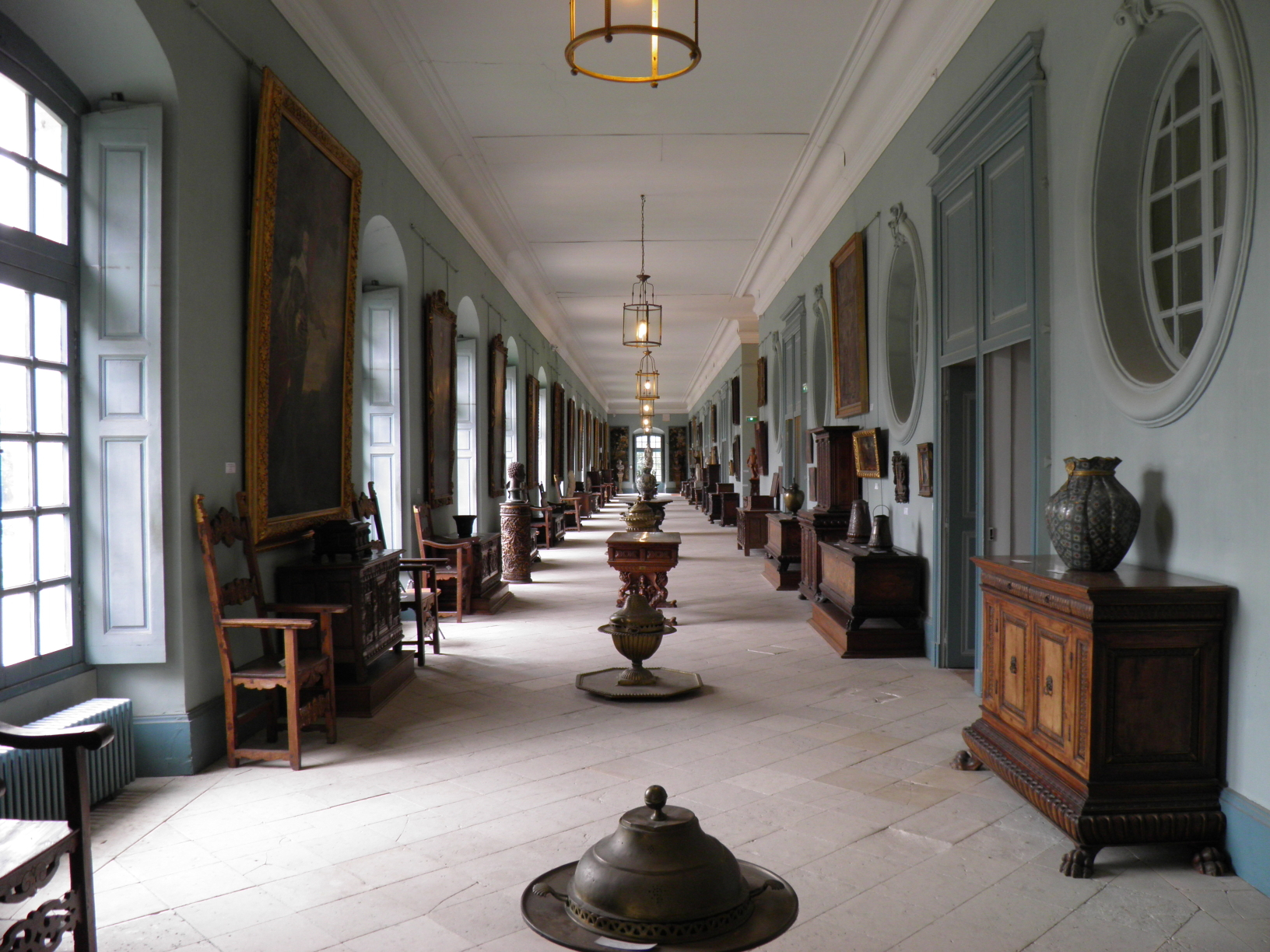
La galerie à l'étage du château-musée de l'abbaye de Chaalis.

Le Musée Jacquemart-André à l'abbaye de Challis présente 6 000 œuvres d'art, du mobilier, des peintures, des sculptures et des objets décoratifs. Il est situé dans le château construit par Jean Aubert au XVIIIe siècle, à côté des vestiges d'une ancienne abbaye cistercienne du XIIe siècle, au cœur d'un magnifique parc.
La galerie Rousseau abrite l'importante collection du marquis René-Louis de Girardin qui accueillit Rousseau en 1778 pour les six dernières semaines de sa vie. L’ensemble est composé de quelque 400 objets d’art, plus de 500 manuscrits (dont l’unique partition autographe connue des Muses galantes), des herbiers, des objets personnels ayant appartenu à Jean-Jacques Rousseau (son encrier, sa canne et son fauteuil), 600 livres de la bibliothèque Rousseau et les bustes de Voltaire et Rousseau par Jean-Antoine Houdon.

### En Suisse
Le parcours Rousseau à sa maison natale à Genève
Le Parcours Rousseau est situé dans la maison natale de l’écrivain au no 40, Grand-Rue dans la Vieille-ville de Genève au cœur de la « Maison Rousseau et Littérature ». Il présente sept niches thématiques (Bonheur, Genève, Sentiment, Liberté, Enfance, Nature et Visages multiples) qui sont conçues comme une promenade confrontant l’œuvre et les idées de Rousseau aux inquiétudes de notre temps.
Musée de Môtiers

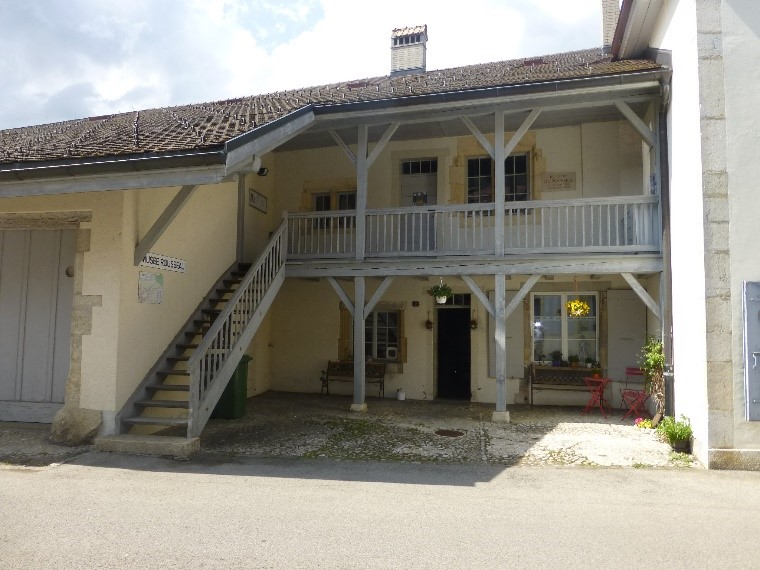
Le musée Rousseau à Môtiers.

Le musée Rousseau de Môtiers est installé dans la maison occupée par Jean-Jacques Rousseau et Marie-Thérèse Levasseur pendant leurs années d'exil de 1762 à 1765 à Môtiers dans le canton de Neuchâtel. De la bâtisse du XVe siècle, il ne reste que la chambre et la cuisine de Rousseau. Transformée en musée, il présente des aspects peu connus de la vie et de l’œuvre du philosophe, en particulier sur son exil neuchâtelois.
Bibliothèques publiques et universitaires de Genève
La Bibliothèque de Genève est l'une des principales et des plus anciennes bibliothèques patrimoniales et encyclopédiques de Suisse fondée en 1559. Elle abrite dans la salle Rousseau les manuscrits les plus rares du philosophe, notamment l’une des premières ébauches de Du Contrat social, dite le manuscrit de Genève. Egalement la première rédaction du Dictionnaire de musique et le manuscrit autographe de la première partie des Confessions (rédigée entre 1764 et 1770) et des Rêveries du promeneur solitaire. Le centre d’iconographie possède également l’une des collections les plus importantes d’iconographique.
Bibliothèques publiques et universitaires de Neuchâtel
La Bibliothèque publique universitaire est créée à Neuchâtel en 1778. Elle bénéficie notamment des archives de Pierre-Alexandre DuPeyrou, l’ami et protecteur de Rousseau. L’Espace Rousseau possède, avec Genève, la plus belle collection de manuscrits de Rousseau. L'exposition se concentre sur les années neuchâteloises (1762-1765). Les manuscrits présentés sont des correspondances diverses, des textes sur la musique et la botanique, des copies autographes, des brouillons et les manuscrits des Lettres écrites de la Montagne, des Confessions et des Rêveries du promeneur solitaire.
En 2011, la collection de la Bibliothèque publique et universitaire de Neuchâtel est entrée, aux côtés de celle de la Bibliothèque de Genève, au registre international Mémoire du monde de l’UNESCO.

### Nomenclature astronomique
L'astéroïde (2950) Rousseau a été nommé pour lui rendre hommage.

### Monuments et rues

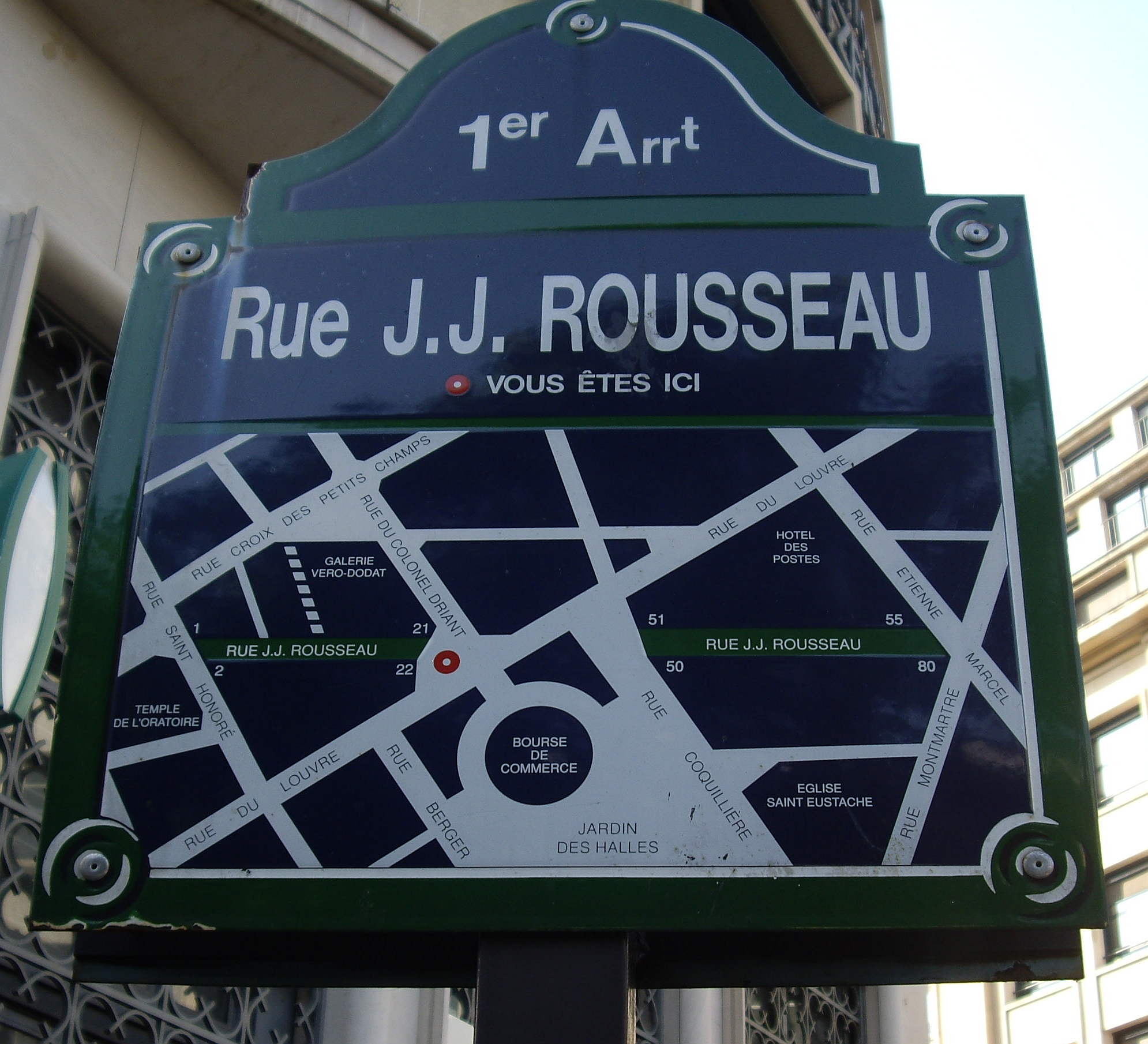
Rue Jean-Jacques-Rousseau dans le 1er arrondissement de Paris.

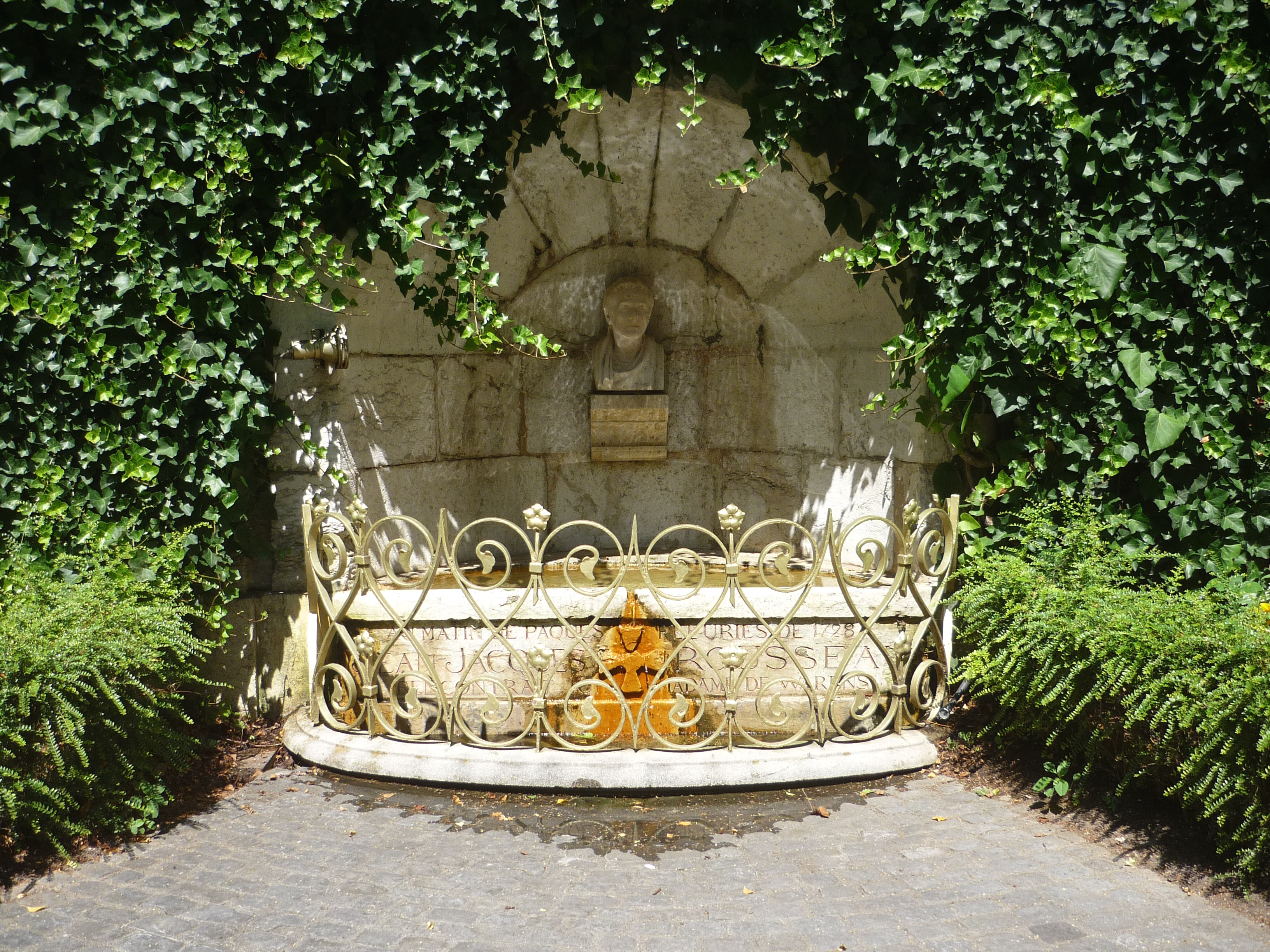
Fontaine Jean-Jacques Rousseau à Annecy, à l'endroit où l'écrivain rencontre Madame de Warens pour la première fois.

- Rue Jean-Jacques Rousseau à Grenoble
- Rue Jean-Jacques-Rousseau à Nantes
- Rue Jean-Jacques-Rousseau à Paris
- Rue Rousseau à Genève
- Rue Jean-Jacques Rousseau à Montreuil
- Promenade J.-J. Rousseau à La Neuveville
- Rue Jean-Jacques Rousseau à Montpellier
- Rue-Jean-Jacques-Rousseau à Vevey
- Rue Jean-Jacques Rousseau à Bergerac
- Rue Jean-Jacques Rousseau à Téteghem
- Rousseau Strasse à Zurich
- Rue Jean-Jacques Rousseau à Môtiers
- Rue Jean-Jacques-Rousseau à Bar-le-Duc
- Rue Jean-Jacques Rousseau à Dijon
- Rue Jean-Jacques Rousseau à Annecy
- Boulevard Jean-Jacques Rousseau à Bourgoin-Jallieu
- Chemin Jean-Jacques Rousseau à Maubec
- Rue Jean-Jacques-Rousseau à Suresnes
- Fontaine Jean-Jacques Rousseau à Annecy, qui marque le lieu où Rousseau rencontre Madame de Warens pour la première fois. Ce monument, érigé en 1928, fait suite au souhait exprimé dans Les Confessions par le philosophe que soit construit un petit monument en ce lieu[388].
- Rue Jean-Jacques Rousseau à Lille
- Rousseau Street, à San Antonio, Texas
- Rousseau Road, à Bethel, Vermont
- Pont Jean-Jacques Rousseau à Boudry
- Avenue Jean-Jacques Rousseau à Graulhet
- Statue place du Panthéon (Paris)
- Rue Jean-Jacques Rousseau à Fontenay-sous-Bois.

### En musique
Henri Kling, corniste et compositeur français installé à Genève, composa Jean-Jacques Rousseau, une cantate pour solistes, chœur mixte et orchestre. Il écrivit également à son sujet.

## Œuvres
- 1742 : Projet concernant de nouveaux signes pour la musique.
- 1743 : Dissertation sur la musique moderne.
- 1750 : Discours sur les sciences et les arts.
- 1751 : Discours sur la vertu du héros.
- 1752 : Le Devin du village — La représentation à Fontainebleau devant le roi le 18 octobre 1752 est un succès ; celle à l'Opéra le 1er mars 1753, un désastre.
- 1752 : Narcisse ou l’Amant de lui-même — Comédie représentée par les comédiens ordinaires du roi, le 18 décembre 1752.
- 1755 : Discours sur l'origine et les fondements de l'inégalité parmi les hommes.
- 1755 : Économie politique.
- 1756 : Examen de deux principes avancés par M. Rameau.
- 1756 : Jugement sur la Polysynodie — Première publication en 1782)[390]
- 1756-1758 : Jugement du Projet de paix perpétuelle de Monsieur l'Abbé de Saint-Pierre
- 1758 : Lettres morales — Écrites entre 1757 et 1758, publication posthume en 1888[391].
- 1758 : Lettre sur la providence.
- 1758 : Lettre à D'Alembert sur les spectacles.
- 1761 : Julie ou la nouvelle Héloïse.
- 1762 : Le Lévite d'Éphraïm .
- 1762 : Émile ou De l'éducation — Dans lequel est inclus La Profession de foi du vicaire savoyard au livre IV.
- 1762 : Du contrat social.
- 1764 : Lettres écrites de la montagne.
- 1764 : Lettres sur la législation de la Corse.
- 1771 : Considérations sur le gouvernement de Pologne.
- 1771 : Pygmalion.
- 1781 : Essai sur l'origine des langues — Posthume.
- 1765 : Projet de constitution pour la Corse — Posthume.
- 1767 : Dictionnaire de musique — Écrit à partir 1755, il paraît à Paris en 1767.
- 1770 : Les Confessions — Écrites de 1765 à 1770, publication posthume en 1782-1789.
- 1777 : Rousseau juge de Jean-Jacques — Posthume.
- 1778 : Les Rêveries du promeneur solitaire — Écrites en 1776, publication posthume.
- 1781 : Émile et Sophie, ou les Solitaires — Publication posthume en 1781, suite inachevée de l'Émile.

## Filmographie
- 1958 : deux exposés d’Henri Guillemin, sur sa pensée politique[392] (35 minutes) et ses morale et religion[393] (45 minutes). Diffusion par la Télévision Suisse Romande.
- 1967 : Le Gai Savoir de Jean-Luc Godard avec Juliet Berto et Jean-Pierre Léaud. Coproduction Office de Radiodiffusion et Télévision Française, 95 minutes. Émile Rousseau et Patricia Lumumba s'interrogent sur les sons et les images, et sur leur relation à la cause des peuples et à la philosophie[394].
- 1972 : conférence d’Henri Guillemin sur les grandes lignes de la pensée politique de Rousseau[395] (30 minutes) et sur la pensée religieuse de Jean Jacques Rousseau[396] (31 minutes). Réalisation par Claude Goretta. Diffusion sur la Télévision Suisse Romande les 11 et 25 novembre 1972.
- 1973 : Joseph Balsamo, d’André Hunebelle avec Jean Marais et Olivier Hussenot dans le rôle de Rousseau. Série télévisée de l’ORTF en sept épisodes de 52 minutes. Adaptation d'un livre d’Alexandre Dumas qui, lui, s'inspira de la vie du comte de Cagliostro (Giuseppe Balsamo)[397].
- 1978 : Les chemins de l'exil ou les dernières années de Jean-Jacques Rousseau, de Claude Goretta, scénario de Georges Haldas, avec François Simon (Jean-Jacques Rousseau), Dominique Labourier (Thérèse Levasseur) et Corinne Coderey (Madame de Warens). Production de la Télévision Suisse Romande, 2 h 49 min. Les dernières années du philosophe Jean-Jacques Rousseau, depuis son exil en Suisse en 1762 jusqu'à sa mort[398].
- 1981 : Le Merveilleux Voyage de François au Pays de Jean-Jacques d’Hervé Pernot. Coproduction INA. François, 12 ans, se perd dans une forêt et se retrouve au XVIIIe siècle. Il y cherche un homme dont ses parents lui ont beaucoup parlé : Jean-Jacques Rousseau[399].
- 1995 : Jean-Jacques Rousseau 1712-1778, de Jean-Louis Cros. Production CNDP, 14 minutes. Documentaire fiction qui évoque trois aspects de son œuvre littéraire[400].
- 2011 : Rousseau, les chemins de Jean-Jacques, d’Hervé Pernot. Production La Cité Films, 55 minutes. Une inspiration des Confessions pour raconter les vingt-cinq premières années de la vie du célèbre philosophe[401].
- 2012 : Ma nouvelle Héloïse, de Francis Reusser avec Alexandra Camposampiero. Production Le CinéAtelier, 87 minutes. Un riche mécène japonais, admirateur de l'œuvre de Rousseau, demande à un cinéaste atypique de réaliser une version filmée du célèbre roman Julie ou la Nouvelle Héloïse[402].
- 2012 : Jean-Jacques Rousseau, tout dire, de Katharina Von Flotow. Production Télévision suisse romande et Arte, 88 minutes. Lecture des textes de Rousseau par Roger Jendly. Vie et pensées d'un philosophe des Lumières à l'intranquillité chronique[403].

## Sources
: document utilisé comme source pour la rédaction de cet article.
- [Contrat] Jean-Jacques Rousseau, Du contrat social, Paris, Le livre de Poche, 2013, 319 p.
- [Écrits] Jean-Jacques Rousseau, Jean-Jacques Rousseau : Écrits politiques, Paris, Le Livre de Poche, 2012.
- [Discours] Jean-Jacques Rousseau, Discours sur l'origine et les fondements de l'inégalité parmi les hommes, Paris, Gallimard Folio/essais, 2014, 384 p.
- Jean-Jacques Rousseau, Œuvres complètes : Lettre sur la musique française, Paris, 1753.
- Jean-Jacques Rousseau à Venise (1743-1744) raconté par lui-même, Paris, Maurice Glomeau éditeur, 1920.
- Jean-Jacques Rousseau et R.A. Leigh (éditeur scientifique), Correspondance Complète, Oxford, The Voltaire Fondation, 1979, 474 p. (ISBN 9780729406857)[404].
- Jean-Jacques Rousseau, Bernard Gagnebin (éditeur scientifique) et Marcel Raymond (éditeur scientifique), Œuvres complètes, Paris, Éditions Gallimard, coll. « La Pléiade »Riche en introductions, notes et variantes[405].
  - [OC I] Jean-Jacques Rousseau, Œuvres complètes I : Les Confessions et Autres textes autobiographiques, Paris, Éditions Gallimard, coll. « La Pléiade », 1986 (1re éd. 1959), 2096 p.
  - [OC II] Jean-Jacques Rousseau, Œuvres complètes II : La Nouvelle Héloïse, Théâtre, Poésies, Essais Littéraires, Paris, Éditions Gallimard, coll. « La Pléiade », 1984 (1re éd. 1961), 2160 p.
  - [OC III] Jean-Jacques Rousseau, Œuvres complètes III : Du contrat social, Écrits politiques, Paris, Éditions Gallimard, coll. « La Pléiade », 1964 (1re éd. 1959), 2240 p.
  - [OC IV] Jean-Jacques Rousseau, Œuvres complètes IV : Émile, Éducation, Morale, Botanique, Paris, Éditions Gallimard, coll. « La Pléiade », 1980 (1re éd. 1969), 2192 p.
  - [OC V] Jean-Jacques Rousseau, Œuvres complètes V : Écrits sur la musique, la langue et le théâtre, Paris, Éditions Gallimard, coll. « La Pléiade », 1995, 2240 p.
- « Édition thématique du tricentenaire », Raymond Trousson et Frédéric S. Eigeldinger (éd.), Genève, Éditions Slatkine, et Paris, Éditions Champion, 2012, 24 vol.
- « Présentation chronologique » du tricentenaire, Jacques Berchtold, Yannick Séité, et François Jacob (éd.), Paris, Classiques Garnier, 21 vol. prévus.
- Rousseau est l'un des auteurs de l'Encyclopédie de Diderot et d'Alembert, dont il a rédigé la plupart des articles sur la musique, ainsi que l'article « Économie politique » (publié en 1755 dans le tome V de l'Encyclopédie), plus connu sous le titre de Discours sur l'économie politique[406].